# イチロー
- 「鈴木一郎」とは別人です。
- その他の同名の人物については「鈴木一朗 (曖昧さ回避)」をご覧ください。

イチロー（本名：鈴木 一朗〈すずき いちろう〉、1973年10月22日 - ）は、愛知県西春日井郡豊山町出身の元プロ野球選手（外野手、右投左打）。愛称は「The Wizard（魔法使い）」。2018年よりMLBのシアトル・マリナーズで会長付特別補佐兼インストラクターを務めている。

## 概要
日本プロ野球（以下：NPB）とメジャーリーグベースボール（以下：MLB）で通算28シーズンをプレーし、MLBシーズン最多安打記録保持者（262安打）、プロ野球における通算安打世界記録保持者※一軍出場試合のみの記録（NPB / MLB通算4367安打でギネス世界記録に認定）、最多試合出場世界記録保持者（NPB / MLB通算3604試合出場）である。
様々な記録を打ち立て、NPBで最多タイ記録となる首位打者を7回（7年連続）獲得し、パ・リーグ最多記録となる最多安打を5回獲得している。MLBでは史上唯一の10年連続で200安打以上を達成。MLB1年目の2001年シーズンは、MVP、新人王、首位打者、盗塁王、シルバースラッガー賞、ゴールドグラブ賞のタイトルを同時に獲得している。また、このシーズンの242安打はMLB新人最多安打記録、打率.350もアメリカンリーグの新人最高打率記録である。
アジア人史上唯一の首位打者と盗塁王のタイトルを獲得。アジア人史上初のシーズンMVP（アジア人のシーズンMVP受賞は2001年のイチローと2021年・2023年・2024年の大谷翔平のみ）やシルバースラッガー賞、ゴールドグラブ賞（10年連続）も受賞している。またアジア人史上3人目（日本人史上3人目、アジア人打者史上初）の新人王も受賞した。
NPBでは首位打者7回、打点王1回、盗塁王1回、最高出塁率5回、最多安打5回などを獲得し、2000年オフに日本人初の野手としてMLBに移籍。MLBでは首位打者2回、盗塁王1回を獲得した。2004年にはMLBのシーズン最多安打記録を84年ぶりに更新し、コミッショナー特別表彰を受けた。2016年にはMLB通算で3000安打、500盗塁、さらにNPB/MLB通算でのプロ野球における通算最多安打数（ギネス世界記録）を樹立するなど活躍した。メジャーリーグにおいて日本人野手としてのパイオニア的な存在である。

## 経歴

### 生い立ち
愛知県西春日井郡豊山町出身。1973年10月22日に鈴木宣之の次男として誕生。生後間もなく名古屋市守山区から西春日井郡豊山町へ転居。2人兄弟の次男であったが、祖父「銀一」から「一」の文字を取り「一朗」と命名された。イチローと兄に限らず、祖父「銀一」の全ての孫の名には漢字「一」が付けられている。
3歳の時からボールとバットを握っていて、寝るときも離さなかった。毎日のように父から野球を習った。また、「そろばん」「囲碁」「習字」などの習い事を行っていた。
豊山町立豊山小学校出身。豊山小時代は地元の少年野球チーム・豊山町スポーツ少年団に所属。エースで4番として活躍し、6年生の時には全国大会に出場した。小学3年生のころから、学校から帰宅後に近くの公園で父親と野球の練習をした。しばらくすると、飛距離が伸び場外本塁打を連発するようになったため、町内にある空港バッティングセンターに週6日から週7日通っていた。3年生の時には球速100 km/hの球を打っていたという。バッティングセンターに通いつめるあまり、一般用の球速では満足できなくなり、イチロー用のスプリングを発注して、来た時に交換していた。父親からは、料金は気にせずボール球には手出ししないよう指示され選球眼を磨いた。
豊山町立豊山中学校では、小学生時代のチームメイトと共に野球部に所属。エースで中軸（主に3番）を打ち、中学3年の時に全日本少年軟式野球大会に出場し3位入賞を果たす。甲子園に出場して、プロに入るために野球名門校である名古屋市の愛工大名電高校に進学する。

### 高校時代
愛工大名電時代から地元では有名な選手で、愛知を代表する名門野球部において1年時からいきなりレギュラーを獲得（ポジションは三塁手で打順は主に1 - 3番）。2年時は夏に愛知大会決勝で稲葉篤紀（当時3年）のいる中京高校（現・中京大中京高校）を下し、夏の甲子園に3番・左翼手として出場。初戦でその大会の優勝校となる南竜次擁する天理高校と対戦し、敗退。自身はヒットを1本打っている。3年時はエース兼3番打者を担い、春の甲子園に投手として出場するが、上田佳範を擁する松商学園に初戦で敗れ、自身も5打数無安打に終わった。夏は愛知大会決勝で東邦高校に敗れた。東邦高校の4番打者だった林尚克とは互いにライバル関係にあり、後述のドラフト会議前には互いにどちらが上位で指名されるかを気にしていたが、林は指名漏れしている。1学年上にチームのエースだった伊藤栄祐がいた。松井秀喜（当時星稜高等学校、1学年下）とはこのころから練習試合を通じて面識があった。
高校3年間の通算成績は536打数269安打、打率.501、本塁打19本、二塁打74本、三塁打28本、盗塁131。特に3年時の地方大会での打率は7割以上を記録している。あまりの好成績に、当時の監督からは「宇宙人」とも呼ばれていた。高校時代は投手だったが、1年生だった1990年3月、野球部合宿所から自転車で通学中に車と接触し、ボンネットの上に跳ね上げられるという交通事故に遭遇し、足に全治1か月の重傷を負う。この怪我が原因で投球フォームが担ぐようなフォームになり、野手転向を余儀なくされる。投手としても有力な選手として当時から名前が挙がっていた。

#### ドラフト会議
父・宣之は「文武両道を目指し、大学に進学してからプロ入りすべき」と考えていたが、イチローは「大学で4年間野球をするよりも、高卒でプロ入りしたほうがレベルの高い練習が出来る」と考えて高校からのプロ入りを目指した。その上で1991年のドラフト会議（同年11月22日）を控え、地元球団である中日ドラゴンズに入団することを希望していた。その理由は中日を幼少期から応援していたことに加え、イチローが好きな打者だった藤王康晴・田尾安志が所属していたためで、父・宣之も「子供のころからドラゴンズのファンだったし、せめて3位ぐらいまでに（中日が）指名してくれればいい」と考えていた。しかし、当時イチローを担当していた中日の池田英俊スカウトは、当時投手だったイチローについて「体が出来上がっていないし、プロ野球の投手としてはちょっと物足りない」と評価していた。一方、池田はイチローの打撃については高く評価しており、複数回にわたり「1位候補の外野手」と報告書を書いて中日球団に提出し、チーム事情から「左打ちの外野手は不要」と判断されても「3年たてば大型遊撃手になれる」と訴えたが、球団の評価は高くなく、最終的には指名に至らなかった。大坪はイチローがドラフト指名を受けた当時、愛工大名電の監督から電話を受けて記者会見に同席した記者の一人だが、自身以外にはスポーツ紙の記者が1人いたかどうか程度で、当時は「4位じゃあ、あまり記事にならないな」と思っていたという。
ドラフト会議前、ドラゴンズの親会社である中日新聞社の発行する『中日スポーツ』はドラフト候補の選手たち（高校生は164人）をA・B・Cの3段階評価で評価していたが、イチローはB評価だった。また同紙は東海地区のドラフト候補の高校生として、イチローと林を徳本政敬（三重県立木本高校から広島東洋カープ2位指名）に次ぐ注目候補として取り上げていた。
一方で1991年の夏の終わり、オリックス・ブルーウェーブの東海地区スカウトだった三輪田勝利が、愛工大名電のイチローについて「面白い選手がいるから見て欲しい」と球団編成部長・中田昌宏に報告し、これを受けた中田はイチローの練習を視察。中田はイチローのフリーバッティングを見て、「3位で行かないと獲れない」と主張した。しかし、同年のドラフト会議では1位で田口壮（関西学院大学）を、2位で萩原淳（東海大付属甲府高校）の指名を予定しており、「3位以下も大学・社会人の即戦力投手を指名すべき」という声が多かったため、イチローの評価は5位ないし6位程度だった。結局、3位指名選手はオリックスが囲っていた本東洋（三菱重工長崎）で決まっていたため、当時のスカウトだった当銀秀崇は「イチローは4位まで残っていないだろう。中日が取りに来るかもしれない」と考えていたが、三輪田はドラフト会議前日のスカウト会議で「イチローは4位までに指名しなければ絶対に取れない」と強硬に主張。結局、スカウトたちは中日など他球団の動向を探るため、会議当日午前までに他球団のスカウト・関係者から情報収集した結果、「イチローは4位までに指名しなければ中日に取られる」と判断し、当日にイチローの4位指名を決定した。なおドラフト会議前日には、オリックスと阪神タイガースがそれぞれ、（指名順位までは明かさなかったが）宣之に対しイチローを指名する旨を連絡していたほか、日本ハムファイターズのスカウトも会議前にイチロー側に対し「逆指名してくれませんか」と申し入れていたが、宣之は「高校生としては生意気な行為になるから」と申し出を断った。ただし当時ファイターズの幹部であった大沢啓二は「あの細身でプロで成功するとは思わなかった。」と著書で述べており自らは獲得に消極的であった。
結局、オリックスは12球団で最初に4位指名をできることになり、イチローを4位で指名した。中日を含めた他11球団はイチローを指名しなかったため、オリックスの単独指名となった。このような経緯もあり、三輪田の親族によれば、イチローは三輪田の死後、墓参りを毎年欠かしたことがないという。愛工大名電高校出身のプロ野球選手としては12人目だった。
イチローはドラフト会議当日、意中の中日ではなくオリックスから指名されたことを倉野光生コーチから聞かされたが、後に「オリックスということで戸惑いはあったが、自分を必要としている球団があったということだけで、とても嬉しかった。オリックスに入ることにためらいはなかった」と回顧している。吹上流一郎 (1995) は「イチローは中日に指名されなかったことを心から残念がったが、イチローを指名しなかった中日側も以後、スカウトの間でお家騒動に発展した。（1995年時点で）前中日監督・星野仙一は『ウチ（中日）は投手としての感触だけでしか（イチローを）見ていなかったんだ。あれは大失敗だったよね。イチローの教訓はウチのこれからのスカウティングに生きてくるはずだよ』と言っている」と述べている。
ドラフト会議翌日、三輪田はイチローの実家にあいさつに訪れ、同年12月4日にイチロー（登録名：鈴木一朗）はオリックスと仮契約を結び、入団が決定した。契約金は4000万円、年俸は430万円で、宣之は、入団については中村に一任したが、前年にイチローの先輩がドラフト5位（年俸400万円）で近鉄バファローズに入団していたことから、年俸面での待遇は4位と5位との差を少しでもつけてほしいと要望し、これを受けてオリックス球団は1年目のイチローの年俸を430万円に設定し、契約金は4000万円となった。ただし契約金の約半分が税金として徴収されたため、宣之は残る2000万円分を「息子の退職金の先払い」として貯金に回している。当時、『中日スポーツ』で報じられた入団の記事は1行のみのベタ記事で、紙面の最下段から2段目に掲載されていた。

### オリックス時代
1992年7月11日の対福岡ダイエーホークス17回戦（平和台球場）で、左翼手・村上信一に代わる守備固めとして一軍初出場を果たした。翌日の対ダイエー戦で初スタメン出場。木村恵二が投げた直球を右翼に打ちプロ初安打を記録した。この年は打率.366でウエスタン・リーグの首位打者を獲得したが土井正三・小川亨などの一軍首脳陣に自身の打法（振り子打法）を批判される。「足の速さを活かしてゴロを打つように」と打撃方法を変更するよう要求されるが拒否、一軍打撃コーチ・山内一弘と意見が合わず、シーズン終盤にスタメンになることは増えたが一軍に定着することはなかった（土井との関係については土井正三#指導者としての評価を参照）。同年のジュニアオールスターにて同点である8回に有働克也から代打決勝本塁打を放ってMVPと賞金100万円を獲得し賞金全額を神戸市の養護施設に寄付した。二軍選手ではイチローが初。
1993年4月10日の開幕戦は9番・中堅手としてスタメンに起用され、翌日の試合では1番打者を務めたが、その後は控えにまわり4月24日の代打出場（結果二ゴロ）の後に二軍落ちする。再び昇格した5月21日から代打や守備固めで出場し、6月12日の対近鉄バファローズ戦（長岡市悠久山野球場）で1番・中堅手としてスタメン出場。同試合では8回表の4打席目に野茂英雄から右翼越のプロ初本塁打を放った。以降も6月23日まではスタメン起用されるが打率1割台（44打数7安打、打率.159　23日終了時）を脱することが出来ず、7月4日の出場を最後に二軍行きを命じられる（9月4日に昇格しシーズン終了まで一軍）。
二軍生活の中でイチローは、同年の秋に二軍打撃コーチの河村健一郎と二人三脚で、日本時代のイチローの代名詞ともなる「振り子打法」を作り上げた。二軍では、前年から続いて2シーズンにまたがる46試合連続安打を記録（1シーズンでは30試合）。この年は打率.371を残したが規定打席に少し足りず、もし規定打席に達していれば首位打者になる可能性があった（1993年のウエスタン・リーグ首位打者の柳田聖人の打率は.346）。同年のオフにはハワイ・ウィンターリーグに派遣され、「ヒロ・スターズ」に所属して優勝し、ウィンター・リーグ初のMVPに選ばれた。カウアイのヴィディンハ・フィールドでは推定飛距離500フィート（152メートル）の本塁打を打ち、地元では「新幹線ホーマー」と呼ばれていた。
1994年の公式戦開幕直前の4月7日、登録名を本名「鈴木一朗」から「イチロー」に変更（オープン戦は「鈴木一朗」登録）。日本人選手としては初めて、名字を除いた名前での選手名登録となった。名付け親は新井宏昌とされている。この年から監督に招聘された仰木彬はイチローの類い稀な打撃センスを見抜くと即座に一軍に呼び、2番打者に抜擢。打法も同年から新しく一軍打撃コーチとなった新井宏昌に理解され、レギュラーとして活躍。4月末から1番打者に定着し、5月から8月にかけて日本プロ野球新記録となる69試合連続出塁を記録した。9月11日の対近鉄戦（藤井寺球場）では日本プロ野球タイ記録の1試合4二塁打を記録すると同時に、1950年に藤村富美男が作ったシーズン最多安打記録191本に並んだ。同月14日の対日本ハム戦（東京ドーム）で1安打を放ち、シーズン最多安打記録を44年ぶりに更新し、同月20日の対千葉ロッテマリーンズ戦（グリーンスタジアム神戸）では日本プロ野球史上初となるシーズン200安打の偉業を達成した。
最終的に安打数も210本（当時の日本プロ野球記録、現球団記録）まで伸ばし、この活躍で安打数が話題となったため、連盟によって同年から「最多安打」が連盟表彰のタイトルとされた。打率では、日本プロ野球史上初の4割打者誕生はならなかったものの、最終的にはパシフィック・リーグ新記録となる打率.385（2000年に自ら記録を更新.387）を残して首位打者を獲得。このシーズンの打率.385は、高卒入団の選手がプロ3年目までに達成した記録としては歴代1位。また、タイトルではないが149単打で金山次郎の日本記録を44年ぶりに更新した。そのほかにも最高出塁率・ベストナイン・ゴールデングラブ賞・正力松太郎賞を獲得し、打者としては1941年の川上哲治と並ぶ日本プロ野球史上最年少でシーズンMVPを獲得した。オフの12月16日に7200万円増となる推定年俸8000万円で契約を更改した。
1995年の開幕前の1月17日に発生した阪神・淡路大震災において本拠地の神戸市が壊滅的な被害を被りイチロー自身も神戸市内にあるオリックスの寮で被災する。この年のオリックスは「がんばろう KOBE」を合言葉にスタートした。イチローは震災からの復興を目指す「神戸のシンボル」的存在として、首位打者・打点王・盗塁王・最多安打・最高出塁率を獲得。「打者五冠王」に輝いた。極端な「投高打低」のシーズンではなかったが、傑出したスラッガーがいなかったため、安打製造機タイプのイチローまでもが打点王に輝いた異例のシーズンであった。打点王と盗塁王の同時獲得は日本プロ野球史上初（現在も唯一）のほか、全試合フル出場での首位打者は王貞治（1969年）に次ぐ史上2人目の快挙だった。本塁打はリーグ3位タイの25本で、この年に28本放って本塁打王を獲得した小久保裕紀とは3本差であり、日本プロ野球史上前例のない打撃タイトル独占（六冠王）にあと一歩だった。そのほか、リーグ2位の長打率や当時のパ・リーグ記録となるシーズン18死球、自身初のリーグ最多敬遠に加え、当時の日本プロ野球タイ記録となるシーズン初回表先頭打者本塁打5本を残すと、前年に自らが記録した69試合に迫る歴代2位の67試合連続出塁を記録。2年連続となるシーズンMVP・ベストナイン・ゴールデングラブ賞・正力松太郎賞も受賞。そしてチームは悲願のリーグ優勝を達成した。しかし、ヤクルトスワローズとの日本シリーズには敗退し、日本一達成はならなかった。11月19日に静岡草薙球場で行われたパ・リーグオールスター東西対抗戦では2回に逆転2点適時打を放つなど、2安打2打点の活躍で最優秀選手に選ばれた。
1996年は開幕から前半戦まで1番打者として出場。5月25日の対近鉄戦（藤井寺球場）で7回に池上誠一から満塁本塁打を放った。オールスターゲーム第1戦では広島東洋カープの紀藤真琴から初回先頭打者初球本塁打を放った。第2戦では投手として登板。セ・リーグ総監督の野村克也が松井秀喜の代打で送った高津臣吾を遊ゴロに打ち取っている。後半戦からは打順を変更され、3番に固定。前半戦までは打率が1度も.330を超えない状態が続いていたが、3番になってからは調子を上げて固め打ちが目立つようになり、8月にはプロ野球記録となる月間48安打（月間打率は.475）を記録した。最終的に3年連続となる首位打者を獲得し、また193安打で3年連続となる最多安打・最高出塁率を記録、前年に引き続き最多敬遠も記録した。猛打賞を26回（達成当時、日本プロ野球記録。現在日本プロ野球歴代3位）、1試合4安打を8回記録（達成当時、日本プロ野球新記録。現在はパ・リーグ記録）。自身の最多単打記録を151本まで伸ばした（2005年に青木宣親が更新）。9月23日の対日本ハム戦（グリーンスタジアム神戸）で6-6の同点で迎えた延長10回無死一塁の打席で島崎毅からオリックスのリーグ連覇を決めるサヨナラ適時二塁打を放ち、前年のリーグ優勝時に果たせなかった「神戸での胴上げ」を実現させた。読売ジャイアンツ（巨人）との日本シリーズでは、第1戦（東京ドーム）の延長10回表に河野博文から決勝本塁打を放つなどの活躍を見せ、チームは1977年以来19年ぶりの日本一に輝いた。イチローは優秀選手賞を受賞したほか、3年連続となるシーズンMVPを手にした。3年連続シーズンMVPは日本プロ野球タイ記録で、山田久志に次いで史上2人目。
1997年は5月10日の対近鉄戦（グリーンスタジアム神戸）で5回一死満塁の打席で香田勲男からシーズン27試合目で初本塁打となる満塁本塁打を放った。6月に「209打席連続無三振」の日本プロ野球記録を樹立。同月25日の対日本ハム戦（東京ドーム）で4回二死二塁の第3打席で下柳剛から三振するまで、「216打席連続無三振」を記録した。7月20日の対日本ハム戦（グリーンスタジアム神戸）で5回一死満塁の打席で今関勝からシーズン2本目の満塁本塁打。10月7日の対ロッテ戦（グリーンスタジアム神戸）では1-1の同点で迎えた9回一死無走者の打席で河本育之から自身NPB初となるサヨナラ本塁打を放った。最終的には185安打として、最高出塁率に関しては3年連続で途切れたが、最多安打・首位打者を4年連続とし、最多敬遠も3年連続と伸ばした。
1998年は5月8日の対近鉄戦（大阪ドーム）で3回にフィル・レフトウィッチから満塁本塁打。7月29日の対日本ハム戦（グリーンスタジアム神戸）では4-4の同点で迎えた9回二死満塁の打席で下柳剛からサヨナラ適時打を放った。同年は打率.358、181安打でシーズンを終え、張本勲の4年連続を抜いて日本プロ野球史上初となる5年連続首位打者獲得を達成、5年連続・通算5回目となる最多安打も記録した（連続回数、通算回数ともにパ・リーグ記録。5年連続は長嶋茂雄の6年連続に次いで歴代2位、通算5回は長嶋茂雄の10回、川上哲治の6回に次いで歴代3位）他、リーグ最多敬遠も4年連続となった。日米野球では26打数9安打、6打点の成績で、チームは2勝5敗と負け越したものの、シリーズ殊勲選手に選出された。
一方で、イチローは1996年シーズンから1999年の4月11日までスランプに陥っていたと語り、特に1998年は深刻なスランプを感じていた。実際に同年シーズンは21併殺打を記録し、5月には当時のパ・リーグワーストタイ記録となる4試合連続併殺打を記録している。
1999年シーズン開幕前の2月、星野伸之や戎信行とともに、オリックスと業務提携を結んでいたシアトル・マリナーズの春季キャンプに招待され、2週間参加した。シーズンでは開幕から調子があがらず、数年間のスランプをひきずっていたが、同年4月11日、ナゴヤドームでの西武戦の第5打席で西崎幸広からセカンドゴロを放つ。後に「この打席がきっかけで、自分の打撃が開眼した」という旨を語っている通り、同打席によってスランプから脱出し、以降は復調した。4月20日の対日本ハム戦で金村曉から2点本塁打を放ち、日本プロ野球史上最速となる757試合目で通算1000安打を達成。5月22日の対ダイエー戦（福岡ドーム）で史上17人目となるプロ通算700試合連続出場。2回一死満塁の打席でヒデカズから満塁本塁打を放ち、パ・リーグタイとなるシーズン5年連続満塁本塁打を記録。6月5日の対日本ハム戦（東京ドーム）では4打数4安打を放ち、パ・リーグ史上25人目となるプロ通算100度目の猛打賞を記録した。同月13日のダイエー戦では三塁の守備に就いた。7月6日の対西武ライオンズ戦では松坂大輔から通算100号本塁打、7月22日の対ダイエー戦（グリーンスタジアム神戸）では5-5の同点で迎えた延長11回二死無走者の打席で水田章雄から自身NPB2度目のサヨナラ本塁打を放った。
前半戦を打率.370・19本塁打・60打点の成績で折り返したが後半戦で失速。8月24日時点では本塁打こそキャリアハイの26本ペースだったものの打率.343 OPSは.984とイチローにおいては特筆すべきものではなくなっていた。8月24日の対日本ハム戦で下柳剛から右手に死球を受けて負傷、残りのシーズンを棒に振った。これにより、1994年の開幕戦から続けていた連続試合出場がパ・リーグ歴代4位（現5位）の763でストップした。また、今シーズンは141安打にとどまり、最多安打に関しても5年連続で途切れた。しかし3年ぶりに最高出塁率を記録した他、6年連続首位打者、5年連続の最多敬遠を記録した。
2000年は開幕戦から4番に指名され、79試合目を終えた時点でも打率.401を残すなど高打率を維持。7月には通算10度目となる月間MVP（日本プロ野球記録）を受賞した。8月5日の対西武戦（グリーンスタジアム神戸）で3回一死満塁の打席で許銘傑から満塁本塁打を放ち、プロ野球タイとなるシーズン6年連続満塁本塁打を記録した。97試合目終了時点で打率.398を記録。102試合目終了時まで3割9分台 (.3923) を堅持するなど高打率を残していたが、8月27日の対ロッテ戦で3回に三塁線へファウルボールを打った際に右脇腹を痛めて途中交代。翌28日に出場選手登録を抹消された。
10月12日、記者会見でポスティングシステムを利用してのMLB挑戦の意向を表明。翌13日の西武との最終戦（グリーンスタジアム神戸）で9回に守備固めとして出場した（打席には立たなかった）。前日の記者会見を聞いたファンの声援に応えるため、イチローは手を振って応え、ファン一人一人と別れの握手をした。最終的に、日本プロ野球歴代2位（およびパ・リーグ記録）となるシーズン打率.387を記録。安打数こそ153安打にとどまり最多安打を逃したが、通算7度目の首位打者（日本プロ野球記録）を獲得。6年連続となる最多敬遠（パ・リーグ記録）も記録し、2年連続通算5度目となる最高出塁率、7年連続通算7度目となるベストナイン・ゴールデングラブ賞をそれぞれ獲得した。
日本在籍時は、開幕戦を非常に苦手にしており、通算で29打数3安打、打率.103、0本塁打、1打点であった。

### MLB時代

#### マリナーズ時代
2000年11月10日に、日本人初のポスティングシステムによる独占交渉権をシアトル・マリナーズが1300万ドル余りで獲得。19日に3年契約で合意し、28日に渡米。30日に3年総額1400万ドルで正式契約を結び、日本人野手初のメジャーリーガーとなった。背番号は51。
当初は日本人野手がMLBで通用するのか疑問視する声が日米問わず多かった。当時のマリナーズ監督ルー・ピネラも、「打率は2割8分から3割、盗塁は25から30は稼いでくれるだろう」とそこまで大きな期待はしていなかった。また、背番号51についても、当時のマリナーズではランディ・ジョンソン（1989 - 1998年まで在籍）の番号というイメージがファンの間で認識されていたために、「ランディの功績を台無しにする」「ランディを侮辱している」という理由であまり好意的には見られていなかったが、その後の活躍により、ランディ・ジョンソンとの連名での永久欠番になるのではないかといった予想がされるまでになる。東京在住のアメリカ人ジャーナリストであるロバート・ホワイティングは2000年12月号の文藝春秋にて、「イチロー君大リーグは甘くないぞ」と題して、イチローがMLBでは通用しないことを断言し、「イチロー自身も『あーあ、アメリカにこなければ今ごろはまだ日本のスーパースターでいられたのに』と後悔しているかもしれない。来年の今ごろ、僕がこの誌面で平謝りに謝っているかどうか、忘れずにチェックしてほしい。」と執筆した。
（以降日付は全て現地時間）2001年、4月は2日のオークランド・アスレチックスとの開幕戦に「1番・右翼手」で先発出場。第1打席はティム・ハドソンから二ゴロに倒れるが、第4打席にセンター前へメジャー初安打を放ち、第5打席にはバント安打を記録して2安打1得点の活躍でチームの勝利に貢献するという好スタートを切った。6日の対テキサス・レンジャーズ戦で延長10回一死一塁の打席でジマーマンからMLB初本塁打となる決勝2点本塁打。11日は敵地オークランドで三塁を狙ったテレンス・ロングを完璧な送球で刺して大きな話題を呼んでいる（後述）。15日の対アナハイム・エンゼルス戦では9回に二盗を成功させ、MLB初盗塁を記録した。その後も順調に安打を積み重ね、4月から5月にかけて2か月連続でこの年から制定されたルーキー・オブ・ザ・マンスを受賞。オールスターゲームではファン投票で337万票を獲得。日本からの68万票を差し引いても両リーグ通じて1位となる得票数で初選出された。オールスターゲームでは先発のランディ・ジョンソンと対戦。内野安打を放ち、盗塁も記録した。7月はキャリアを通じて自己ワースト（当時）となる21打席連続無安打を喫し失速するが、翌月から復調。8月28日の対タンパベイ・デビルレイズ戦で7回にこの試合2本目となる安打を放ち、129試合目での200安打に到達。9月8日の対ボルチモア・オリオールズ戦では2安打（うち1本塁打）を放ち、1996年にアレックス・ロドリゲスが記録した球団最多安打記録の215安打を更新。再び8月と9月の2か月連続で月間新人MVPを受賞する活躍で、シーズン116勝（MLBタイ記録）でのチームの地区優勝に大きく貢献した。マリナーズのこの活躍は、コミッショナー特別表彰を受けとることになる。
この年、1930年のビル・テリー（ジャイアンツ）以来となるシーズン242安打（当時歴代9位）を放ち、MLBの新人最多安打記録を更新するとともに、アジア人打者初の新人王を受賞。さらに首位打者・盗塁王・シーズンMVP・シルバースラッガー賞・ゴールドグラブ賞という数多くのアジア人初のタイトルや表彰を獲得した。打率.350はアメリカンリーグ1年目選手の歴代最高打率。新人王とMVPに同時に選出されたのはイチローのほかには1975年のフレッド・リンのみであり、新人王と打撃タイトルの同時受賞はトニー・オリバ（首位打者）、ジャッキー・ロビンソン、ビンス・コールマン（盗塁王）、ウォルト・ドロポ（打点王）、マーク・マグワイア（本塁打王）以来6人目である。その他にも安打試合数の135試合は歴代1位タイ、127得点はリーグ2位、得点圏打率（.445） は両リーグを通じて1位を記録した。
2002年は5月に月間打率.404を残すと、26日に打率と出塁率でリーグトップに躍り出た。6月18日のシンシナティ・レッズ戦では1999年2月にマリナーズのキャンプに参加して以来3年ぶりにケン・グリフィー・ジュニアと再会。「やっぱり彼は僕にとってメジャーリーガーの象徴。メジャーに興味を持ったのも、彼の美しさ、スピードを見て感銘を受けたからなんです」と語った。しかし8月から調子を落とし、9月22日の対エンゼルス戦で7回に安打を放ち、2年連続の200安打を達成したが、チームも8月から失速。監督のルー・ピネラはゲン担ぎとして試合前のメンバー表交換にイチローを登場させるなどしたが、地区3位に沈んだ。

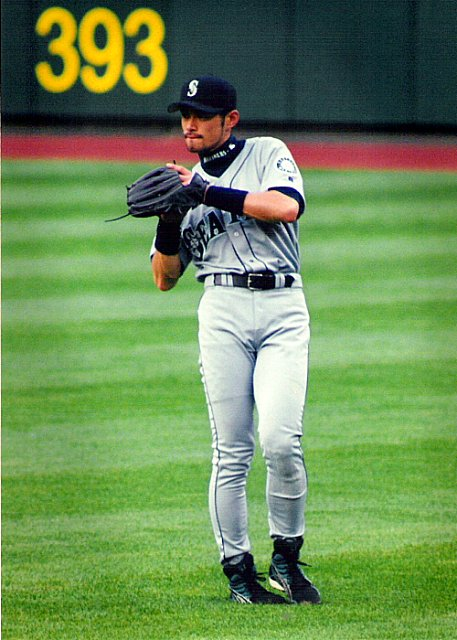
マリナーズ時代のイチロー（2002年）

自身は最終的にリーグ4位の打率.321を残すと、208安打を打つも最多安打のアルフォンソ・ソリアーノにはあと1本及ばなかった。前年の活躍もあったため、投手から警戒されるようになり、リーグ最多の27敬遠を記録した。そのため、四球は前年の30から68に倍増した。オフの11月には日米野球にMLB選抜の一員として参加した。
2003年は4月に打率.243という低調なスタートを切ったが、5月から調子を上げ、同月16日の対デトロイト・タイガース戦では4打数2安打を放ち、MLB通算500安打を達成。オールスターゲームのファン投票では新人から3年連続で両リーグ最多得票を獲得。この年から新たに設けられた選手間投票でも最高の評価を受けて選出された。ファン投票の連続最多得票は新人からという注釈を外してもケン・グリフィー・ジュニア以来史上2人目の快挙であり、MLBのスター選手の地位を確固たるものにした。
7月18日の対カンザスシティ・ロイヤルズ戦では1点を追う9回二死満塁の打席でマイク・マクドゥーガルから自身MLB初の満塁本塁打となる逆転満塁本塁打を放った。同月25日の対レンジャーズ戦では4回二死一・三塁の打席で3点本塁打を放ち、MLBで自身初のシーズン2桁本塁打を記録した。8月は月間打率.242と失速。9月20日の対アスレチックス戦で4回二死二・三塁の打席で2点適時打を放って3年連続200安打に到達したものの、最終的にはリーグ7位の打率.312、同2位の212安打（1位のバーノン・ウェルズとは3本差）に終わった。チームも前年と同じく同時期に失速し、前年と同じ勝敗数でシーズンを終えた。オフの12月18日に4年4400万ドルで契約延長した。
2004年はスプリングトレーニングでメジャー移籍後最高となる打率.421を残して開幕を迎える。前年と同じく4月は打率.255と低調なスタートとなったが、5月には調子を上げ、21日の対タイガース戦で30歳7か月、1465試合目でNPB/MLB通算2000安打を達成すると共に自身2度目の月間50安打を記録。6月にやや調子を落とすと、オールスターゲームのファン投票中間発表では松井秀喜が3位、自身は4位だったが、最終発表で逆転し4年連続のオールスター先発出場を果たした。

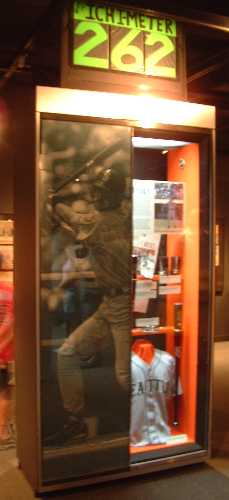
クーパーズタウンにある野球殿堂博物館のイチロー最多安打記録更新のブース

7月は29日の対エンゼルス戦でMLBでは自身初となる1試合5安打を記録するなど再び調子を上げて51安打を放ち、ジョー・メドウィック以来68年ぶりとなるシーズン2度の月間50安打を達成。8月は2 - 8日にリーグトップの打率.516（31打数16安打）を記録し、自身初の週間MVPに選出。26日にはMLB史上初となるデビューから4年連続200安打記録を本塁打で自己最速にて達成。31日に球団記録であるアレックス・ロドリゲスの月間54安打を更新すると、68年ぶりにロイ・ウェザリーの月間56安打のタイ記録に並んだ（タイ・カッブの1912年7月の月間67安打には届かなかった）。またアジア人打者初のプレイヤー・オブ・ザ・マンスを受賞した。
10月1日に256安打としていたイチローは本拠地セーフコ・フィールドで迎えた対レンジャーズ戦では、ライアン・ドリースから第一打席に三塁前に高くバウンドする左翼前安打で記録に並ぶと、第二打席に中堅前に弾き返して258安打とし、84年間破られることのなかったジョージ・シスラーのメジャー歴代シーズン最多安打記録の257安打を更新した。
この試合のアナウンサーのデイブ・ニーハウスは「the greatest moment of my baseball career」と述べ、最多安打を打った瞬間には「And a ground ball back up the middle! And there it is! He's the new all time hit king in major league history, number two-five-eight! My oh my!」と実況した。258安打を打った後チームが連打で畳み掛け、この日は3安打、チームも勝利した。その後、10月2日に1安打、10月3日の最終試合でも2安打を打った。
最終的にチームは12年ぶりの地区最下位に沈んだが、自身はジョージ・シスラーのシーズン安打記録を5本上回る262安打でシーズン最多安打記録を更新。この記録は20年以上たった現在も破られていない。同時に打率.372を残すと、MLBでは3年ぶり2度目の首位打者にも輝いたほか、得点圏打率（.372）、対左投手打率（.404）、敬遠数（19）、出塁数（315） でもリーグ1位を記録。出塁率（.414）、盗塁数（36）などではリーグ2位を記録した。262安打の影に隠れがちであるが、月間50安打をシーズンで3度達成したのは史上初、またロード打率（.405）、後半戦打率（.429）を記録。さらにロードで記録した145安打もロード記録としてはシーズンMLB最多安打となった。
シスラーの記録は年間154試合制での記録で、イチローは160試合目での記録到達であったため、現地では少なからず疑問視する見方もあったものの、この記録は内外で高い評価を受け、アメリカ合衆国では多くの新聞でその偉業を称える記事が掲載され、『USAトゥデイ』紙にもバリー・ボンズが700号本塁打を放った時以来の全面広告でメジャーリーグ機構が祝福の意を表した。ジョージ・シスラーの記録そのものが「破るのが困難な記録」とされていたこともあり、イチローは史上8人目となるコミッショナー特別表彰を受け、アメリカ野球殿堂には特別ブースが用意された。日本においては正力松太郎賞特別賞が授与された。
2005年は4月に打率.356と好調なスタートを切ったが、一方で例年調子の良い5月に調子を落とす。6月14日の対フィラデルフィア・フィリーズ戦では第1打席で安打を放ち、1900年以降3番目のスピード記録となる696試合目でのMLB通算1000安打を達成したが、結果的にはメジャー5年目の時点で自己最低となる打率.311で前半戦を終了。オールスターゲームではファン投票4位となり、初めて選手間投票での選出となった。翌年のワールド・ベースボール・クラシック開催を記念して、各国から選出された打者によって争われることとなったオールスター前日の本塁打競争の出場も打診されたが、こちらは辞退した。7月12日のオールスターゲーム（コメリカ・パーク）では4回表の守備から「1番・中堅手」で途中出場。同回裏一死二・三塁の打席でリバン・ヘルナンデス（ワシントン・ナショナルズ）から球宴での日本人選手で初打点となる2点適時打を放った。シーズン後半戦に入ると、8月13日の対エンゼルス戦で6回に本塁打を放ち、2年ぶりのシーズン2桁本塁打。同月25日の対レンジャーズ戦で9回にMLBで自身3本目の満塁本塁打を放った。最終的にはメジャーでの自己最多となるシーズン15本塁打・12三塁打を記録した一方で、自己ワーストの打率.303と206安打（1位のマイケル・ヤングと15本差の2位）に終わり、不本意なシーズンとなった。また、チームも2年連続の地区最下位に沈んだ。5年連続100得点30盗塁は6年連続のジョー・モーガン、タイ記録のリッキー・ヘンダーソンに次いで3人目（19世紀の記録を入れるとビリー・ハミルトンの10年連続が最高）。5度の200安打100得点30盗塁はタイ・カッブ以来89年ぶり、連続記録としては史上初。チャック・クラインの連続5シーズン通算1118安打を抜いた。
2006年、5月は7日の対クリーブランド・インディアンス戦で1回に二盗を決め、MLB通算200盗塁。翌8日の対デビルレイズ戦で3回に二盗を決め、NPB/MLB通算400盗塁を達成。5月29日 - 6月4日は打率.440（25打数11安打）の成績で自身2度目となる週間MVPに選出された。6月7日の対ツインズ戦では先頭打者本塁打を含む3安打を放ち、日米通算2500安打を達成した。オールスターゲームファン投票では3位でオールスターに選出。会見では6年以上連続選出がアレックス・ロドリゲスとマニー・ラミレスだけであったことについて、「残りのひとりになりたいと思う。それは大いにある目標です」と語った。7月26日には戦後最多となるウェイド・ボッグスの連続6シーズン通算1274安打を更新。8月16日にロジャース・ホーンスビーが持つ連続6シーズン最多安打1296本を超え、8月29日にはMLB通算400単打を928試合目で達成。これは6年目ではMLB最速。9月には19世紀以降最多となるウィリー・キーラーの連続6シーズン通算1313安打を抜いた。9月7日にNPB/MLB通算800単打も達成。9日にはジョージ・シスラーが持つ6シーズン最多安打1317安打を超え、一週間後となった16日の対ロイヤルズ戦でMLB史上3人目となる6年連続200安打を達成した。この試合において三盗を成功させたことで33連続盗塁成功となり、アメリカンリーグ新記録も達成。満33歳になるこのシーズンに自己3番目の記録となる45盗塁を残し、盗塁成功率.957を記録した。

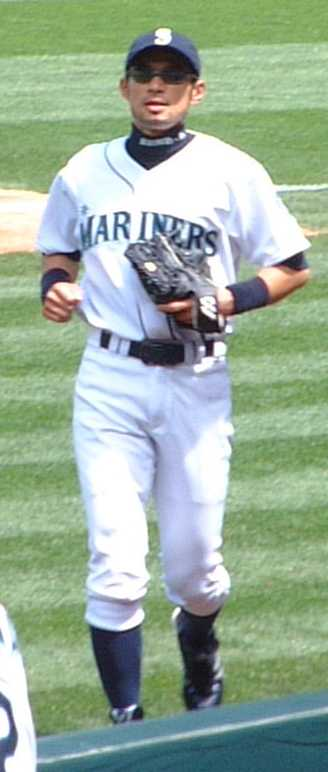
守備から戻るイチロー（2006年）

最終的に2年ぶりのリーグ最多安打となる224安打とリーグ6位の打率.322を記録したが、8月には自己ワーストとなる月間打率.233の不振に陥り、「あんなに野球が難しいのか、こんなにしんどいのかと何度も思った」と振り返った。連続盗塁成功は39まで伸ばしたが、ビンス・コールマンのシーズン記録44連続盗塁成功には及ばなかった。その他、MLB通算100敬遠を達成。この年から創立されたセイバーメトリクスの専門家により選出されるフィールディング・バイブル・アワードの右翼手部門にも選出された。
2007年、5月は3日に41連続盗塁成功を達成し、シーズンを跨いでのアメリカンリーグ連続盗塁成功記録を更新したが、18日の対エンゼルス戦で7回裏盗塁死になって連続盗塁成功記録は「45」でストップし、メジャー記録の更新はならなかった。24日の対デビルレイズ戦で先発出場し、日本人初のMLB通算1000試合出場を達成した。7月は11日に7年連続で出場したオールスターゲームにおいてクリス・ヤングからオールスター史上初のランニング本塁打を含む3打数3安打2打点の活躍でオールスターゲームMVPを受賞した。13日に5年9000万ドルで契約を延長。29日の対アスレチックス戦では2回に安打を放ち、近代野球では3番目のスピード記録となる1060試合目でのMLB通算1500安打を達成。9月3日の対ニューヨーク・ヤンキース戦ではロジャー・クレメンスから本塁打を放ち、7年連続200安打（史上3人目）を達成。最終的にマグリオ・オルドニェスとの首位打者争いには敗れたものの、リーグ2位の打率.351（1位のオルドニェスとは1分2厘差）と同1位の238安打を記録。MLB史上初となる3度目の230安打以上を達成。リーグ9位の出塁率.396に加え、リーグ2位（125打席以上）の得点圏打率.397、満塁では13打数8安打、打率.615という驚異的な勝負強さを発揮。2001年以来2度目となるシルバースラッガー賞を受賞した。今シーズンは右翼手ではなく中堅手としてプレーしたが、中堅手としてもゴールドグラブ賞も受賞。アンドレ・ドーソン以来となるシーズン途中のコンバートなしでの右翼手と中堅手両方での受賞となった。
シーズン後、マリナーズとの契約延長を選択したが、ヤンキースをはじめとする複数の球団が興味を示していた。一方で、「2007年は日本に戻ろうかと考えたこともあった」と語っており、日本球界復帰の選択肢として挙がっていたのは、当時原辰徳監督が率いていた読売巨人軍だった。当時の巨人は、2005年に5位、2006年に4位と、2年連続でBクラスに低迷していた。しかし悩んだ結果、それで逃げたら負けだと思ったことと、弓子夫人から「勿体ない。もう少し踏ん張ってみてはどうか」と言われたことで、残留を決めたという。
2008年はスプリングトレーニングで26打席連続無安打を喫して開幕を迎え、5月終了時点でも打率.284とMLB8年目で初めて打率3割未満で6月を迎えた。6月7日に戦後最多となるウェイド・ボッグスの連続8シーズン通算1666安打を抜いた。6月11日にMLB通算300盗塁を達成。16日にはNPB/MLB通算500盗塁を達成。

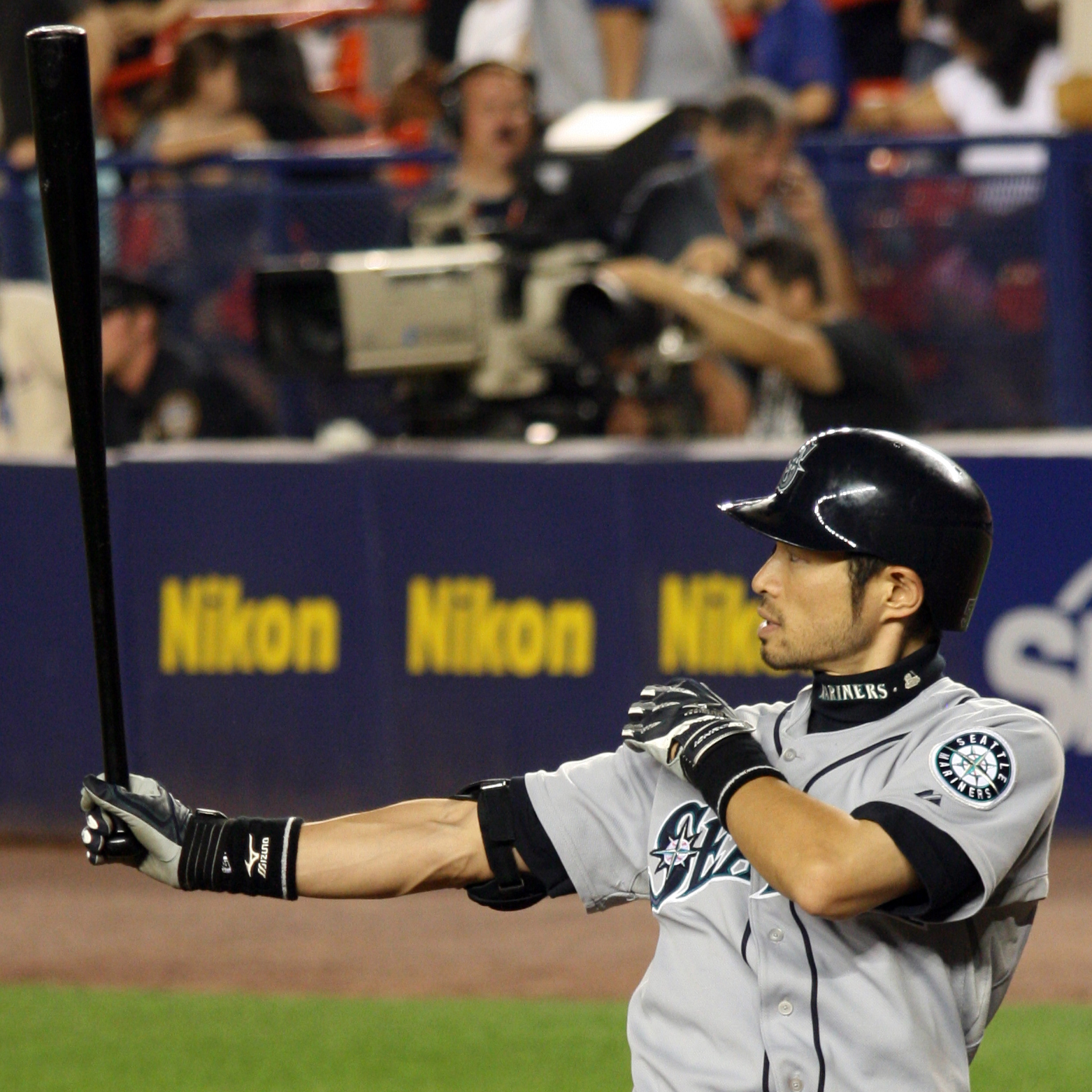
バットを構えるイチロー（マリナーズ時代、2008年6月25日）

9月17日の対ロイヤルズ戦で遊撃手への内野安打を放ち、8年連続200安打を達成。ウィリー・キーラーが1894年から1901年にかけて記録して以来、107年ぶりの記録を達成した。同月26日の対アスレチックス戦では8年連続100得点を達成。同一シーズンでの200安打100得点を8回記録したのはルー・ゲーリッグ以来2人目、連続記録としては史上初（19世紀の記録を入れるとウィリー・キーラーも達成している）。シーズンを両リーグトップタイの213安打で終了。MLBタイ記録となる3年連続最多安打（史上7人目）、史上初となる3年連続両リーグ最多安打を記録した。シーズンを終えての連続記録を「打率3割」「200安打」「100得点」「30盗塁」「オールスター選出」「ゴールドグラブ賞」について8年連続と伸ばした。
2009年はWBC終了後、マリナーズに合流。プレシーズンゲームの数試合に出場したが、WBCの影響から極度の疲労により体調を崩すと、4月3日に精密検査を受けた結果、胃に出血性の潰瘍が認められ、自身初の故障者リスト入りとなった。

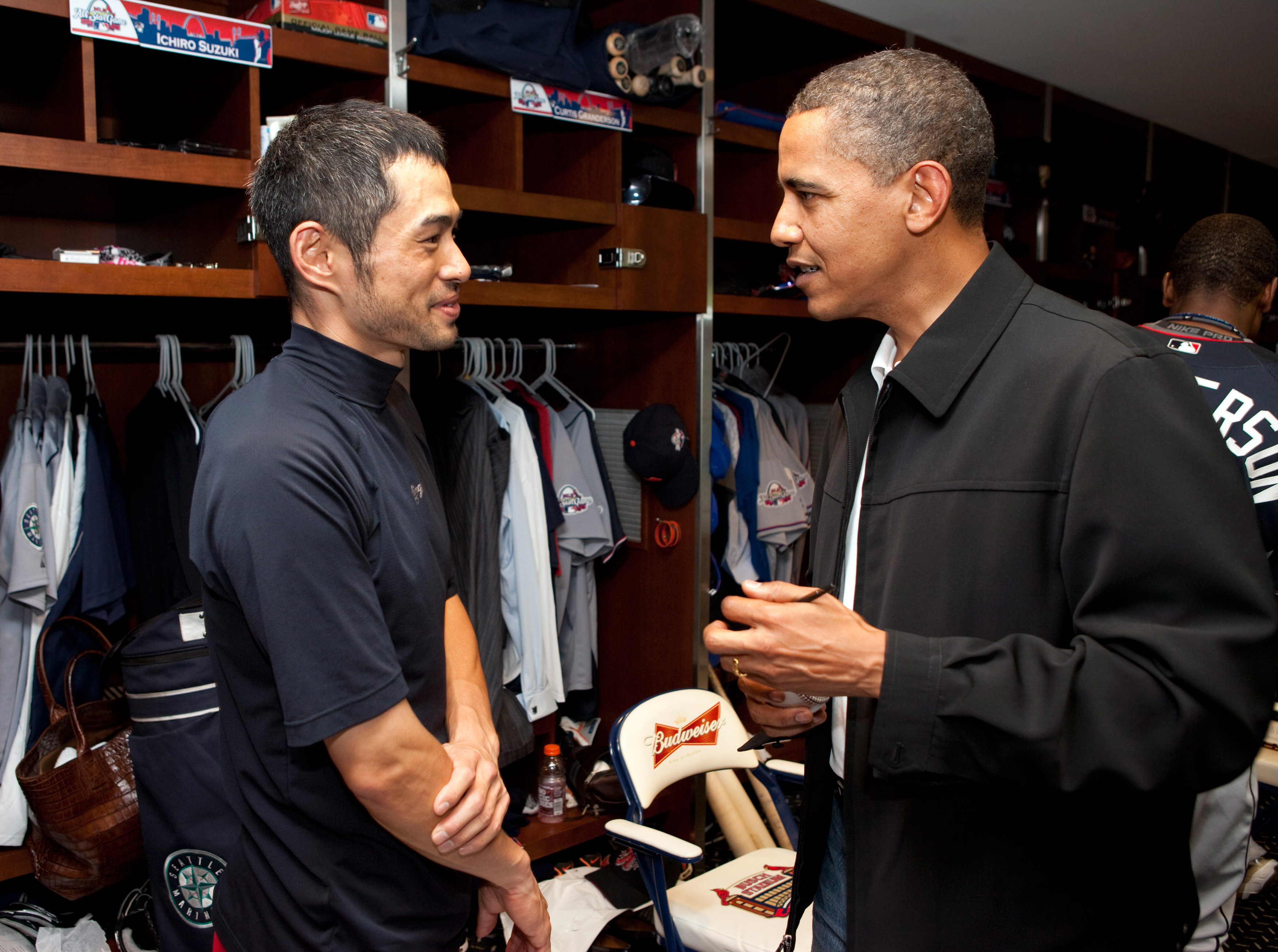
2009年7月14日、セントルイスのブッシュ・スタジアム内でのイチローとバラク・オバマ米大統領（右）。

復帰戦となった4月15日の対エンゼルス戦で3回に安打、7回に満塁本塁打を放ち、張本勲が持つ日本最多安打記録の3085本にNPB/MLB通算で並び、翌16日のエンゼルス戦の4回に右前打し、3086本として、安打日本記録をNPB/MLB通算で更新した。5月にはMLBタイ記録に残り1と迫る通算7度目の20試合以上連続安打。6月3日には自身の持つ球団記録を塗り替える27試合連続安打を記録し、メジャー9年間で最高となる打率.362で前半戦を終了。オールスターゲームにも9年連続の選出を果たした。
9月6日、対アスレチックス戦の初回に右翼線へ痛烈な二塁打を放ち、MLB通算2000安打を達成。9シーズン目での到達は史上最速、1402試合目での達成はアル・シモンズの1390試合に次ぐ史上2番目のスピード記録だった。9月13日にはウィリー・キーラーが持っていた8年連続200安打を108年ぶりに更新する9年連続200安打を達成。17日の対シカゴ・ホワイトソックス戦で延長14回の打席で自身MLB2度目のサヨナラ打。翌18日の対ヤンキース戦で1点を追う9回二死二塁の打席でマリアノ・リベラから自身MLB初となる逆転サヨナラ本塁打を記録した。26日の対トロント・ブルージェイズ戦での5回一死三塁のチャンスで回った第3打席、デビッド・パーシーが投じた2ストライクからの外角球を見逃すと判定はストライク。この判定にバットでボールの通過地点を示すなどして抗議。NPB/MLB通じて自身初の退場処分を受けた。
4月から10月まですべての月で月間打率3割以上を記録。前年の8月から続いていた2試合連続無安打なし記録を9月下旬まで継続。併殺打の数も出場1試合目に記録した1のみに留めるなど、シーズンを通して抜群の安定感を見せた。4月に故障者リスト入りしたこともあり一時は連続200安打の記録更新も危ぶまれたが、終わってみればシーズン225安打を記録。220安打以上は自身5度目で、ジェシー・バーケットが4回の220安打を記録して以降108年間更新者が現れなかった記録を破った。このシーズンはジョー・マウアーと首位打者争いを繰り広げ、リーグ2位の打率.352（1位のマウアーとは1分3厘差）と、MLB史上初となる4年連続最多安打を記録。また、MLB移籍後では自己最高の長打率を残した。自身3度目の最多敬遠も記録。2007年以来3度目となるシルバー・スラッガー賞を受賞した。シーズンを通じての「100得点」「30盗塁」の連続記録は8年で途絶えたが、「打率3割」「200安打」「オールスター選出」「ゴールドグラブ賞」については9年連続と伸ばした。2006年以来のフィールディング・バイブル・アワードにも選出された。
2010年は6月5日のロサンゼルス・エンゼルス戦で5回にMLB通算1000得点を達成。9月23日の対ブルージェイズ戦では3回に二塁打、5回に安打を放ち、自身が持つ9年連続200安打の記録を伸ばし10年連続200安打とした。10度のシーズン200安打はピート・ローズと並ぶMLB史上1位タイ記録。安打数は最終的に214安打とし、自身8回目の210安打を記録。タイ・カッブが持つ通算7回の210安打という記録を86年ぶりに更新した。シーズンを終えての連続記録を「打率3割」「200安打」「オールスター選出」「ゴールドグラブ賞」について10年連続と伸ばした。2年連続3度目のフィールディング・バイブル・アワードも受賞した。
2011年は4月2日の対アスレチックス戦に自身のメジャーデビューからちょうど10年となったこの試合で2安打を放ち、エドガー・マルティネスの持つ球団最多安打記録を更新するMLB通算2248安打を達成。4月ではMLB移籍後4番目に高い月間打率.328とともに39安打10盗塁を記録するなど快調な滑り出しを見せた。しかし、これまで最も相性の良かった5月は一転して極度の不振が続き、メジャーデビュー以降全ての月で最低となる月間打率.210を記録。6月15日の対エンゼルス戦で3回に三盗を成功させ、MLB通算400盗塁。7回に二盗を成功させ、NPB/MLB通算600盗塁を記録。シーズンを通しては自身初となる2年連続40盗塁を達成。37歳ながら走塁による貢献値を示すEQBRRはメジャー全体で3位の8.9を記録した。また、9月8日の対ロイヤルズ戦では日米通算44本目となる初回先頭打者本塁打を放ち、福本豊が記録したプロ野球記録43本を上回った。

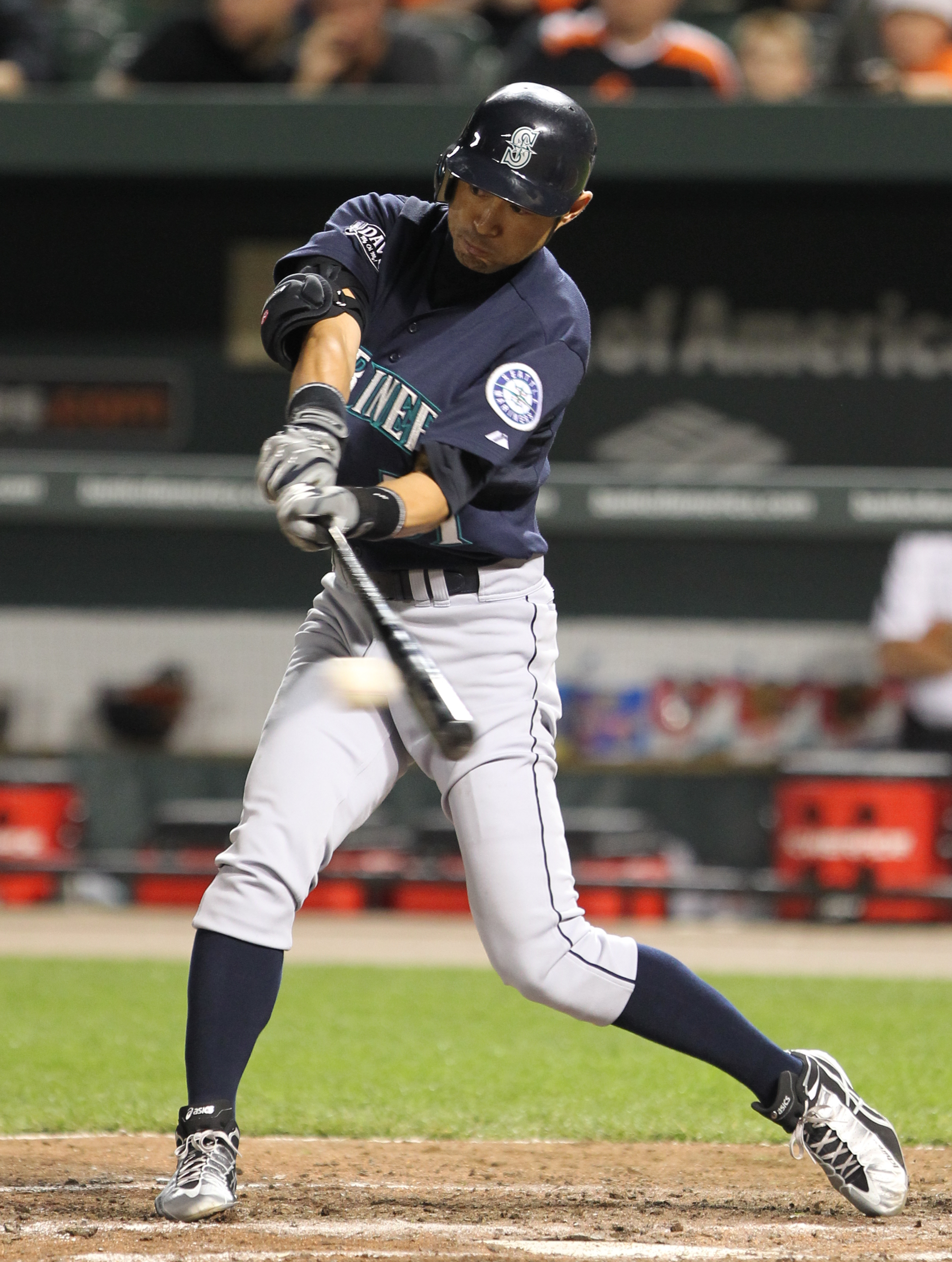
2011年5月10日

しかし、5月以降は一度も月間打率3割を記録できないまま、打率.272、184安打でシーズンを終了。メジャー移籍後10年連続で達成してきた「打率3割」「200安打」「オールスター出場」が途切れた（中でも「打率3割」と「オールスター出場」に関しては、NPB/MLB通算ではレギュラーの座を確保した1994年以降17年連続で達成していた）。守備でも、この年から各ポジション別に選ばれた最終候補3人の中から受賞者が決定となるよう方式が変更されたゴールドグラブ賞選考では、最終候補にも名が挙がることはなく、他の記録と同様に10年連続（NPB/MLB通算では1994年以降17年連続）で途切れてしまった。
こうした極度の不振を各メディアが「年齢による力の衰え」「今季は期待外れに終わった」と評する不本意なシーズンになる。不振要因として「スピードの衰え」「視力の低下」「不運」などと言われ「一塁に到達するまでの時間が平均3.9秒になった」とする（ただし前年の平均も3.92秒）声や、「右方向へのゴロが多く、内野安打を稼ぎやすい左方向への打球が少なかった」、「好守によって阻まれたヒットが多い」、「ボール球に手を出す確率が高くなった」などというさまざまな声が挙がった。
2012年3月28日、MLB移籍以降初めて日本での公式開幕戦に出場し、5打数4安打の活躍を見せる。6月19日のアリゾナ・ダイヤモンドバックス戦では史上4番目の早さとなる1817試合目でMLB通算2500安打を達成。この年は、前年オフからマリナーズ監督のエリック・ウェッジが進言してきた起用法で、打順が定位置であった1番から3番へ移っていたものの、成績不振により6月以降は再び1番や2番にも移るなど起用法が転々。調子は一向に戻らず打率.261を喫し、特に本拠地セーフコ・フィールドでは打率.214であった。

#### ヤンキース時代
2012年7月23日、D.J.ミッチェルとダニー・ファーカーとの2対1のトレードでニューヨーク・ヤンキースへ移籍。移籍発表の記者会見の場では、自ら移籍を志願していたことを明かすと「11年半、ファンの方と同じ時間、思いを共有したことを振り返り、自分がマリナーズのユニホームを脱ぐと想像したときに、大変さびしい思いになったし、今回の決断は大変難しいものだった。オールスターブレークの間に自分なりに考えて出した結論は、20代前半の選手が多いこのチームの未来に、来年以降僕がいるべきではないのではないか。また、僕自身環境を変えて刺激を求めたい、という強い思いが芽生えた」と語り、ヤンキースへの移籍に対する心意気として「結果的には一番勝ってないチームから、一番勝っているチームに行くということになるので、テンションの上げ方をどうしようかなと思います」と語った。オリックス時代から慣れ親しんできた背番号51は、ヤンキースではイチロー自身も憧れていたバーニー・ウィリアムスがかつて付けていた番号ということもあり「とてもつけることはできない」と固辞し、背番号は31となった。
移籍当日の“敵地”となったセーフコ・フィールドでのマリナーズ戦に「8番・右翼」で先発出場。第一打席に先発のケビン・ミルウッドから移籍後初安打・初盗塁を記録した。移籍当初はニック・スウィッシャーが故障離脱していたことに伴い本職の右翼で出場していたが、スウィッシャーの守備復帰以降は左翼手で主に起用され、チーム状況に合わせて右翼手や中堅手としても出場。打順は、移籍当初は下位で起用されることが多かったが、9月下旬からは主に2番で起用された。このシーズンは左投手を苦手としたため、相手先発が左投手の場合は先発から外れることも多かったが、チームの故障者増に伴い、左投手の場合でも先発出場は増えていった。

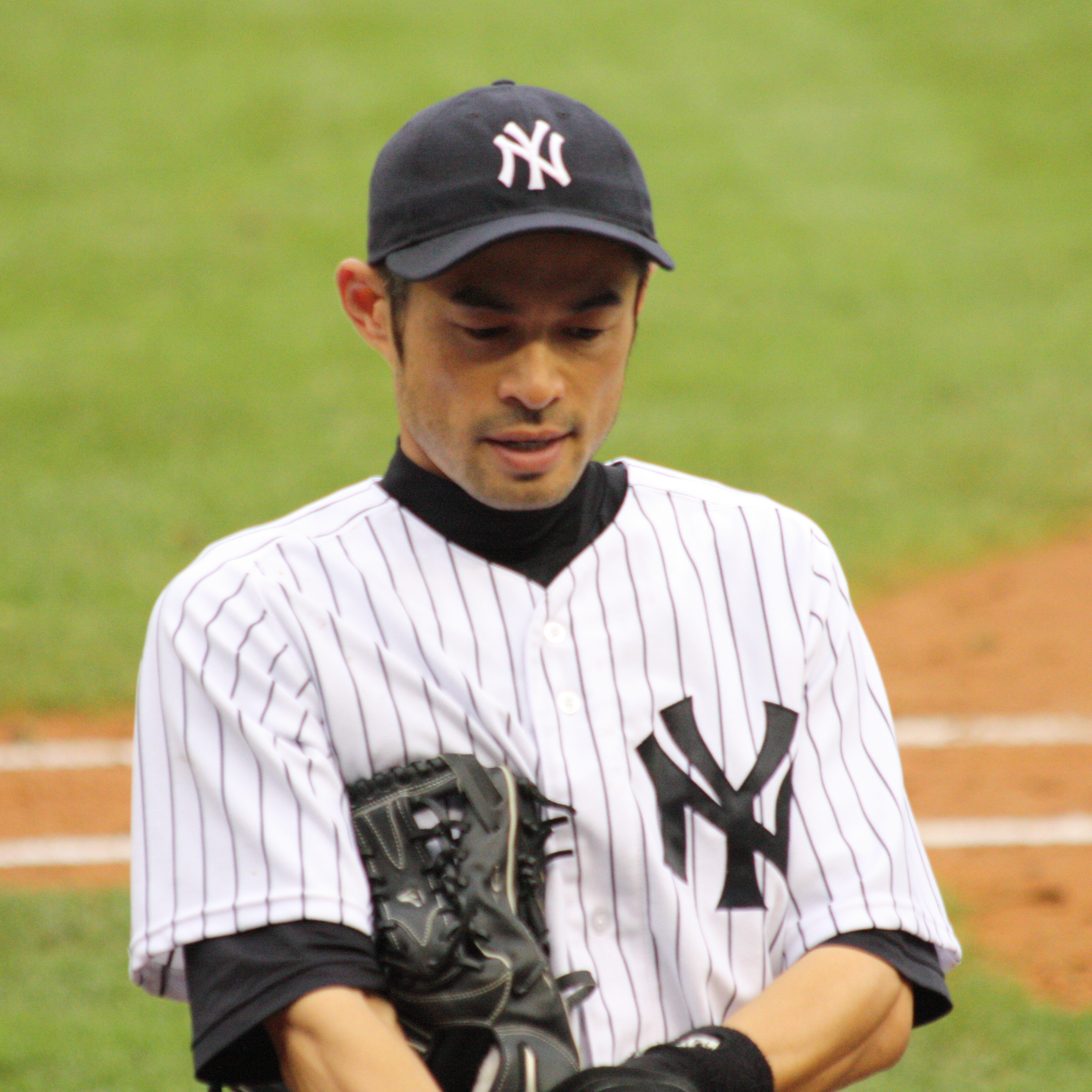
ヤンキース時代のイチロー（2012年8月1日）

7月30日にはヤンキースタジアムにて、ミゲル・ゴンザレスからMLB通算100本塁打となる移籍後初本塁打を記録した。9月3週には、2010年9月以来の通算4度目となるプレイヤー・オブ・ザ・ウィークを受賞。チームは10月3日のレギュラーシーズン最終戦に地区優勝を決め、イチローもシーズン最終打席に適時打を打った直後に1ゲーム差で追っていたボルチモア・オリオールズがタンパベイ・レイズに敗れたため地区優勝が決定。最終的にチームも勝利し、イチローにとっては2001年以来の12年ぶりの地区優勝を決めた。MLBでは自身初のシャンパンファイトを経験した。レギュラーシーズン全体の安打数は178安打と前年を下回る自己最低記録ではあったが、打率は.283と前年を上回った。しかも、マリナーズ時代までは95試合で105安打、4本塁打、打点28、打率.261といった自己キャリア最低記録更新ペースの低迷であったが、ヤンキース移籍以降は67試合で73安打、5本塁打、打点27、打率.322と大幅に改善された。特に本拠地ヤンキー・スタジアムでの成績は打率.359であり、ヤンキース移籍後の本塁打は全てヤンキー・スタジアムでのものであるなど、この年のマリナーズで残した成績の打率.261、ホームセーフコ・フィールドでの打率.214、移籍前の4本塁打中3本はホームではなくロードゲームで打ったのとは対照的な成績となった。
ポストシーズンでは全試合で2番打者として出場。オリオールズとのアメリカンリーグディビジョンシリーズ(ALDS)第1戦では3安打の活躍を見せる。第2戦では二死一塁の場面でロビンソン・カノの二塁打の間に生還。この場面では、完全にアウトのタイミングで三塁を回ったが（三塁ベースコーチは本塁突入を指示している）、相手捕手のマット・ウィータースのタッチを2回かわしてホームインする活躍を見せた。このホームインは各所で話題を呼び、「忍者」と言った呼び方や、映画の『マトリックス』にちなんで「Matrix」、「サルサダンス」などと呼ばれ大きな反響を呼び、ESPNはこのスライディングを「ひょっとしたらヤンキースの歴史の中でも最高のスライディング （Ichiro Suzuki made perhaps the best slide in the history of the Yankees.）」と報道した。デトロイト・タイガースとのアメリカンリーグチャンピオンシップシリーズ(ALCS)第1戦では、9回にホセ・バルベルデからポストシーズンで初となる本塁打を放つなど6打数4安打4打点の活躍を見せたがチームは敗れ、その後チームは4連敗を喫し敗退。敗退後は、「悔しい思いしかないが、こういう本来持っている気持ちを思い出させてもらったことに感謝している。色んなものを僕に与えてくれた。ここでしか味わえないものは確実に存在する」と語った。
2012年にヤンキースと結んだ契約が終了し、プロ入り後初めてFAとなったオフには、イチロー自身が残留を望んでいるとされていたヤンキースの他に、サンフランシスコ・ジャイアンツ、フィラデルフィア・フィリーズ、さらに日本球界では古巣のオリックス・バファローズと、出身地の愛知県を本拠地とする中日ドラゴンズが興味を示す報道があったが、12月19日にヤンキースと2年1300万ドルで契約を結んだことが発表された。ヤンキースは1年契約を基本線としていたが、他球団が2年契約を提示していたことが明らかになり、方針転換したと言われる。一部のファンなどからは背番号を長年慣れ親しんだ51に戻すべきという意見もあったが、引き続き31を着用することとなった。

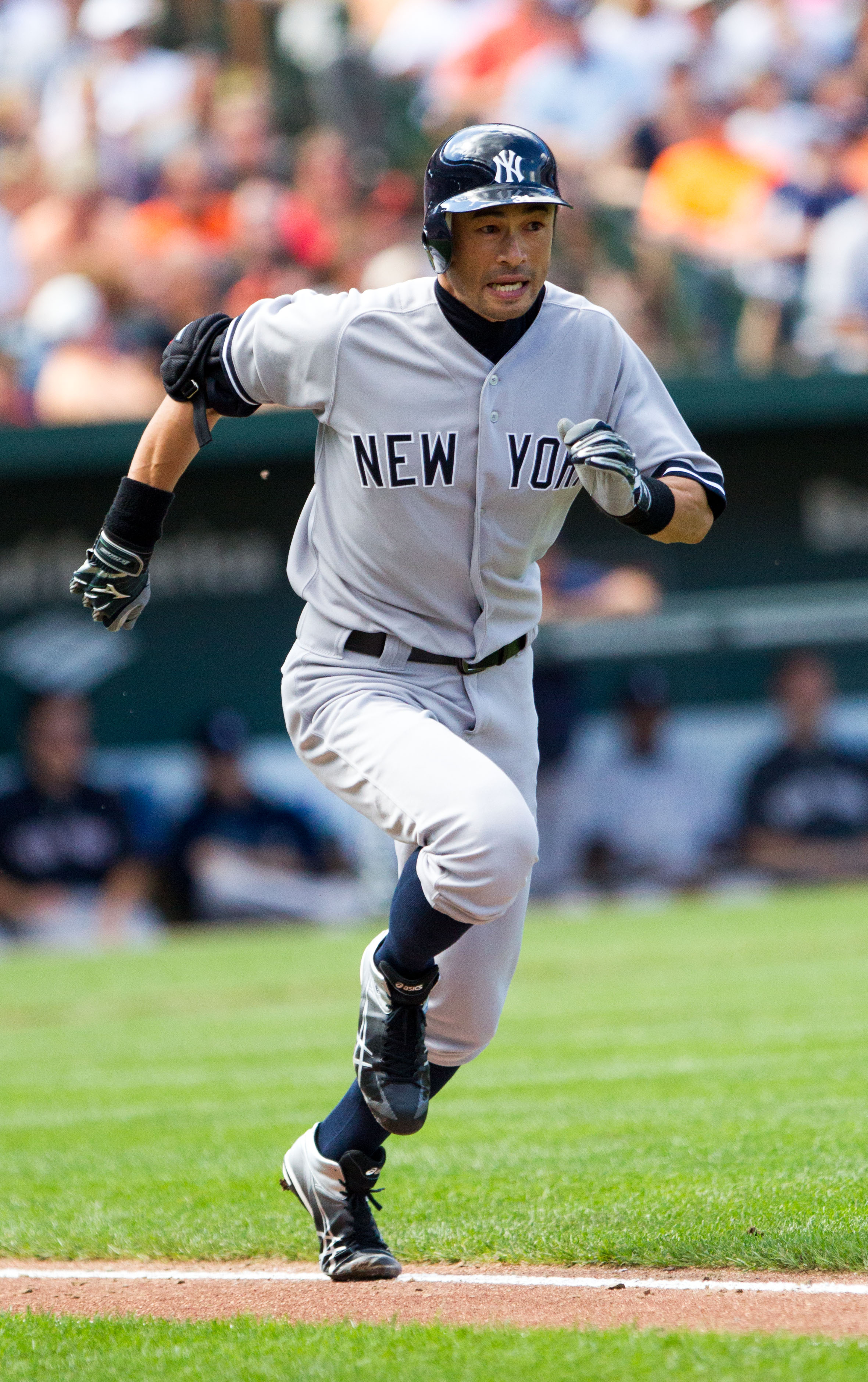
2012年9月9日

翌年3月に開催された第3回WBCについては、所属球団が決まっていない時期に日本代表での参加要請を受けたが、11月19日に代表参加辞退の意思を正式に表明。「ボクの中で第2回大会を終えた時点で3回目の出場は考えられませんでした。今日までその気持ちが変わることはなくこういう形になりました」として、第2回WBCの時点で既に第3回大会への参加は考えていなかったことを明かし、一方で「大会が着実に成長している」ともコメントした。第2回WBCの東京ラウンド終了後、「僕にとって日本での最後のゲーム」と明言し、代表引退を示唆していた。
2013年の黒田博樹とダルビッシュ有が先発した6月25日のテキサス・レンジャーズ戦（ヤンキースタジアム）では、9回裏二死にタナー・シェパーズから、ヤンキース移籍後初のMLB2本目となるサヨナラ本塁打を放った。7月14日のミネソタ・ツインズ戦でメジャー通算2000試合出場を達成。2000試合出場時点での2696安打はタイ・カッブ、ジョージ・シスラー、アル・シモンズ、ロジャース・ホーンスビー、ポール・ウェイナーに次ぐ6番目となった。
8月21日のブルージェイズ戦ではブルージェイズ戦に「2番、右翼」で先発し、1回の第1打席で、相手の先発投手R.A.ディッキーから左前打を放ち、日米通算4000安打に到達した。9月8日のレッドソックス戦ではシーズン20個目の盗塁を成功させ、2001年のメジャーデビューから13年連続20盗塁以上を達成した。しかし、これがシーズン最後の盗塁となり、シーズン全体の成績も前年より下降した。

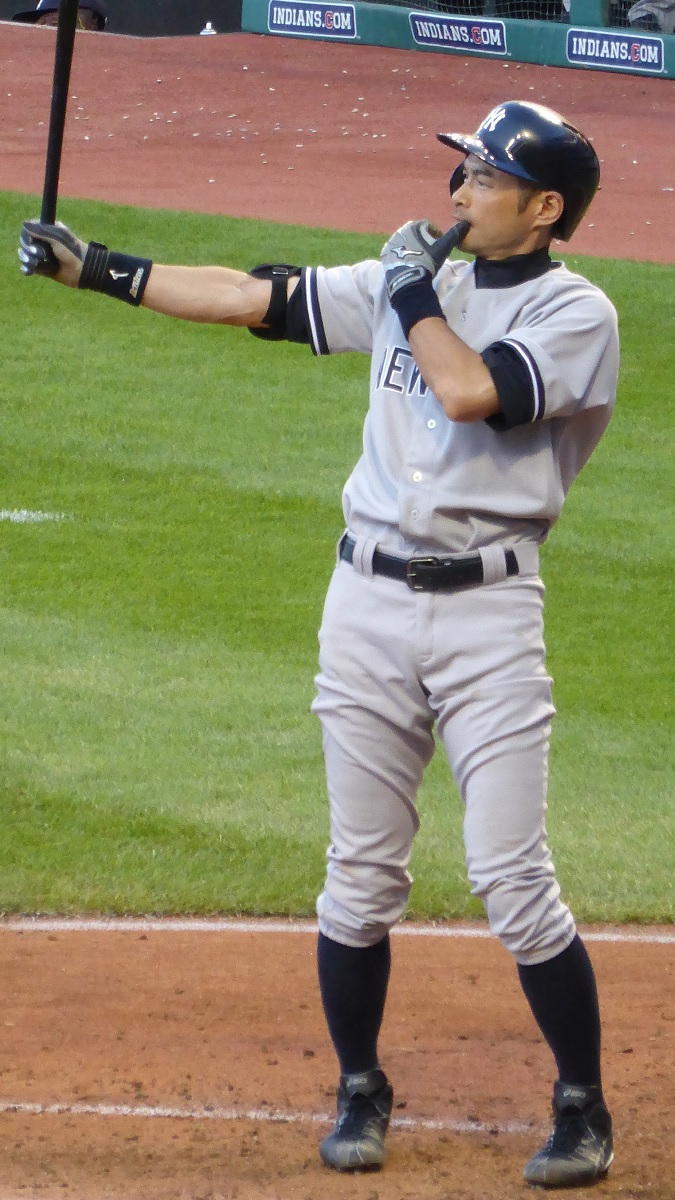
2014年7月8日

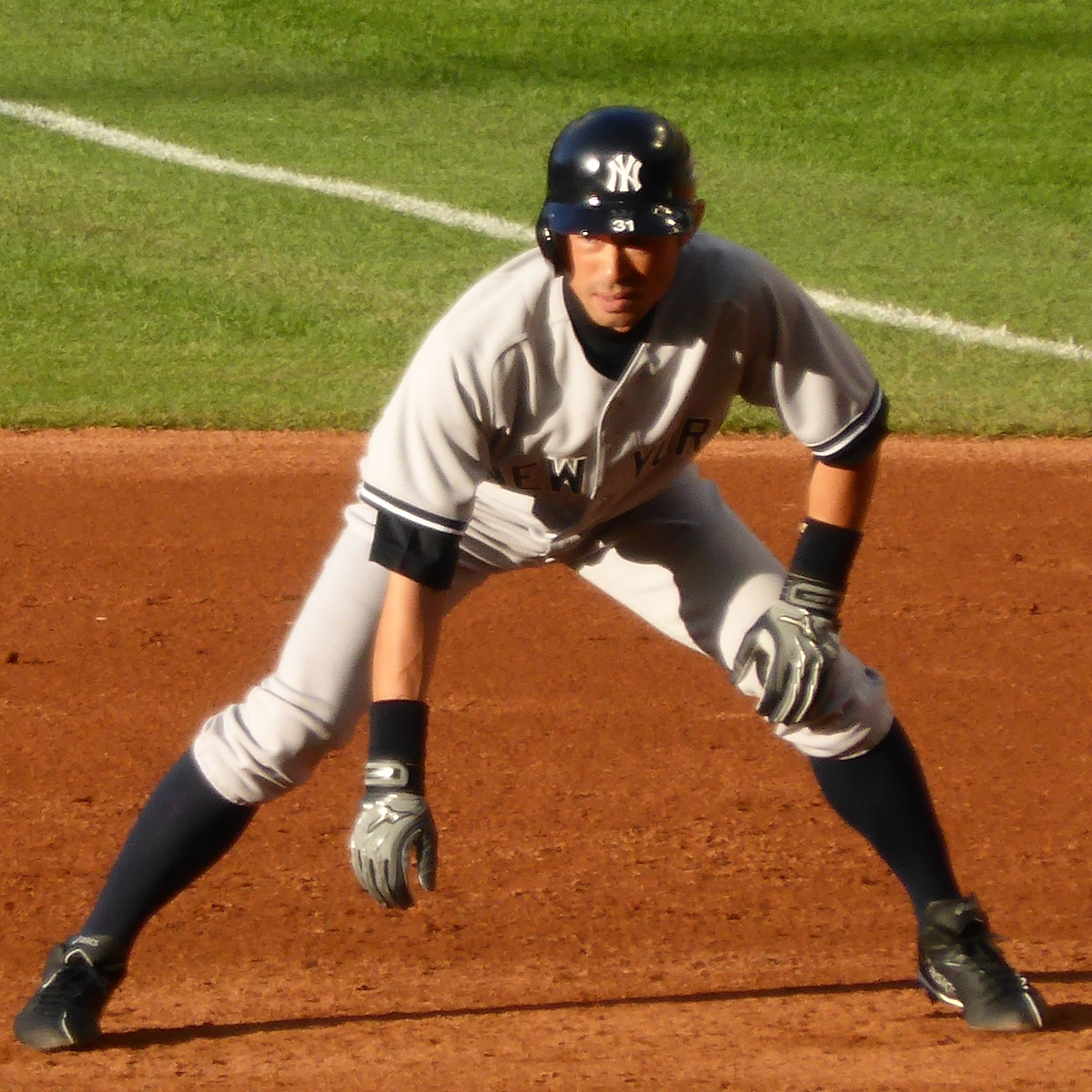
2014年7月8日

2014年には両リーグで5番目に年長の選手となった。最終的には前年より少ない143試合の出場、102安打に止まりながら打率.284と前年を上回る成績を残したが、オフにFAとなった。

#### マーリンズ時代
2015年1月27日にマイアミ・マーリンズと年俸200万ドル＋出来高の1年契約を結んだことが発表された。背番号はオリックス、マリナーズでも着用していた51。この年、両リーグで3番目に年長の選手となった。入団会見は球団社長やGMが来日して行われた。一部報道によると、マーリンズは事実上の終身雇用を提示したという話がある。

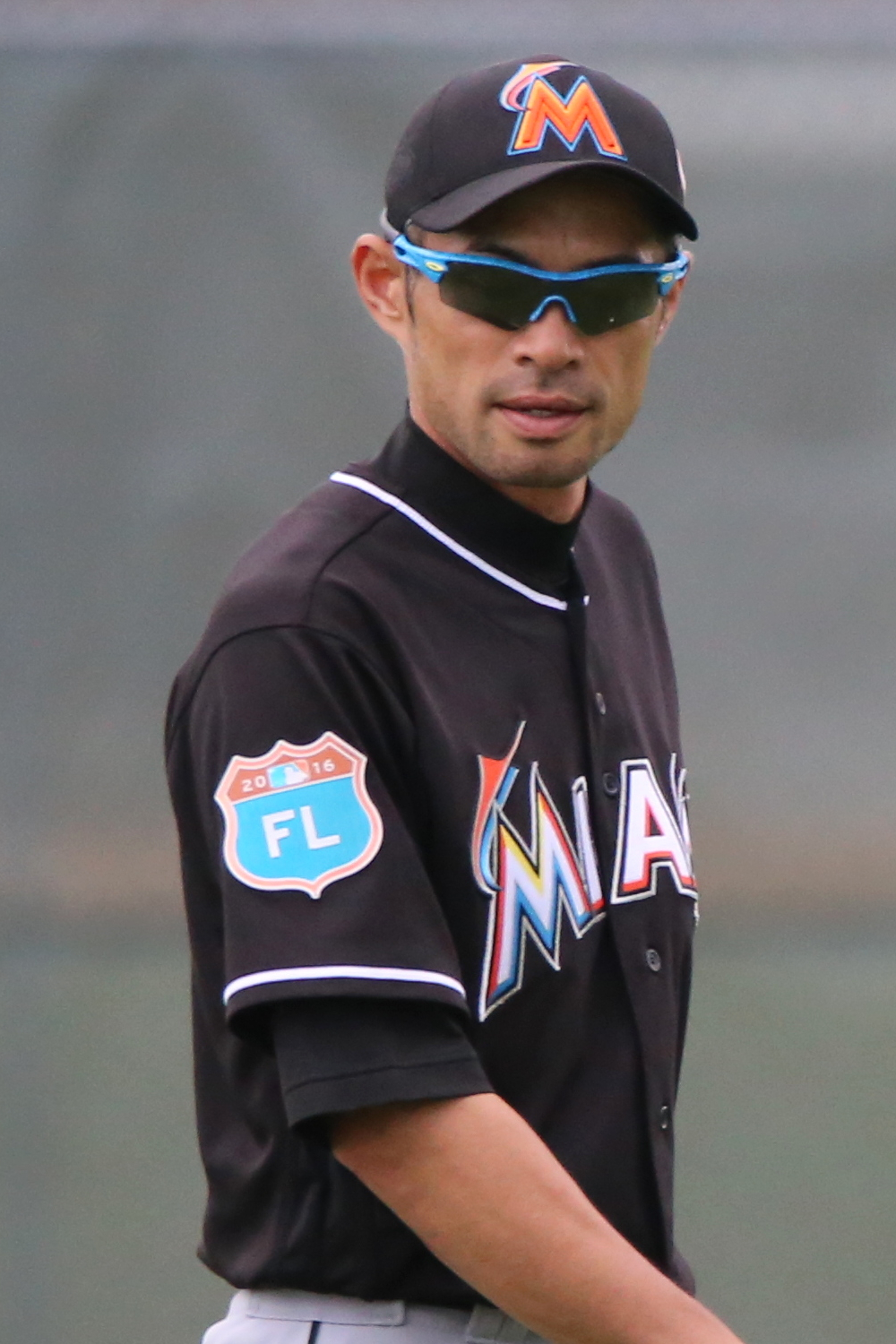
マーリンズ時代のイチロー（2016年2月29日）

4月7日の開幕戦では代打で登場した際、ファンがスタンディングオベーションをし、イチローは「僕だって心は動く」と感動した。シーズンが始まり、チームは思うような成績は残せないものの、自身は様々な打順また代打などの色々な状況で攻守にわたり好調を維持していたが、夏の時期に差し掛かると自身ワーストの34打席無安打というスランプに陥った。しかし、7月8日に35打席ぶりに安打を記録すると、7月20日の試合では2014年6月14日以来の3安打を記録。MLB通算250度目の3安打となった。また、7月15日にはMLBでの各球団最高の4選手を選ぶフランチャイズ・フォーという企画があり、イチローはシアトル・マリナーズの中で、ケン・グリフィー・ジュニア、フェリックス・ヘルナンデス、エドガー・マルティネスと共に選出された。10月4日、シーズン最終戦のフィラデルフィア・フィリーズ戦の8回裏に投手として初めて登板した。1回を投げ被安打2、1失点、交代完了を記録し、球速の最速は89mph（143km/h）であった。2015年は前年より多い153試合に出場したもののキャリア最低の91安打、打率.229にとどまった。10月6日、マーリンズと翌年の1年契約を結んだ。MLB通算3000安打まであと65本に迫っており、球団社長であったデビッド・サムソンは「引き続き、第4の外野手として、今年と同じようにチームに貢献してもらいたい。3000安打の達成も、一緒に喜べたら素晴らしい」と話した。
2016年には、両リーグで2番目に年長の選手となった。4月29日のブルワーズ戦で史上38人目となる通算500盗塁を達成。5月21日から23日にかけて、自身10年ぶり、42歳以上の選手としてはキャップ・アンソン以来122年ぶりとなる、連続3試合で10安打を記録した。6月2日のパイレーツ戦でNPB/MLB通算700盗塁を達成した。
6月15日の敵地パドレス戦で「1番・右翼」で先発出場し、1回の第1打席で捕手への内野安打で出塁し、ピート・ローズの持つMLB通算最多安打記録4256安打にNPB/MLB通算安打で並ぶ。さらに第5打席でフェルナンド・ロドニーから右翼線の二塁打を放ちNPB/MLB通算4257安打となり、NPB/MLBの通算安打でMLB最多安打記録を更新する。6月24日には6月15日に記録したNPB/MLB通算4,257本目の安打がプロ野球における通算最多安打数の世界記録としてギネス記録に認定された。

##### アジア人初のMLB通算3000安打達成
2016年8月7日、敵地でのコロラド・ロッキーズ戦に「6番・中堅」で先発出場し、7回の第4打席でクリス・ルーシンからライトフェンス直撃の三塁打を放ち、史上30人目のMLB通算3000安打を達成。16シーズン目での3000安打到達はピート・ローズと並び史上最速タイ記録。3000本目の安打を三塁打で決めるのはポール・モリター以来、史上2人目であった。さらにこの三塁打で福本豊の持つ三塁打数の日本記録をNPB/MLB通算で更新し、単独1位の116本目とした。また、同一シーズンにMLBで3000安打と500盗塁を同時達成したのは史上初である。8月16日、レッズ戦にスタメン出場し、9回の第4打席でライトへ三塁打を放ち、MLB通算3004安打目にしてMLB全30球団の本拠地で安打を記録した。29日のメッツ戦では4回に左前打を放った後、シーズン10個目の盗塁を記録し、NPB/MLB通算でMLB最多となるリッキー・ヘンダーソンに並ぶ23年連続2桁盗塁を成功させた。9月6日のフィラデルフィア・フィリーズ戦において代打で出場し、NPB/MLB通じて自身初の代打本塁打を放った。9月13日のアトランタ・ブレーブス戦で史上12人目となる通算900試合目の複数安打を達成した。10月5日、2017年における球団側が選択権を持つ契約オプションが行使されてチーム残留が決まり、2018年における球団側が選択権を持つ契約オプションが新たに追加された。

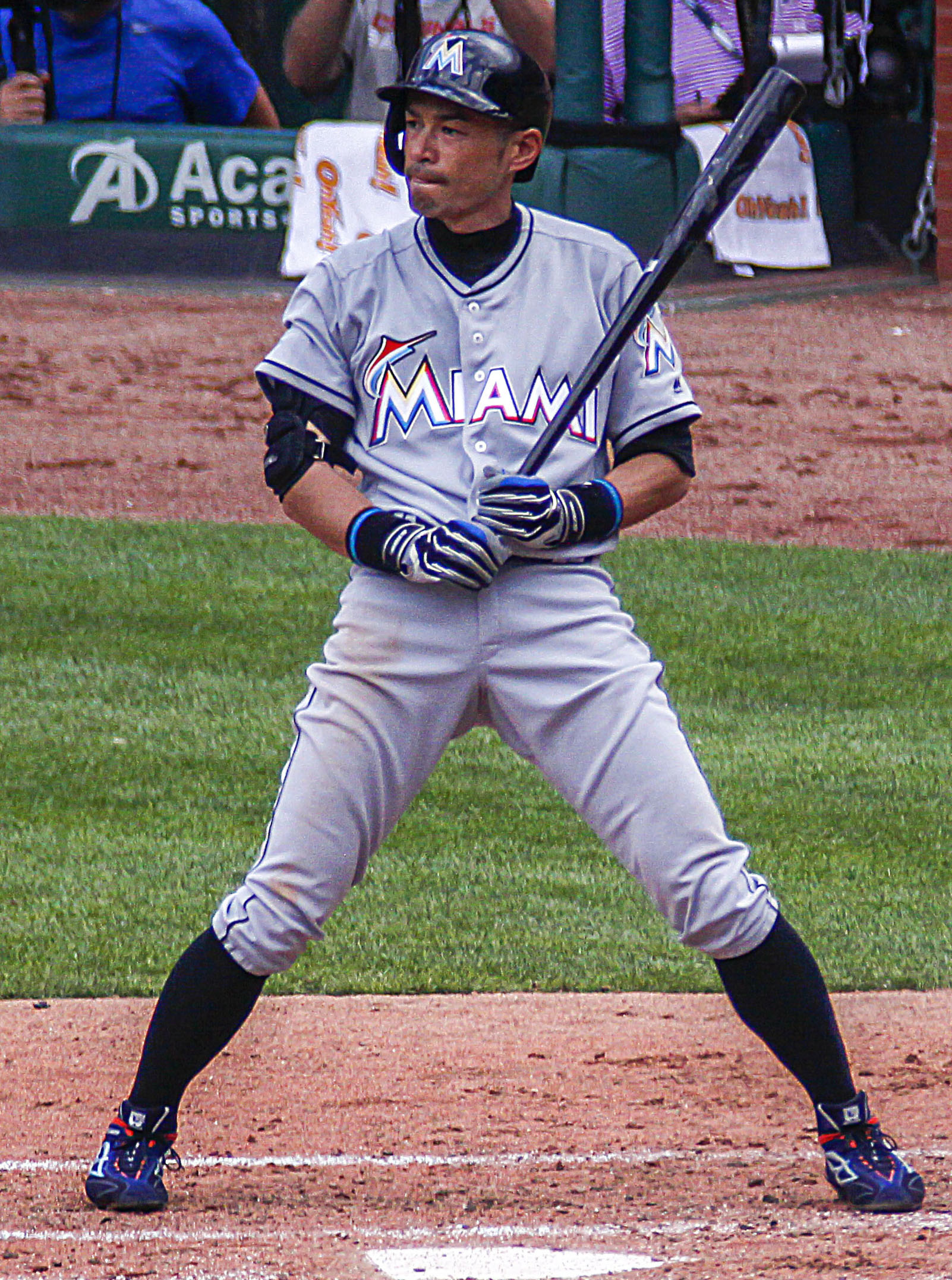
2017年7月17日

2017年4月19日、セーフコ・フィールドでのマリナーズとの最終戦では、ビジターの選手では異例の首振り人形が配布された。その試合で先発出場し、最終打席で本塁打を放ち、マリナーズファンは惜しみないスタンディングオベーションを送った。なおこの本塁打でNPB時代からつづくシーズン連続本塁打記録を25シーズン連続と伸ばし、リッキー・ヘンダーソンのもつMLB記録に並んだ。またこれでMLB通算761打点とし、松井秀喜の760打点を超え、日本人メジャーリーガーで歴代1位となった。6月25日、カブス戦に「1番・中堅」で先発出場。43歳246日での中堅手としての先発出場は、2002年7月24日、当時ボストン・レッドソックス所属のリッキー・ヘンダーソンが記録した43歳211日を抜き、MLB史上最高齢記録となった（その後も数試合で先発し、9月18日に記録を43歳331日に更新）。9月7日、ナショナルズ戦の5回に代打で出場して中前安打を放ってNPB/MLB通算5863塁打とし、王貞治が持っていた日本記録をNPB/MLB通算で塗り替えた。また、右翼手として史上8人目となる通算4000刺殺に到達した。11月3日、2018年における契約オプションが行使されず、マーリンズを退団することが発表された。

#### マリナーズ復帰
2018年、自身にとって初めてキャンプイン時に所属球団が決まっていない状態となり、日本で自主トレーニングをしていたが、3月7日に正式にマリナーズとの1年契約が発表された。年俸は75万ドル、出来高でマイアミ時代の年俸である200万ドルまで増額されると伝えられた。

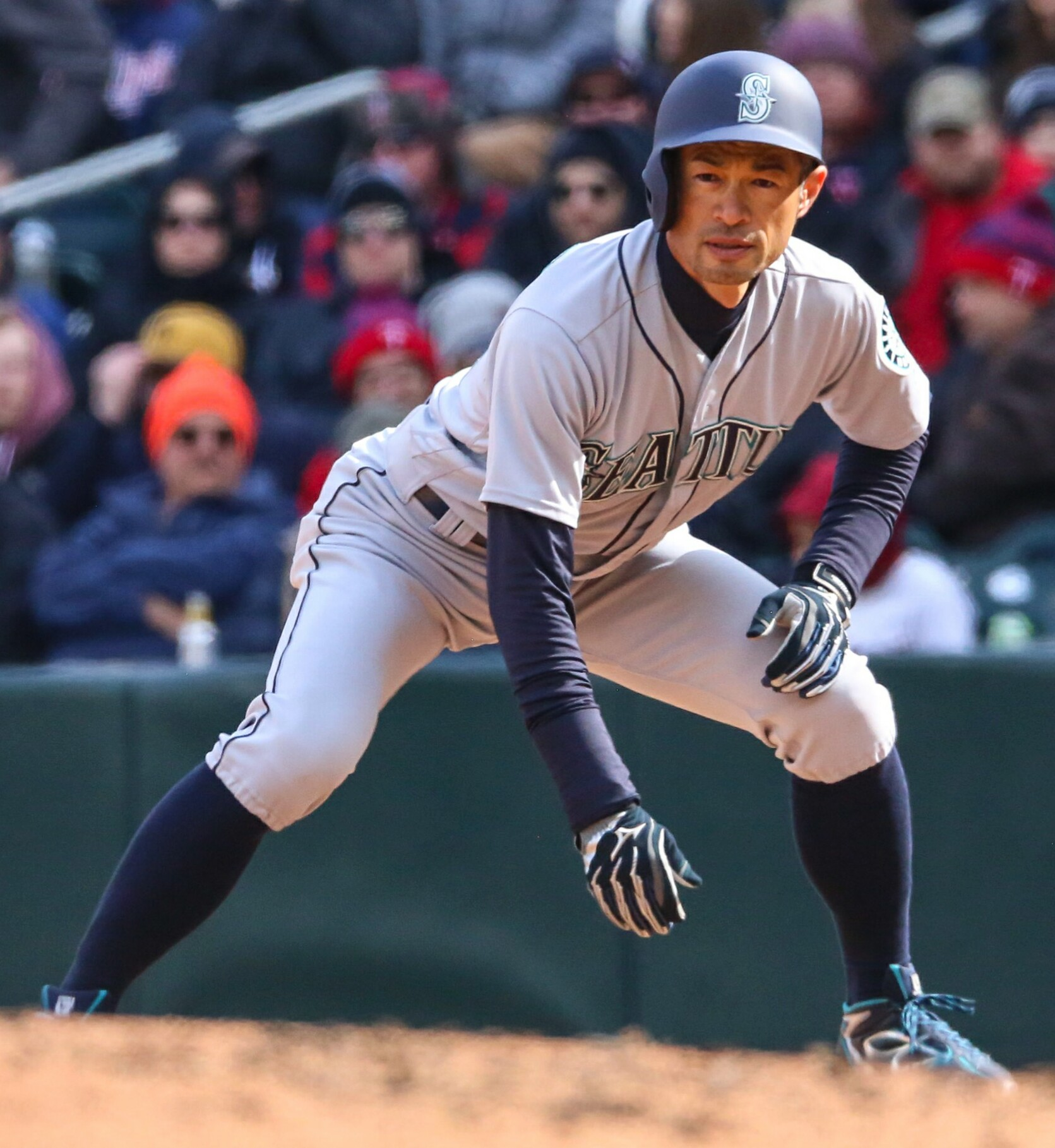
シアトル・マリナーズ時代
（2018年4月5日）

3月14日のサンフランシスコ・ジャイアンツ戦では右ふくらはぎの張りのため試合途中で退き、復帰直後の3月24日のマイナーリーグの練習試合ではブランドン・マンから頭部死球を受け、2004年以来となる同事象での負傷退場となるなど不安を抱えていたが、3月29日、「9番・左翼手」として自身5年ぶりの開幕スタメン出場。その開幕戦では、セーフコ・フィールドのレギュラーシーズンの試合としては歴代最多となる4万7149人の観衆が詰めかけ、イチローの第一打席をスタンディングオベーションで迎えられた。これに対し試合後、「こんな風にしてもらったら、もう、この先はシアトルを離れたくないなという気持ちになりますよね」と語った。その後は15試合の出場で9安打、打率.205に留まる。そして5月3日、マリナーズと「スペシャルアシスタントアドバイザー（会長付特別補佐）」の契約を結び、選手としては同年の残り試合は出場しないことが発表された。
2019年1月24日にマリナーズとマイナー契約を結んだ。3月20日にメジャー契約に切り替わり、20日・21日に東京ドームで行われるアスレチックスとの開幕2連戦でともに9番右翼手として先発出場、45歳149日でのメジャー開幕戦先発出場は千葉ロッテマリーンズにも所属していたフリオ・フランコの45歳227日に次ぐ野手2番目の年長記録となった。

### 引退
2019年3月20日、東京ドームで開催されたアスレチックスとのMLB日本開幕シリーズ2連戦にマリナーズの一員として帯同。2試合でいずれも「9番・右翼手」として先発出場し、21日に行われた第2戦の試合中に球団の公式サイトを通じてこの試合を最後に現役を引退することを発表した。現役最終打席となった8回表の第4打席（日米通算14832打席目）はルー・トリビーノと対戦し遊ゴロに倒れ、日本での開幕シリーズは5打数無安打1四球1三振という結果で日米通算28年目にしてキャリア唯一のシーズン無安打に終わった。そして8回裏に右翼の守備位置に一旦ついたあと、監督のスコット・サーバイスから交代を告げられ万雷の拍手に送られてベンチへ退いた。このときはマリナーズの野手陣が全員ダグアウト前に引き上げてチームメイトやスタッフとともに総出でイチローを出迎え、この日がMLB初登板初先発となった菊池雄星やマーリンズ時代からの同僚でもあったディー・ゴードンが涙を流す一幕もあった。試合終了後、球場に残っていた観衆のために再びグラウンドへ姿を現し場内を一周して声援に応えた。
引退会見では昨今の過度にデータ化された影響によるパワー偏重野球を指して「頭を使わなくてもできてしまう野球になりつつある」と批判し、話題となった。

### 引退後
2019年4月30日にはマリナーズ会長付特別補佐兼インストラクターへの就任が発表された。マリナーズでの選手指導をはじめ、傘下のAAAタコマ・レイニアーズでも外野守備・走塁の指導や打撃コーチ補佐、GMのサポートといった職務も任されることとなった。9月14日、本拠地シアトルでのホワイトソックス戦前に、球団に貢献し、大きな功績を残した人物に贈られる特別功労賞の「フランチャイズ・アチーブメント賞」を受賞した。なお、マリナーズとは現役時代に給料の一部を分割でもらう契約を結んでおり、金銭の授受を通じた関係は2032年まで継続される。
引退後も純粋に野球を楽しみたいという理由から友人と共に草野球チーム「KOBE CHIBEN」を設立。イチローは自らオーナー兼監督兼エースを務め、現役時代に神戸市内での自主トレをサポートしていた友人らで構成される。また、将来的には草野球リーグを設立したい考えも明らかにした。
KOBE CHIBENは12月1日、チーム名の由来となった智辯学園和歌山の教職員チームとオリックスのホームグラウンドであるほっともっとフィールド神戸で初陣に臨んだ。前年秋にイチローが智辯和歌山高校の試合での熱心な応援に感銘を受けたことで学校側と交流し、チーム結成後にイチローから試合を申し込んだ。草野球の試合としては異例の数である、80人の報道陣と35台のテレビカメラが取材し、関係者ら約3000人が訪れた。イチローは背番号1を背負い、9番・投手で先発。打撃成績は4打数3安打1四球で猛打賞、投球成績は9回を6安打16奪三振、131球で完投し、KOBE CHIBENは14-0で勝利した。

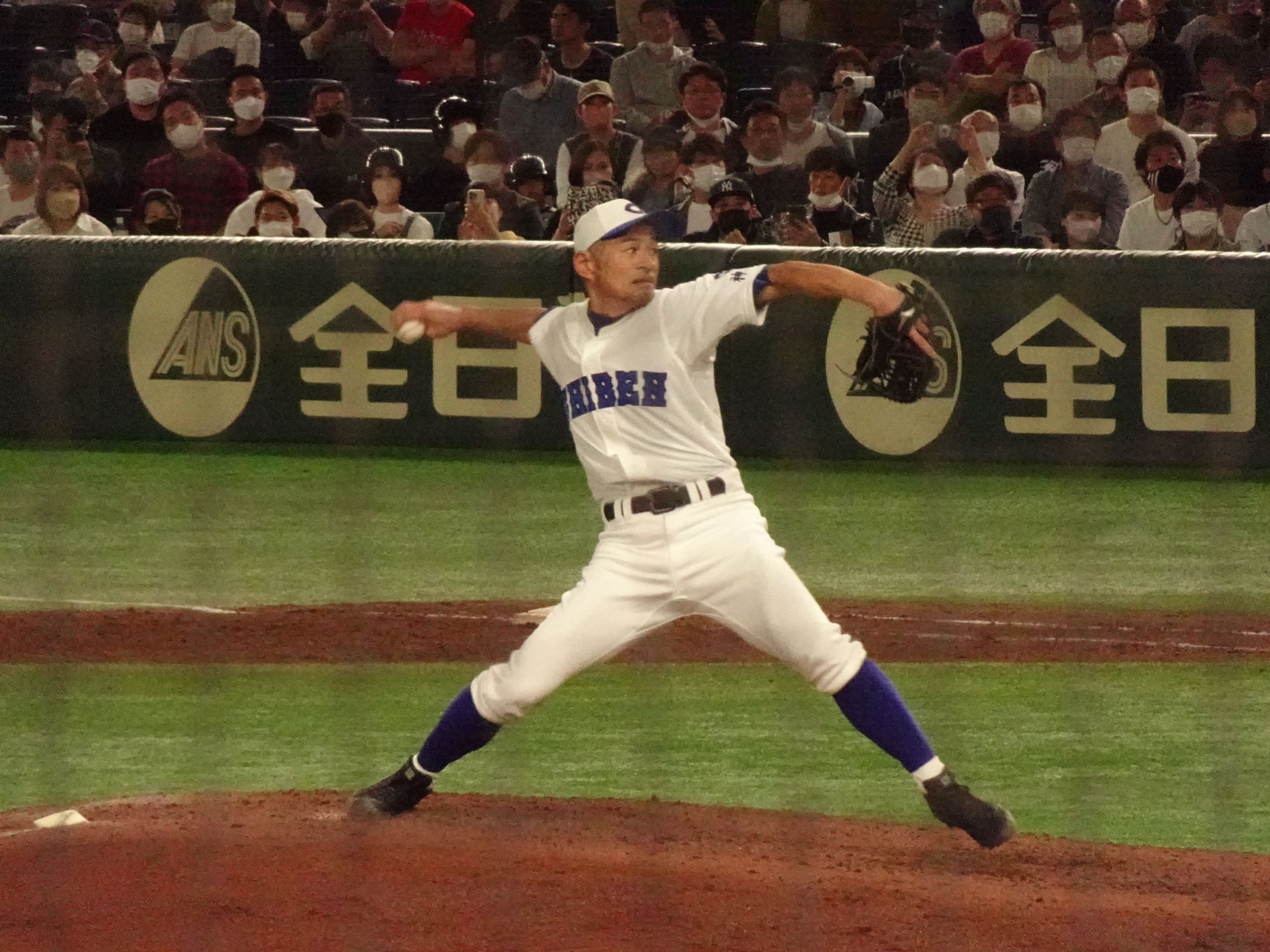
2022年11月3日に東京ドームで開催された、イチロー選抜KOBE CHIBEN対高校野球女子選抜の試合で、KOBE CHIBENの9番・投手として先発出場して投球するイチロー

2019年12月、学生野球資格回復制度の研修を受講し、2020年2月7日に学生野球資格を回復した（実際に指導可能となったのは8日より）。プロ球団に在籍している場合、原則として日本学生野球協会は学生野球資格の回復を認めていない。イチローはマリナーズに会長付特別補佐兼インストラクターとして在籍したままであるが、野球界への功績が大きいことや、アマチュア選手の獲得に携わる立場ではないことから、資格回復については特例を容認されたものである。ただし、高校生や大学生への指導が可能なのはマリナーズでの活動がないオフシーズンに限られる。同年11月には甲子園での優勝経験がある高校でアマチュア指導者デビューすること報じられ、実際に12月2日から3日間、智辯学園和歌山高校で指導にあたった。
2021年11月17日にマリナーズの球団殿堂入りを果たした。日本人では初となる球団殿堂入りである。式典は2022年8月27日の本拠地でのクリーブランド・ガーディアンズ戦で開催され、ケン・グリフィー・ジュニア、エドガー・マルティネス達が参列した。
2021年の学生野球指導は、11月29日・30日に國學院大學久我山高校、12月2日・3日に千葉明徳高校、同月11日・12日に高松商業高校の計3校を訪れた。
12月18日には、全日本女子野球連盟と全国高等学校女子硬式野球連盟が主催する「女子高校野球選抜強化プログラム2021」の一環として行われた中島梨紗が監督を務める女子高校野球選抜チームとKOBE CHIBENとのエキシビションマッチに9番・投手として先発出場し、2年ぶりの草野球を行った。試合はKOBE CHIBENが1対0で勝利し、イチローの投球は、相手4番に2打席連続で死球を与えてしまったり、8回に右足が攣るアクシデントがあったりしながらも直球は最速135km/hを計測し、9回を4安打17奪三振、147球で投げきった。一方で打撃では、TikTokerの松本里乃（「まつりの」）ら相手に3打数無安打で、いずれも内野ゴロに抑え込まれた。
2022年の学生野球指導は、11月26・27日に都立新宿高校、12月3・4日に静岡県立富士高校を指導。
2023年の学生野球指導は、11月4・5日に旭川東高校で指導を行い、フリーバッティングで校舎の窓ガラスを割るハプニングがあった。12月16・17日に沖縄県立宮古高校で指導。
2024年3月、トヨタ自動車と契約を結び、豊田章男会長付特別補佐に就任した。具体的な職務は明らかにされていないが、以後同社のトヨタイムズなどに出演する機会が増えている。
2024年の野球指導は、11月9・10日に大冠高校、同月16・17日に岐阜高校。同月18日には、母校の愛工大名電高校をサプライズで約18年ぶりに訪問し、指導を行なった。
2025年1月16日、得票率92.6%（349票中323票）を獲得して当年度の野球殿堂顕彰者に選出された。候補一年目での表彰は金本知憲と松井秀喜以来、7年ぶり7人目の表彰となる。

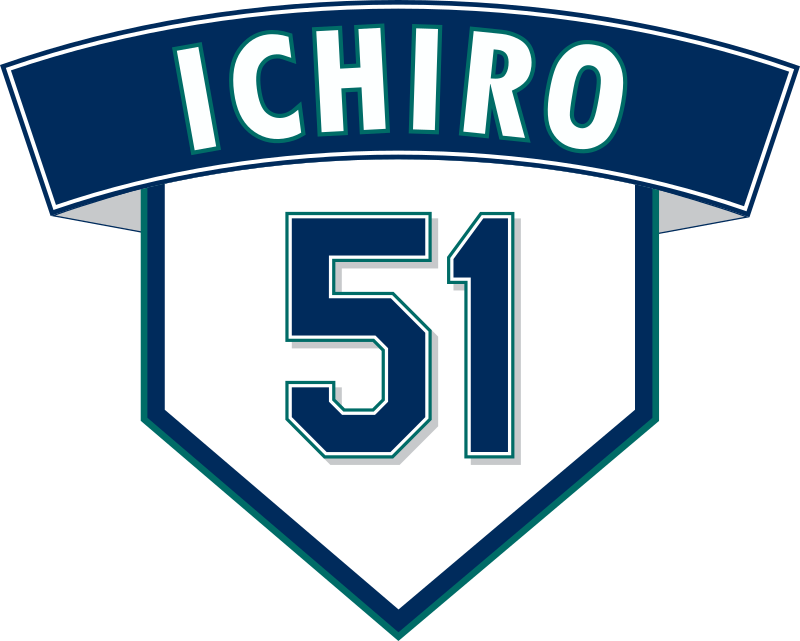
イチローのマリナーズ在籍時の背番号『51』
シアトル・マリナーズの永久欠番に2025年指定。

2025年1月21日、満票に1票足りない得票率99.7%（394票中393票）で資格取得1年目にしてアジア人初のアメリカ野球殿堂顕彰者となり、これを受けて古巣マリナーズは同日、イチローの背番号「51」を同年8月9日を以てチームの永久欠番に指定することを発表した。永久欠番指定の際には「まだ51歳なので、なお一層、特別です」とコメント。感謝する人物としては妻と仰木の2人の名前を出しており、仰木に対しては「仰木監督の存在がなければ、おそらくカタカナのイチローにもならなかったし、人にこれだけ知ってもらうこともなかったと思います」と恩義を語っている。満票を逃したことに対しては「1票足りないのは凄く良かった」「不完全であるのはいいな」と話し、投票しなかった記者に対しては「自宅に招待して一緒にお酒を飲みたい」とジョークも交えて語っている。一方で記者やリポーターからは「イチローに投票しなかった奴は誰だ?」と犯人捜しの声が異口同音に聞かれ、マリナーズ公式Xも「1票???」と疑問を投稿し、アメリカ国内のファンからも批判的な声が続出した。日本球界でプレーした選手のアメリカ野球殿堂入りは、ラリー・ドビー、リッチ・ゴセージに続いて3人目。2月10日には銘板に刻まれる帽子にはマリナーズのロゴが入ることが決定した。

## 日本代表

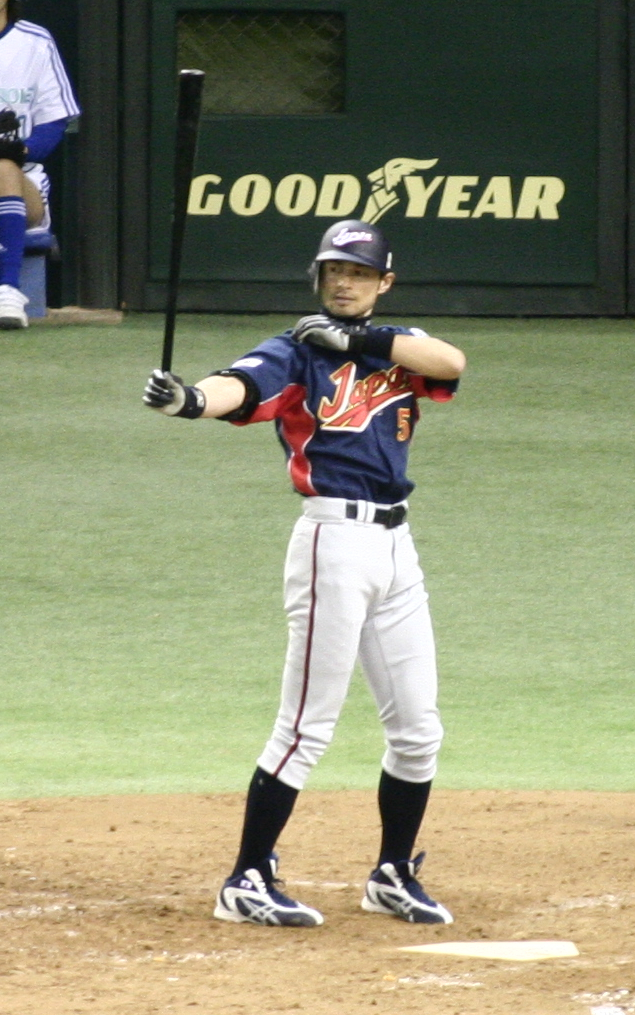
2006年第1回WBC日本代表でのイチロー

2006年に初めて開催された第1回ワールド・ベースボール・クラシック（WBC）の日本代表に選出される。イチローはこれまで国際大会については「オリンピックはあくまでもアマチュアのための大会。自分はプロ」という考え（アマチュアリズム）で、オリンピックなど国際大会への参加を断り続けていたが、WBCはMLB主導によるプロの初の世界大会とあって進んで参加した。1次リーグこそ本調子でなかったが、2次リーグ、準決勝、決勝と試合が進むごとに調子を上げ、アメリカ合衆国戦では先頭打者本塁打を記録。マリナーズでは見られなかった感情・闘志むき出しのプレイを見せ、疑惑の判定で敗れたアメリカ合衆国戦の後には、決起集会を開いてチームを鼓舞するなど、日本の野球選手の顔として、日本代表を牽引。決勝の対キューバ戦では、中押しのきっかけとなる二塁打と、1点差に詰め寄られた後に突き放す適時打を放った。最終的に一次予選から決勝まで全ての試合で安打を記録すると、打率.364（33打数12安打）、1本塁打、5打点、5盗塁、7得点、4四球を残して外野手部門の優秀選手賞受賞者に選ばれた。
2009年は第2回WBCの日本代表に選出され、2大会連続2度目の選出を果たした。大会開幕前の練習試合から全く安打が出ず、大会開幕後も打率.200前後という絶不調の状態が続いたが、監督の原辰徳は全試合でイチローを1番に起用し続け、最終的にイチローもそれに応える。第1ラウンドの時点でみぞおちに違和感を感じていたが、食欲が旺盛だったため試合に出場し続けた。大会全体では打率.273（44打数12安打）ながらも 決勝の韓国戦で、6打数4安打、延長10回に林昌勇から決勝の2点適時打を放つ活躍をし、最後の最後で日本の連覇に貢献した。

## 選手としての特徴
MLB、NPB双方の歴史において史上最高のヒットメーカーの1人。
走攻守すべての面で非常に高い評価を得ているオールラウンドプレイヤーとして、数多くの金字塔を打ち立ててきたことにより、2025年1月に野球殿堂（日本の野球殿堂、および、アメリカ野球殿堂）入りを果たした。

### 打撃

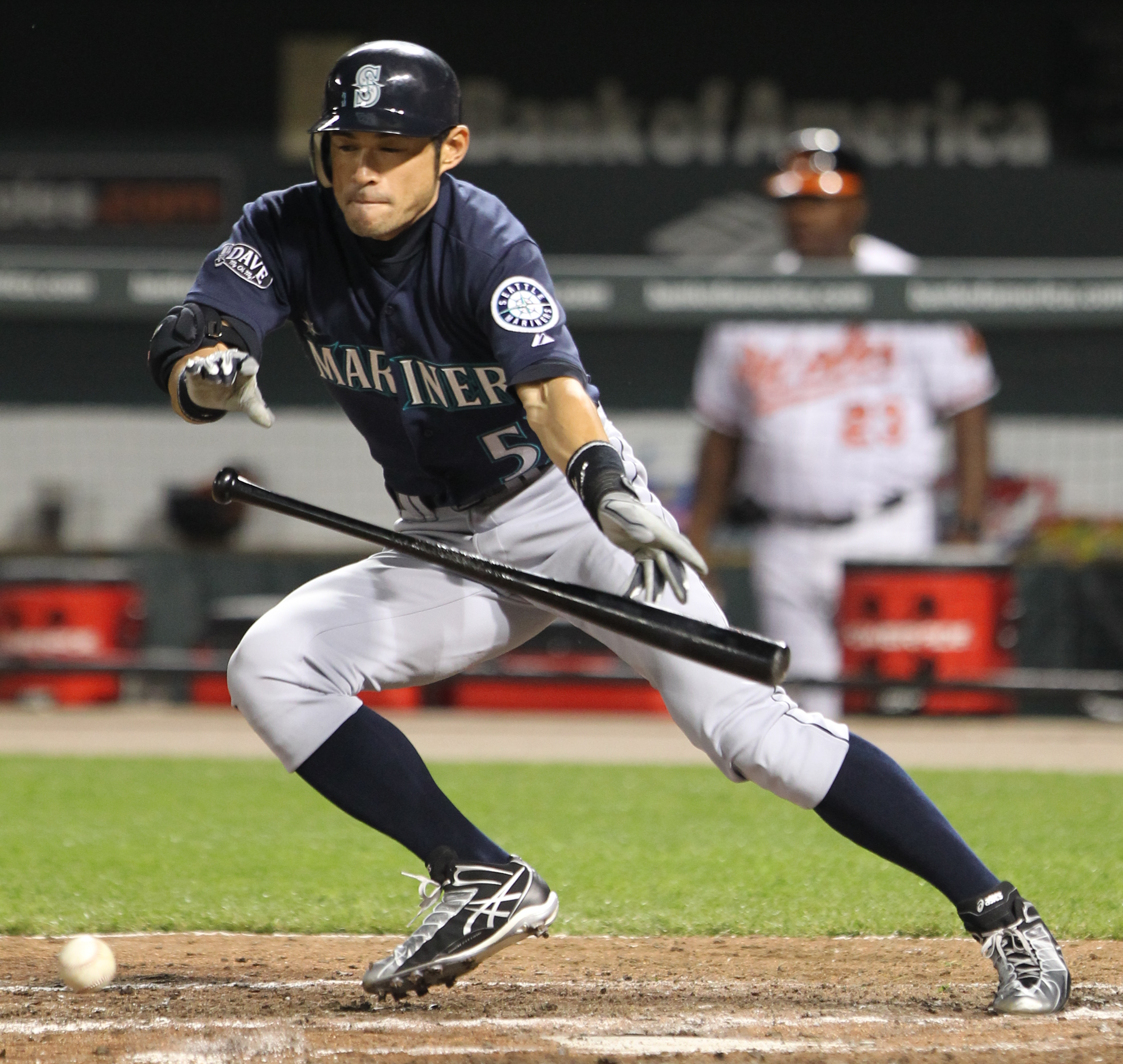
バントヒットを狙うイチロー

マリナーズ時代はほとんどの試合で1番打者を務めた。歴代シーズン最多単打記録を保持し、後述する俊足から内野安打が多く安打の内容は単打の割合が高い。2009年9月にMLB通算2000安打を達成した時点では、そのうちの452本が内野安打だった。日本では特にオリックス時代の後期にチーム事情から中軸打者を務めていたこともあって長打を放つことも多かったが、MLB移籍後は「振り子打法」を止め、より単打の多い打撃となっている。また、打席でバットを立てて構える時の仕草は手話で「イチロー」を表すサインネームになっている。
バッティングスタイルは、変化球を狙い速球を“詰まりながら”内野と外野の間に落とす。または、あえて相手投手の決め球を狙って打ちにいくという。バッティングフォームが「打った直後、すでに右足が一塁を向いている」ため、俊足と相まって他の選手ならばアウトになるような内野ゴロが安打になることが多い。アメリカのメディアに「走りながら打っている」、「走りながら打つ忙しい選手」などと言われるように、左打者でかつスイングから走り始めるまでの一連の動作が速い分、本塁から一塁への到達時間が3.9 - 3.7秒と非常に短く、バント安打の際には3.46秒を記録したこともあり、2001年と2010年を比較して0.1秒ほど平均速度は遅くなっているものの、2010年時点でも平均3.92秒、バント安打で3.56秒を記録するスピードを誇る。また、視力は0.8〜1.0程度と決して良くはないが、眼鏡もコンタクトレンズも使用しておらず、ボールを点や線でなく立体的にとらえているという。
2001年のメジャーデビュー当初、当時マリナーズのチームメイトであったジョン・オルルドは、イチローの打撃について5通りの打ち方をすると評している。1つ目はランニング・ワン・ハンダー（半分走りながら片手で打つ）、2つ目はザ・リーナー（ボールに寄りかかりながら打つ）、3つ目はフィストカフ・スイング（なぐりつけるように流し打つ）、4つ目はチップ・スイング（ゴルフのチップショットのように打つ）、5つ目はパワースイング（力強く引っ張るバッティング）であるという。また、2001年当時打撃コーチであったジェラルド・ベリーは、「彼は5種類のスイングができる。（1）スポイル。難しいストライクをファウルにする。（2）スラップ。軽くたたいて左に流す。（3）ストローク。ボールの下をたたいて中前に落とす。（4）スラム。野手のいない所へ力を入れてシュートする。（5）テニスのクリス・エバートのバックハンド。腕だけでコントロールしてボールをどこへでも運べる」と語り、「だけどね、何でそんなことができるのか、僕にはわからない」と笑って述べている。
シーズン最多安打記録を更新した翌2005年には打率4割を期待する声も挙がったが、『ニューヨーク・タイムズ』紙はイチローのバッティングスタイルを考慮すると、4割の大台達成よりもむしろジョー・ディマジオの持つ56試合連続安打記録を塗り替えるほうが現実的との見解を示した。対して本人はインタビューでの『打率4割とメジャー最長記録である56試合連続安打、どちらのほうが達成は難しいか？』という問いで、56試合連続安打のほうを選んでいる。
メジャーリーガーとしては小柄で、本塁打数も歴代シルバースラッガー賞受賞者の中では最も少ない部類に入る。ただし本塁打に関しては打てないというわけではなく、元マリナーズ監督のボブ・メルビンがケーブルテレビ局『ESPN』に「（試合前の）彼の打撃練習を見てみなよ。いつも山ほど（本塁打を）打っているよ」と語っており、ウェイド・ボッグスやタイ・カッブなどと同じくあえて試合では単打狙いに徹していると言われる。コラムニストの木本大志は、イチローが内野安打を打った時と本塁打を打った時では、軸の位置に違いがあることを言及している。イチロー自身も『ニューヨーク・タイムズ』紙に「僕にとって、フライを打ってから『あぁ、多分ホームランになるな』と思うシチュエーションになったことは一度もない」と語っている。NPB時代の1995年に当時130試合制の1シーズンで25本塁打を放ち本塁打ランキングパ・リーグ日本人2位に輝いたほか、MLB時代に1シーズンで15本塁打を放ったこともある。2007年のオールスター後のインタビューでは「（打率が）2割2分でいいなら、40本（打てる）と言っておきましょう」と冗談混じりに語った。また、先頭打者本塁打はNPB/MLB通算45本で日本記録、MLBのみの37本でもMLB歴代4位に位置している。
四球を望まず初球から積極的に打ちにいくタイプで、三振・四球ともに少ない。特に三振の少なさに関しては、216打席連続無三振のNPB記録も保持している。
2000年5月13日の対ロッテ戦では、1回裏の打席で後藤利幸の投じたワンバウンドの悪球を打ちにいき、ライトに運んでヒットにしている。悪球打ちについてクリス・チャンブリスが「ボール球をヒットにすると、ややこしくなる」「そうすることで、知らず知らずのうちにストライクゾーンを広げてしまう。でも、ボール球をヒットにできるのは、たまたまか、よほど調子のいいとき。それを勘違いして、ボール球を追っていると、やがてツケを払わされる」と指摘している。
一軍に定着したNPB時代の1994年シーズンからメジャー移籍後の2010年シーズンまで、17年連続で打率3割以上を記録し続け、その間に首位打者を9度獲得。さらに MLBでは21世紀以降での3000安打達成者で最高となる通算打率.311を記録し、通算打率が3割をきったのもルーキーイヤーの2試合後に通算9打数2安打の.222としたときのみである。しかしながら、本人は「打率は変動するが、安打は積み重ねることができる」との理由から、打率よりも安打数を重視している。2002年に行われたインタビューでも、「シーズンを終えて『199安打で4割』と『ジョージ・シスラーのメジャー記録を上回る258安打で3割9分9厘』、イチローはどちらを望むのか」と質問され「僕が210本のヒットを打った94年に、よく訊かれたことがあるんです。それは、『199本で4割ピッタリだったとして、次の打席はどうするか』ということだったのですが、いつも決まってこう答えていました。『決まり切ったこと、訊かないでください』と。もちろんそれは今も変わりません」と答えている。また、NPB/MLB合わせて12回記録している最多安打は、すべて両リーグ最多安打である（MLBでの最多安打を逃した2002年・2003年・2005年シーズンはすべてリーグ2位。不振に苦しんだ2011年に初めて9位に終わった）。
出場試合数や四死球数など外的な要因によっても数値が上下に大きく変動する打率よりも、一つ一つの積み重ねた結果が反映される安打数を重視するプレースタイルは、オリックス時代にイチローの打撃投手を務めていた奥村幸治の提案であった。1994年シーズンにおいて210安打を達成する際に、周囲の話題が上がり続ける「イチローの打率」に集中し、「ついに4割打者誕生か」と騒がれた。しかし、これではイチローと言えども気になりやすいということで、イチローが試合でのびのび打てるように、「安打数」に目をつけた。後年奥村は「だからイチローに、“1日1本のつもりで積み上げていこうよ”と声をかけたんです。すると彼も、“いいですね”といって、それ以降、電光掲示板の打率を見なくなった。ただ僕は大変でした。大記録が近づくにつれ、周囲の期待がわかるから、“これはぶつけられないぞ”とね（笑い）」と語っている。

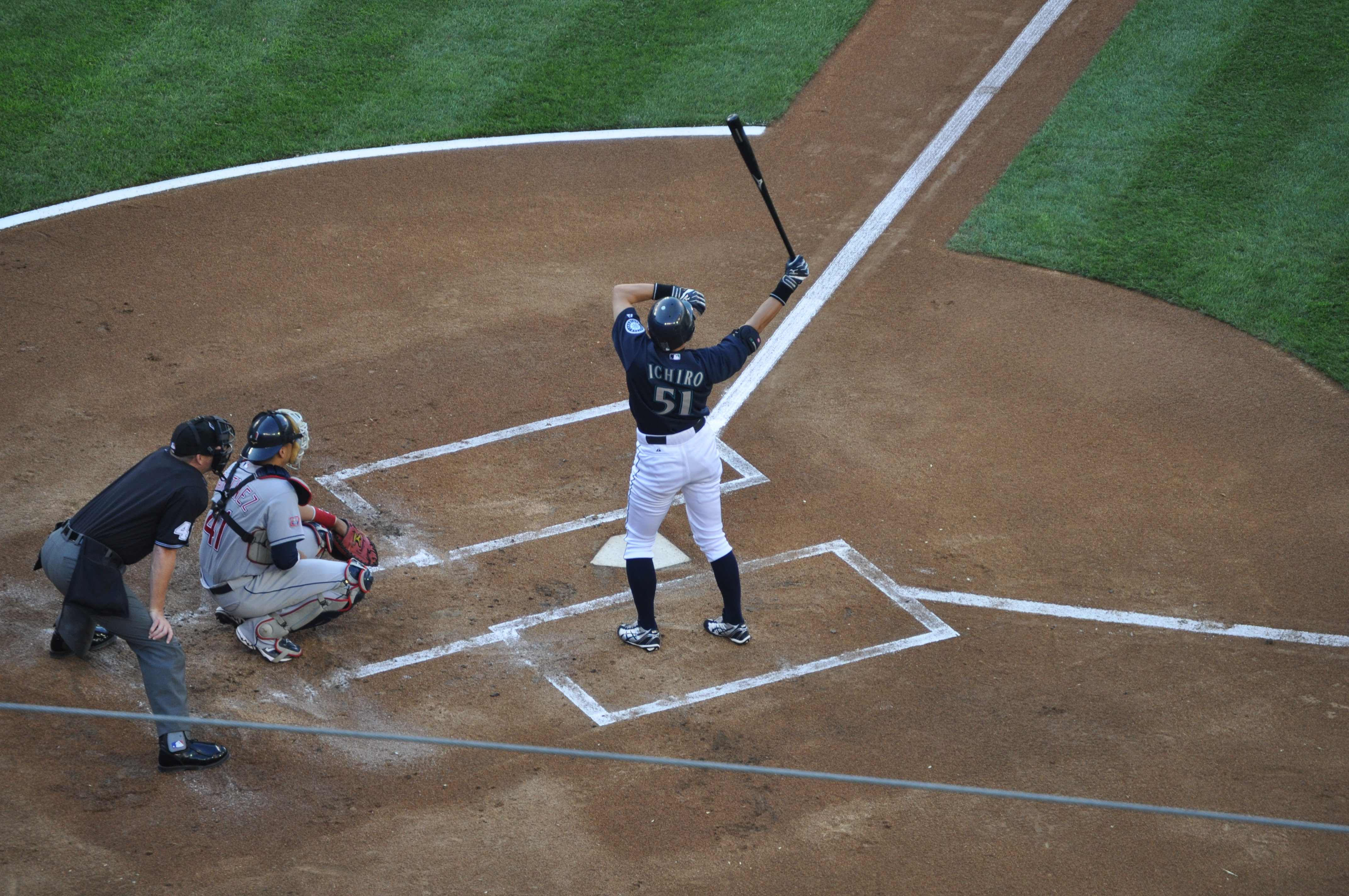
打席に立ち行うイチロー独特のバットジェスチャー（2009年）

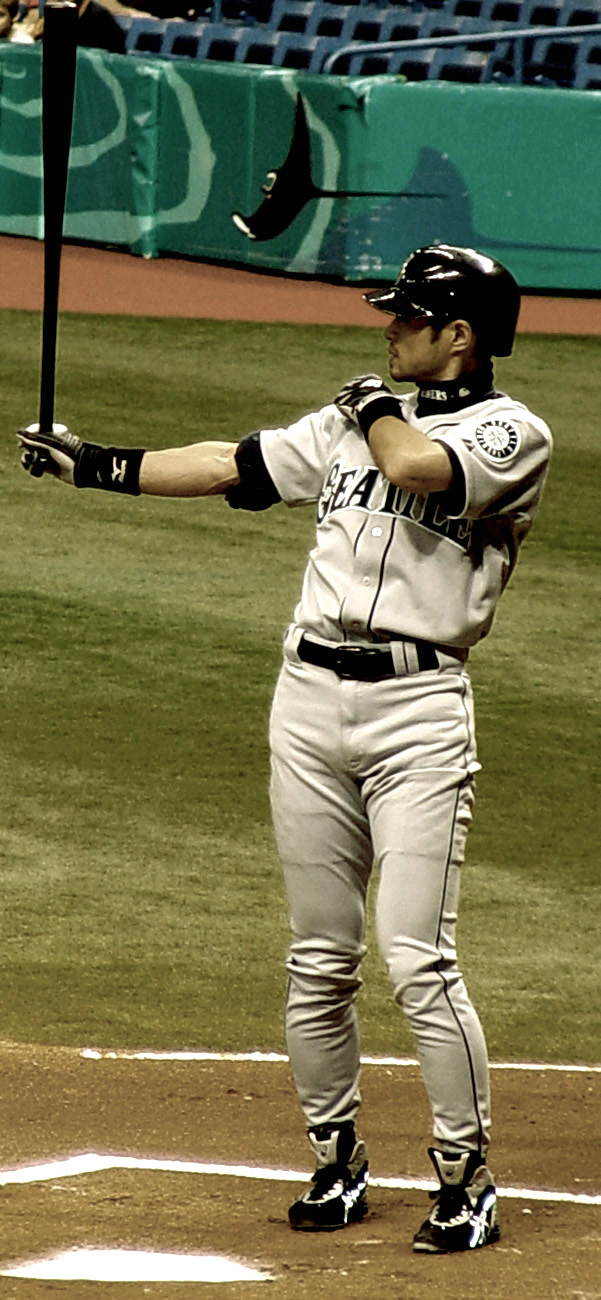
別の角度から見たイチローの動作
2005年、タンパベイ・デビルレイズとの試合にて。

打席に入ると、背筋を伸ばして後傾気味に重心を取り、右手でバットを垂直に揃え、左手を右上腕部に添える動作を、必ず行う。この動作は1996年シーズンの後半から行うようになり、それまでは左手を右上腕部に添える動作がなく、代わりにバットをぐるぐると回していた。バットを回す動作は、イチローが子供の時に憧れてモノマネを得意としていたという田尾安志と酷似している。これは眼の焦点をスコアボードに合わせた後、バットへ焦点を変えることによって、ボールに対する動体視力を一時的に上げる効果があるとも言われている。この特徴的な動作と、バットコントロールの巧みさからイチローのバットはメジャーで「magic wand（『魔法の杖』の意）」と称される。バッティングフォームはMLB移籍直後はNPBより数段速いと言われるMLBの直球に対応するため、振り子打法と呼ばれるハイキックをやめてオープンスタンスを採用するなど、止めどなく変化を続けているが、フォームの変更については「言っておきたいのはフォームを変えたのではなく、変わったのだということです。変えるのと変わるのでは全然違うと思います」と語っている。2004年6月24日の夜に行ったフォーム改造では「小さい頃に野球をやっていた時に感じたのと、近い感覚が戻ってきた」と語っているこのシーズン、MLB記録となる262安打を放っている。2005年からは、四球の数こそ増えないものの、待球により、球数は増えている。2007年からは内角対策のために猫背になることがある。2008年は自分のストライクゾーンを狭めて悪球打ちをせず、ストライクゾーンに来た球だけを振るようにしたことにより、四球が若干増えた。下半身は、やや内股気味に小さく両足を開いて構える。
NPB時代の通算得点圏打率で.365という数字を残している。シーズンでは、NPB時代に1996年から1998年までリーグ1位、1994年・1995年・2000年でリーグ2位を記録。MLB移籍後は2001年と2004年にリーグ1位、2007年にリーグ2位を記録している。敬遠四球の数が多く、NPB/MLB通算で266個を記録しており、NPBでは6年連続6度・メジャーでは3度の最多敬遠を記録している。満塁にも強く、NPBでは通算満塁打率.363を記録しており、MLBでは通算満塁打率.409（115打数47安打）を誇っている。満塁本塁打率も高く、NPB時代の14.7本に1本の割合（118本中8本）は通算満塁本塁打が7本以上の選手の中では日本プロ野球歴代1位であり、駒田徳広と並ぶ6年連続満塁本塁打の日本プロ野球記録も持っている。MLB移籍後は満塁本塁打を4本放っており、満塁では長打率が上がる傾向にある。
高い得点圏打率を記録しているものの、打順の関係や敬遠四球の多さから得点圏での打数自体が少なく、本塁打の数が長距離打者ほど多くないことも相まって、シーズン100打点以上を記録したことは1度もない。NPB時代の1995年には打点王を獲得しているが、得点圏打数はわずかに92であった。1999年も100打数にすら到達しておらず、MLBで159試合出場した2003年も105打数に終わっている。他の年はほとんど120打数前後である。1997年のみ他の年と比べて得点圏打数が突出しており（166打数）、この年は91打点を記録した。MLB移籍後の2001年には、ほとんどの試合で1番打者として出場し本塁打が1桁ながら、69打点を記録している。2005年と2007年には1番打者で68打点（1番打者としてのシーズン打点数ではマリナーズの球団記録）を稼いだ。打点に関しては本人は重視しておらず、2009年にNPB/MLB通算1000打点を達成した際、「打点のことは全く頭になかったですね」と口にしている。また、このような勝負強さから、MLB移籍後の2002年に3番打者を数試合任されたこともあった。この間の打率は.571と打ち込んだが、NPB時代に自身が中軸を任されたシーズンのチームが低迷した経験からか、本人は「僕が3番を打つということは、チーム状態が良くないという証。良いことではない」と述べている。
左打者ながら、右投手よりも左投手に対する打率が高く、日本時代の対左投手通算打率が.371、MLB時代の対左投手通算打率が.329であり、それぞれ自身の通算打率を上回っている。特に2004年シーズンは対左打率.404を記録した。MLBで左打者での対左投手打率.329は、トニー・グウィン（.325）、ベーブ・ルース（.324）らを抜いてMLB歴代1位である。

### 守備

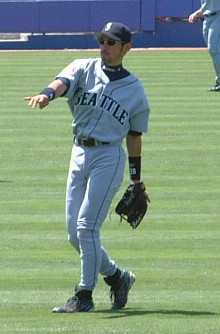
守備に就くイチロー
2001年7月8日のロサンゼルス・ドジャースとの試合にて。

強肩で知られ、2006年に行われたメジャーリーガー415人による投票「最も肩が強い外野手」で48%の得票率を占め1位となった。1998年に行われたオールスターゲームの遠投競争では、ナゴヤドームのセンターフェンス手前からバックネット近くの城島健司まで推定130mの遠投を披露している。強肩であることに加えて送球のコントロールも良いため、ブラディミール・ゲレーロの送球が「バズーカ」などと呼ばれていたのに対してイチローの送球は「レーザービーム」と称されている。これは2001年4月11日の対オークランド・アスレチックス戦で、ライト前ヒットで三進を試みた一塁走者のテレンス・ロングを正確かつ力強い送球で三塁に補殺した際、実況アナウンサーであったリック・リズが「びっくりだ!レーザービームがイチローから撃ち込まれた!」と叫んだことが由縁。この補殺がイチローのメジャー最初の補殺でもあり、正確無比な強肩を相手に強く印象付けるだけでなく、イチロー自身をMLBに認めさせるプレーにもなった。なお、NPBでは「レーザービーム」という表現が定着しているが、MLBにおいては特段そのように呼ばれることはない。インパクトのある送球を全般的に"the Throw" と表現することが多く、この時の送球もそう表現されている。この非常に精度の高い送球は、引退直前まで変わることは無かった。
2005年5月2日の対ロサンゼルス・エンゼルス・オブ・アナハイム戦の7回表で、ギャレット・アンダーソンが打った本塁打性の球を、フェンスをよじ登ってキャッチした。スパイダーマンのように壁を駆け上がって捕ったとメディアが報道したため、「スパイダーマンキャッチ」と称された。
球際の打球を捕球する際は「走り抜けた方が速い」という持論から、頭から飛び込むダイビングキャッチを試みることは極めて稀である。
高校時代は投手をしていたが登板のない時などは外野手も務めており、夏の甲子園に出場した際には左翼を守っている。プロ入り後、210安打を放った1994年からは本西厚博（のちに谷佳知）、田口壮とともに当時日本一と言われたオリックス外野陣の一翼を担った。NPB時代は主に右翼手を務めたものの、中堅手を任されることも多々あり、一つのポジションに定着することはなかった（1998年は左翼手で20試合以上スタメン出場している。オールスターゲームや日米野球戦でも左翼を守ることがあった）が、1999年シーズン以降は右翼手に固定された。MLB移籍後は一部の時期を除いてほとんどの試合で右翼を守っており、2006年シーズン途中から2008年シーズン途中まではコンバートによって中堅手を務めた。2012年にヤンキースに移籍した後は、左中間の広いヤンキースタジアムや他の選手の事情などを考慮して左翼手にコンバートされているものの、他の選手の休養などの兼ね合いから中堅手や右翼手としても出場（途中で守備位置が変わることも多々あり、1試合で外野3箇所すべてを守ったこともある）しており、外野をどこでも守れるユーティリティープレイヤーとなった。また、休養時などにDHとして出場することがある。
DRSやUZRなど守備指標の各数値は守備の面でも2011年を除き毎年リーグ上位に位置し続け、セイバーメトリクス識者によるフィールディング・バイブル・アワードにも2006年の創始以来、外野手ではカール・クロフォードと並び最多の3回選出されている。
2001年から2003年まで3年連続で右翼手リーグトップの守備率を記録。中堅手としてプレーした2007年は刺殺数が400を超えながら失策数を1に留め、それまでマリナーズの球団記録だった1992年ケン・グリフィー・ジュニアの.997を抜く、シーズン守備率.998（のちにフランクリン・グティエレスが更新）を記録している。その後守備率が低下し、2008年から2011年まで連続して9割9分を下回っているが、2009-2010年にかけては、フィールディング・バイブル・アワードを2年連続で受賞している（2012年は再び9割9分を上回った）。
2015年5月10日には、ジャイアンツ戦にてトリックプレーを披露した。9回裏、マーリンズは2対1とリードするも一死一塁のピンチだった。左打者のグレゴール・ブランコが放った大飛球に対して、定位置で落下地点に入る振りをした。その後、走者のホアキン・アリアスが一・二塁間で足が止まったのを見てから体を180度反転させ、クッションボールを処理。アリアスを三塁で止めることに成功した。演技力だけでなく胆力も要するプレーについて、イチローは「リスクはあるけど、同点にしたくはない。そりゃあ、どう跳ね返るか分からない。でも、リスクを取らないと利益も取れない」と説明している。敵だけでなく、味方もだまされたプレーに、同じ外野手の青木宣親は「完全にイチローさんのファインプレー。記録に残らないファインプレーですよ」とコメントした。

### 走塁

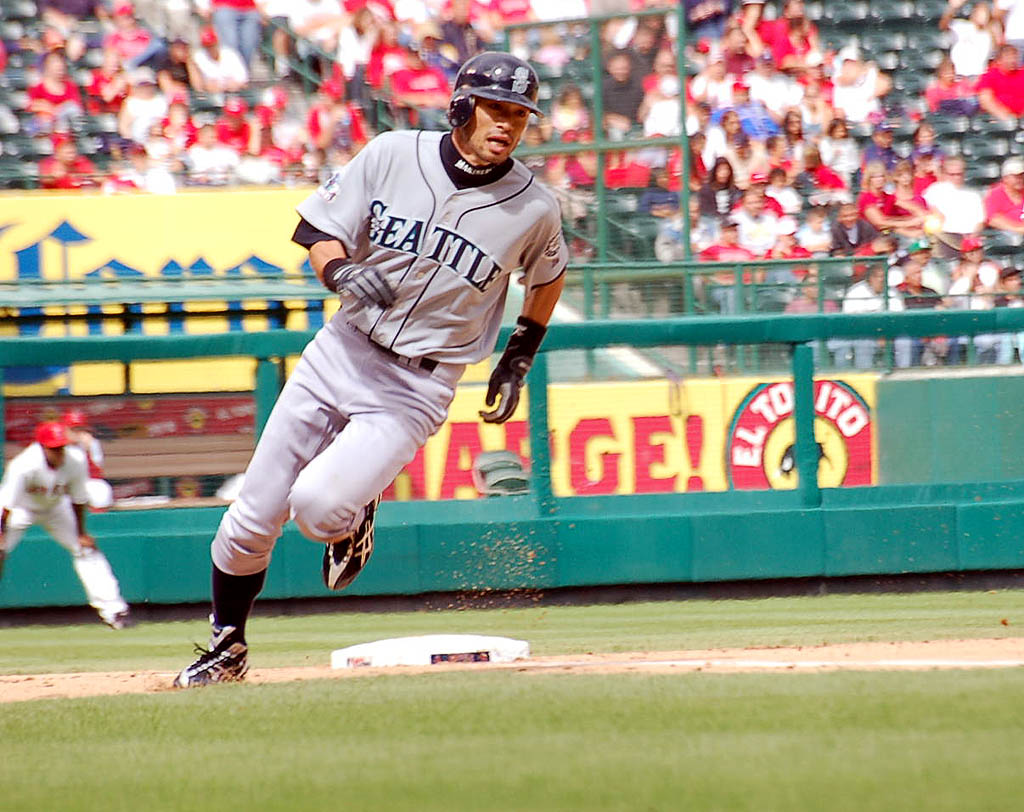
三塁を駆け抜けるイチロー
2007年9月22日のロサンゼルス・エンゼルス・オブ・アナハイムとの試合にて。

オリックス時代の1995年とMLB移籍1年目の2001年に盗塁王のタイトルを獲得している。盗塁は成功率を重視しているため、盗塁数を増やすことに関してはそれほど重視しておらず、特に2006年頃からはクイックモーションや警戒の不充分な相手投手を選んで盗塁する慎重なスタイルをとっている。マリナーズ首脳陣からは、自分の判断で自由に盗塁できる権利（いわゆる「グリーンライト」）を与えられていた。
盗塁数は年間30から40の間が理想だとコメントしており、2008年は70試合の時点で30盗塁を稼ぐなど一時は年間70盗塁を超えるペースであったが、中盤から極端に企図数が減り、最終的に40台に終わっている。2009年は中盤に左ふくらはぎを痛め8試合欠場して以降は盗塁企図が減り、MLB移籍後では初めて30未満に終わったものの、翌2010年と2011年には再び40盗塁以上を記録し、自身初の2年連続40盗塁を達成。理想に掲げた30盗塁以上を記録した2001年から2008年、2010年・2011年はいずれもリーグ5位以内に入っている。

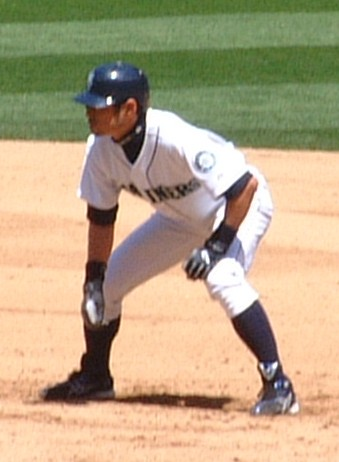
リードをとるイチロー（2006年）

実際に盗塁の成功率は高く、NPB時代に通算199盗塁で.858、メジャー時代に通算509盗塁で.813の記録を残している。成功率.813は、通算500盗塁以上の選手中でMLB歴代4位に位置する。シーズン記録では、NPB時代に30盗塁以上を残しながら成功率9割以上を2回（1996年、1997年）、MLB時代に40盗塁以上を残しながら成功率9割以上を2回（2006年、2008年）達成している。特に2006年シーズンは45盗塁を記録し、盗塁死を2に留め、.9574という数字を記録した。シーズン盗塁成功率.957は、記録が残る1951年以降、シーズン40盗塁以上を決めた選手の中でMLB歴代1位となっている。また、「シーズン連続盗塁成功」と「シーズンをまたいでの連続盗塁成功」両方のアメリカンリーグ記録保持者でもある。
怪我のリスクを最小限に抑える目的から、ヘッドスライディングはほとんどすることはない。特に一塁へのヘッドスライディングは最も嫌うところであり、2007年アジア野球選手権大会の韓国戦で一塁へのヘッドスライディングを行なった川﨑宗則に対して苦言を呈したことが話題になった。盗塁や進塁の際、アウトになる危険性が高いと判断したときには、トップスピードでのスライディングや走塁から急停止して野手のタッチのタイミングを外す高度なフェイントを見せることがあった。2005年5月15日のボストン・レッドソックスとの試合では、本塁突入の際にホームベース前で急停止した後、外野からの返球を受けてブロックの体勢に入っていた相手捕手のダグ・ミラベリの背中を飛び越そうとするプレーを見せた他、2012年10月8日のディビジョン・シリーズでのボルチモア・オリオールズとの試合では、アウトのタイミングであったのにもかかわらず相手捕手のマット・ウィータースのタッチを二度もかわして生還するプレーを見せている。
こうしたプレーに対してイチローは「（普通は）スピードを上げたくなるが、スピードを落とすという発想（が大事）になる。ブレーキをかけることは別に怖くないし、どんな動きをしても怪我をすることがないという自信がある」と説明、あえて減速することも走塁技術の一環であると考えている。
イチローは走塁が、いわゆる「走攻守」の中で最も難しいと考えている。「走塁は打撃や守備よりも難しい」と口にしており、その理由として、「打撃は成功率が良くて3割強だが、走塁は成功率が10割に近くないといけない」こと、「走塁は、野手の肩や芝生の状態などといったことをすべて考え、それらを踏まえた上で瞬間的な判断をしなければならないから難しい」「スピードがあるから、走塁は難しくなる」ことなどを挙げている。
「走塁は難しい」とする自身の野球観から、他の選手による走塁ミスに寛容な傾向が見られ、ミスをした選手を擁護する発言を残すこともある。
2011年4月12日のトロント・ブルージェイズ戦で、ブルージェイズは同点期に一塁手のジャスティン・スモークが取ったファウルフライに三塁走者のコーリー・パターソンがタッチアップを試みるも、思った以上に余裕を持ってアウトになった。
一見無謀と映ったかもしれないこの走塁に対してイチローは「走塁は難しい」と言った後、「スピードのない選手では絶対に起きないこと。（そういう選手は）別にその後、何かを言われることもない。スピードのある選手はあれを考えて……。実際、あそこで行く勇気はすごい。でも結果がああなると、急につらい立場になる……」「あのプレーで責められるのかなぁ……」とパターソンを擁護した。
他にも2013年のワールド・ベースボール・クラシック準決勝のプエルトリコ戦で起きた内川聖一の走塁ミスについても、内川を自身に置き換えて擁護する発言を残している。
ヤンキース時代、「単打からの本塁生還、二塁打からの本塁生還、ランニング本塁打」など、一人黙々と走塁練習する姿を偶然見掛けたと、ジャーナリストのジョエル・シャーマン記者は述べている。事情を尋ねると、「試合のあらゆる可能性に対応できるようにしておきたい」とイチローは返答している。同記者はイチローの走塁能力などについて、練習を何百時間と繰り返したであろう陰の努力を評している。
1997年3月13日の巨人とのオープン戦ではレフトフライでタッチアップを行い、レフトの清水隆行から楽々と二塁を奪った。
通算509盗塁を記録しているがメジャー時代に本盗を決めたことは一度もない。メジャーリーガーとしての成功、ランナーとしての実力を認められていたこともあってか、このことを強調して引き合いに出されることもある。

### 故障に対する強さ・対策
MLBに移籍して以降は大きな怪我が1度もなかった。故障者リストに入ったのは第2回WBCの疲労で胃潰瘍になった2009年の開幕時の1度のみであり、主力として活躍した2013年までにおいては毎年平均で約159試合に出場した。
イチローは怪我予防の意識が強く、起床から就寝までほぼ同じ行動パターンを繰り返しており、球場入りの時刻や練習の手順まで乱れず行動を一定化している。また、筋肉が非常に柔らかい一方で関節は前屈で手が床に届かないほど硬いため、体の柔らかさを高める運動を重視すると共に、クラブハウスでも「ソファに長く座ると腰に負担がかかる」として、他の選手がソファに座る中でも、自身はパイプ椅子を使用し、また「スパイクを履いたままで階段を使用すると滑って捻挫の危険性がある」として必ずスロープを使用する、怪我しやすいヘッドスライディングをしないといった対策を常に立てている。
他にも衝撃緩和のため「力を抜く」ということ（イチローはサヨナラゲームでチームメイトが騒いでいる時でも、誰かにぶつかられても衝撃を緩和させるように対策をとっている）や、早く練習を始めて体を多く動かすこと、滑りやすい場所では細心の注意を払うなどしている。

### 評価
ビル・ジェームズが2017年9月に自身のサイト『Bill James Online』で発表したMLBの歴代トップ50プレーヤーに選ばれている。

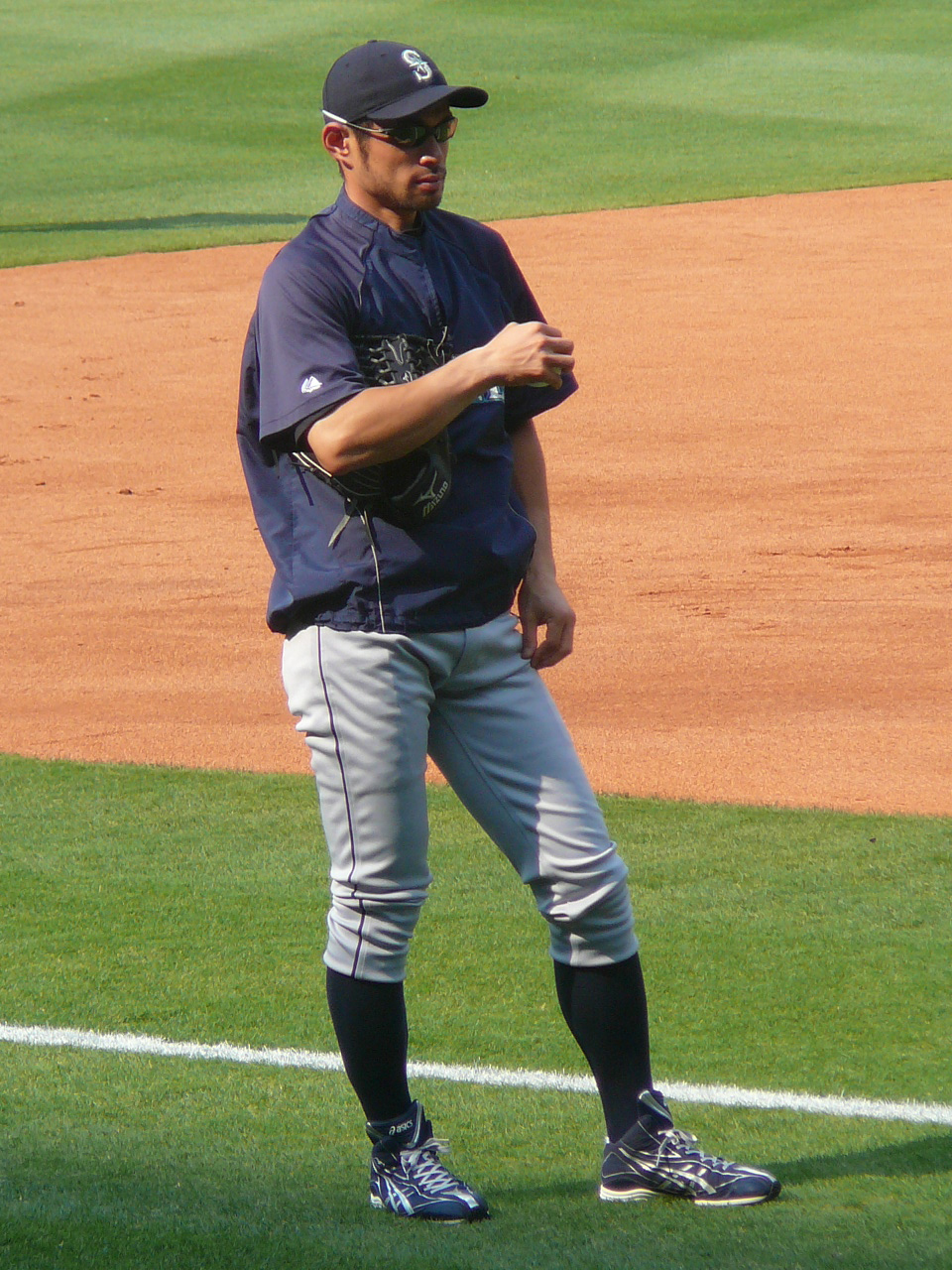
試合に臨むイチロー
2008年、アトランタ・ブレーブスとの試合前にて。

アメリカの野球専門誌『ベースボール・アメリカ』に掲載されたMLB30球団の監督による「Best Tools」投票で、イチローは2003年に「ベスト・ヒッター」「ベスト・バンター」「ベスト・ベースランナー」「最速ベースランナー」「守備部門ベスト外野手」「ベスト強肩外野手」「最もエキサイティングな選手」の7部門でトップに輝いた。
2006年の投票では「最もエキサイティングな選手」「最もバントが上手い選手」で1位、「最高の打者」「最高の走者」で2位、「最も俊足のベースランナー」で3位に選出された。2007年の投票でも、「ベスト・ヒッター」「ベスト・バンター」「ベスト・ベースランナー」 「最もエキサイティングな選手」「守備部門ベスト外野手」「ベスト強肩外野手」で1位に、「最速ベースランナー」で2位に選ばれるなど、メジャーリーグの監督から高い評価を受けている。
2008年のMLBスカウトによる投票でも、「ベスト・ヒッター」「ベスト・バットコントロール」「守備部門ベスト外野手」「ベスト強肩外野手」「ベスト・ベースランナー」の5部門で1位に、「ベスト・バンター」「最速ランナー」「ベスト・スティーラー」でも2位に選ばれるなど高評価を受けている。
監督によるアメリカンリーグBest tools評価
| 年度 | best hitter | best bunter | best hit-and-run artist | fastest baserunner | best baserunner | best outfield arm | best defensive outfielder | most exciting player |
| ---- | ----------- | ----------- | ----------------------- | ------------------ | --------------- | ----------------- | ------------------------- | -------------------- |
| 2001 | 第2位       | 第3位       | -                       | 第1位              | 第1位           | 第1位             | 第3位                     | 第1位                |
| 2002 | 第1位       | 第1位       | -                       | 第1位              | 第1位           | 第1位             | 第2位                     | 第1位                |
| 2003 | 第1位       | 第1位       | -                       | 第1位              | 第1位           | 第1位             | 第1位                     | 第1位                |
| 2004 | -           | 第2位       | -                       | 第2位              | 第1位           | 第2位             | 第1位                     | 第2位                |
| 2005 | 第3位       | 第2位       | -                       | -                  | 第1位           | 第1位             | 第1位                     | 第3位                |
| 2006 | 第2位       | 第2位       | -                       | 第3位              | 第2位           | 第1位             | 第1位                     | 第1位                |
| 2007 | 第1位       | 第1位       | -                       | 第2位              | 第1位           | 第1位             | 第1位                     | 第1位                |
| 2008 | -           | 第1位       | -                       | 第2位              | 第1位           | 第1位             | 第1位                     | 第3位                |
| 2009 | 第2位       | 第1位       | -                       | 第2位              | 第3位           | 第1位             | 第2位                     | 第2位                |
| 2010 | -           | 第1位       | 第3位                   | 第2位              | 第1位           | 第1位             | 第1位                     | 第3位                |
| 2011 | -           | -           | -                       | -                  | -               | 第3位             | -                         | -                    |
| 2012 | -           | -           | -                       | -                  | -               | -                 | -                         | -                    |
| 2013 | -           | -           | -                       | -                  | -               | -                 | -                         | -                    |

こうした走攻守総合力での高い評価はセイバー・メトリクス上でも現れている。2001年以降WARは一貫してプラスを維持し、2004年は野球シンクタンクのBaseball-Referenceが算出するWARでリーグ1位を記録した。
『スポーツ・イラストレイテッド』誌では、「イチローを首位打者候補に予想しないのは、タイガー・ウッズを優勝候補から外すのと同じ」と評した。また、同誌は2005年のMLB特集記事において、イチローを「理想の1番打者」と評している。アジア系アメリカ人向けのニュースサイト「goldsea.com」は、2002年に「アメリカで最も感動を与えてくれるアジアのスポーツスター」のランキングを発表すると、姚明（NBAヒューストン・ロケッツ）や野茂英雄らを抑えてイチローを1位に選出した。第1回WBC終了時には、スポーツ専門ケーブル局『ESPN』のコラムニストがイチローを絶賛すると、「イチローを見られるのは、私たちに与えられた特権」と語った。将来の殿堂入りについても言及した。MLB公式サイトは、2009年7月21日にイチローの特集記事を掲載すると、「日本人初の殿堂入りは決まったも同然」と位置付けた。
MLBの殿堂表彰者からの評価も高く、フランク・ロビンソンは「イチローが殿堂入りできないのは、単に時期尚早だから」としたものの、「でも、5年目から彼の殿堂入りは固いとみていたね。きっと、殿堂入りする。それくらい、いい選手だ」と評価。レジー・ジャクソンも「彼は特別。もう少し、現役を続けなきゃいけないけど、メジャーで凄いことをやってきたからね」とイチローの殿堂入りを支持した。また同じく殿堂入りしているグース・ゴセージも「イチローは、メジャーに来てからというもの、我々が今まで見たこともない選手になった。今までとは違うタイプ。試合をつくるし、毎年200本もヒットを打っている。毎年毎年、それをやるのは、本当にスペシャルな選手なんだ」と評価し、ルー・ブロックも「イチローは他の誰とも違う。野球が本当に上手いんだ。他の打者と同じなのは、バットを手から離す時だけさ」と話した。殿堂表彰者で、イチローをコーチの立場から見ていたポール・モリターも、「イチローが将来、殿堂入りすることは間違いない」と断言し「彼をクーパーズタウンから締め出すものは、何一つないだろう」と話した他、デニス・エカーズリーは「イチローの殿堂入りに何の疑いもない。日本から来て、メジャーの試合までも変えてしまった。今まで見たこともない打者だよ」と語り、MLBの歴史まで変えた存在としてイチローを評価した。
2011年に殿堂入りしたロベルト・アロマーは「私は、イチローがいつか殿堂入りするのをここで待っているよ。彼の数字を見れば一目瞭然だろう。何本のヒットを打っているの？ 2400本は打っているよね？ 大したものだ。彼は首位打者（2回）もゴールドグラブ（10回）も受賞している選手。それだけの記録を持っている選手が殿堂入りしないなんてありえない。彼に、野球殿堂で待っているよ、と伝えておいてほしい」と語り、既にイチローの殿堂入りを確実視している。
通算3,141安打のトニー・グウィン（2007年殿堂入り）は、「彼のおかげで、みんながコンタクトヒッターの価値を再認識するようになった」と高く評価すると、7年連続200安打の記録を持つウェイド・ボッグス（2005年殿堂入り）も、イチローの殿堂入りを期待してエールを送った。
アメリカ合衆国の野球ファンの間でもイチローの評価は高く、「メジャーで最高の選手」との評価すらある。地元シアトルでは非常に人気が高く、熱心なマリナーズファンのみならず、現地の子供達の間でも、スーパースター的な位置づけを受けている。2007年には、ESPNが行った「マリナーズの顔は誰?」というアンケートで、投票総数3万4166票中96%の票を集めて1位に選ばれた。同年のシアトルの地元紙が企画したファン投票では、地元選手の人気第1位に輝いた。2005年にスーパーボウル進出を果たしたNFLチーム、シアトル・シーホークスでリーグMVPに輝いたRBのショーン・アレキサンダーをも凌ぐ快挙に、マルティネス球団マーケティング担当重役もあらためてイチローの存在感に驚かされたという。また、同年にESPNがウェブサイト上で実施した「あなたが理想とする打順は？」というファン投票では、「理想の1、2番打者」の項目でおよそ39%の支持を集め、デレク・ジーター（ニューヨーク・ヤンキース）を抑えてトップに立った。さらに、スポーツ専門誌「Sporting News」が発表した、MLB488選手らの投票によるオールスターにも、アリーグ外野手部門で選出された。翌2008年には、4大ネットワークのひとつ、FOXが各ポジション別に現時点で最高のプレーヤーを選出すると、三塁手のアレックス・ロドリゲス（ニューヨーク・ヤンキース）、右翼手のブラディミール・ゲレーロ（ロサンゼルス・エンゼルス・オブ・アナハイム）らそうそうたる顔ぶれの中で、イチローがメジャー最高の中堅手に選出された。打者に不利なセーフコ・フィールドを本拠地としながらも高打率を記録したことに加え、広い守備範囲と強肩でディフェンス面でも最高の中堅手であり、通算272盗塁（2007年終了時）を決めていることと合わせ、走攻守すべてを絶賛した。同年1月にマリナーズの公式サイトが発表した「チームの歴代ベストナイン」では、右翼手で選出された。2007年のオールスターゲームでMVPを獲得した際には、ニューヨーク・タイムズなどの主要メディアがこぞってトップニュースで報じ、「だれもイチローを倒せない」「歴史をつくった」と見出しに謳った。2008年3月には、スポーツ総合誌「ESPN」の10周年記念特集号で、「この10年で最もスポーツ界にインパクトを与えた10人のアスリート」に選出され、女子テニスのウィリアムズ姉妹や、アレックス・ロドリゲスらと共に名を連ねた。
イチローの殿堂入りに関してもESPNがネット投票を実施し、約83%のファンが賛成に投票し、中でも地元シアトル（当時）のワシントン州では91%だった。2013年1月5日にはCBSスポーツ電子版が「現役選手で殿堂入りが確実な5人」を特集し、デレク・ジーター、マリアノ・リベラ、アルバート・プホルス、ジム・トーミの4人とともにイチローの名前が挙げられた。この中でCBSスポーツは、「日本プロ野球はメジャーに匹敵するわけではないが、両国リーグ合わせ3884安打は十分な数字」と指摘している。2015年の殿堂入り選手発表の時期に合わせて、ESPNやCBSスポーツが殿堂入りの可能性を持った現役選手を特集、その中で「確実」な選手のひとりにイチローを挙げ、MLBで残した数字・実績のみで殿堂入りは確実だと評した。
ニューヨーク・ヤンキースの元捕手ホルヘ・ポサダはイチローをMLBでもトップ5に入る選手だと語り、同じくヤンキースのアレックス・ロドリゲスは、2006年のオールスターゲームの際に、イチローに対して「試合前の調整法を教えて欲しい」として、合同練習を申し込んだ。台湾出身のメジャーリーガーである王建民は、試合開始前のイチローにサインを3つ頼んでいる。元チームメイトのジャロッド・ウォッシュバーンは「（イチローは）何でもできるから、もう何をやっても驚かない」「だが、（手の内を）全部見たと思っても、また違う何かをやってみせる」と寸評している。同じく元チームメイトのエドガー・マルティネスは、イチローの人物像を「少年そのもの」と評している。
一方で、スポーツサイトSI.comが発表した現役メジャーリーガーのアンケートによる変人選手ランキングで、8位に選出されたこともある。
2004年のシーズン最多安打記録樹立時の首相の小泉純一郎は、「もうすごいの一語に尽きるね。これだけの偉大な選手はもう当分出ないんじゃないかな。天賦の才能に加えて、人一倍の努力。偉大だね。どんな称賛の言葉を言っても、言い過ぎることはない」などとコメント。また、天皇は、2001年の記者会見で、「イチロー選手を始めとする日本人選手の米国大リーグでの活躍はうれしいことでした」と述べ、2004年の記者会見では、「イチロー選手の大リーグで成し遂げた大きな成果も心に残ることでした」と述べている。2009 ワールド・ベースボール・クラシック後は野球界のみならず政界などの各方面からもイチローを賞賛するコメントが発せられた。キューバのフィデル・カストロ元議長は、決勝戦後に「イチローは世界最高の打者」と語った。
各種メディアでの調査等でも、イチローの高い人気が証明されている。マークスJPによる「最も好きなスポーツ選手」ランキングではあらゆる世代で2位以下を圧倒し1位となった。東京商工会議所が実施した新入社員の意識調査によると、「理想の社長」の項目で北野武と並んで1位、中央調査社による2007年の「最も好きなスポーツ選手」でも1位であった。また、2007年にオリコンが実施した「好きなスポーツ選手」の調査でも男性選手部門で1位、「世界に誇れる日本人」のランキングでも、男性部門で1位となった。2008年に同じくオリコンが実施した「世界で活躍する日本人アスリート」のランキングでは2位以下に圧倒的な差をつけて1位になった。gooによる憧れの理想体型を持つ男性有名人ランキングでも、1位であった。博報堂が行った「アスリートイメージ評価調査」では、「好感が持てるアスリート」で1位となり、総合ランキングでも1位となった。2009年には、学校法人産業能率大学が新入社員を対象に実施した『理想の上司』のアンケートでは、「男性上司」の部門で1位の座に輝いた。
2014年にレイズのエバン・ロンゴリアは、これまでにMLBでチームメイトだったり、対戦した日本人の中で最も印象に残る選手を訊かれ、「そりゃイチローだよ。すべてにおいて優れた選手だ。将来、野球殿堂入りするだろう。日本人の中でというのではなく、あらゆる選手の中でも抜群だと思う」と答えた。
2014年にCBSスポーツ電子版は、MLBの歴史のなかで「最も成功した日本人選手は誰か」を特集。指標WARを用いたランキングを紹介、トップに立ったイチローを「日米ともに殿堂入りする選手で驚きはない」とし、さらに「私たちが今まで目にした最良かつ最もダイナミックなオールラウンドプレーヤーの一人」と評した。
2015年に殿堂入りしたペドロ・マルティネスは、ESPNの取材に対し、現役時代もっとも手強かった打者としてバリー・ボンズ、エドガー・マルティネス、デレク・ジーター、ケニー・ロフトン、イチローの5名を挙げた。
2014年、マリナーズはセーフコ・フィールド内にケン・グリフィー・ジュニア、アルビン・デービス、イチローの功績を称える新施設を設置すると公表した。2015年現在、イチローの写真が飾られた会議室（マリナーズは「our Ichiro conference room」と表現）がある。

### 通算最多安打に対する議論
あくまで参考記録であるNPB/MLB通算での成績とあって大きなこだわりはなかったことを語る。また、「僕としては日米（NPB/MLB）合わせた数字ということで、どうしたってケチがつくことは分かっているし、ここに目標を設定していなかった」とも語った。

## 人物

### 家族

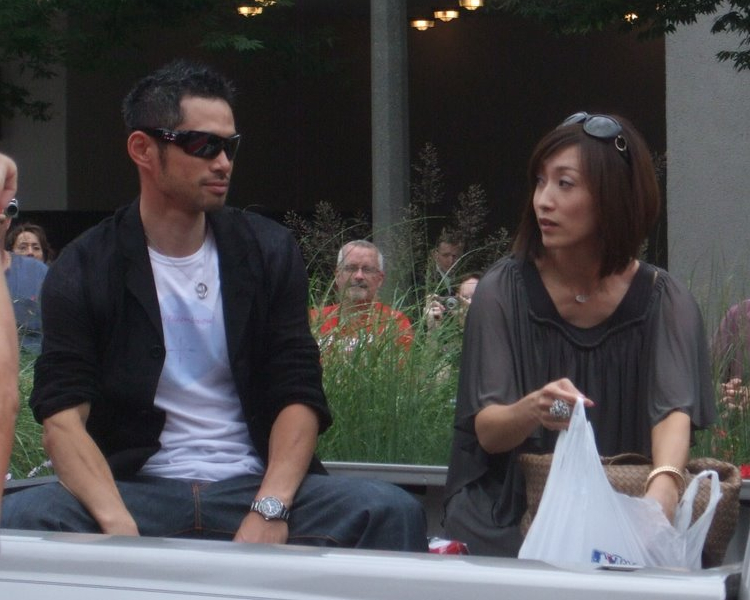
MLBオールスターパレードで弓子夫人と（2009年）

妻は元TBSアナウンサーの福島弓子。義姉はアナウンサー・福島敦子。
子女はいない。「一弓（いっきゅう）」という名前の柴犬を飼っていた。名前は、自身と妻の名「一朗」「弓子」から一文字ずつを採って「一（いつ）」+「弓（きゅう）」としたものである。2019年夏にイチローの現役引退を見届けたかのように17歳で息を引き取った。その後、一弓の祖父にあたる「長天坊」の血を継ぐ1歳の姉弟2匹が家族に加わった。名前はイチローが雌を「姫弓（ききゅう）」、雄を「天朗（てんろ）」と命名。2021年にイチローらと一緒に渡米した。
名は「一朗」だが次男である。4歳年上の兄・鈴木一泰は、グラフィックデザイナー。イチローが使用する野球用品には、彼がデザインした専用ロゴが刻まれていた。主な作品に日本BS放送のマスコット「BEAMO」、ボビー・オロゴンの「もす!」Tシャツのロゴなどがある。姪（一泰の娘）にファッションモデルの鈴木来海がいる。

### 用具
バットはミズノの篠塚和典モデルがベースであるという。ヘッドを軽量化させており、直径60.5ミリという極細。芯の部分も細く、使うには相当な技術が要求される。バット製作にあたってミズノの工場内にある歴代選手シグネーチャーモデル展示室に並ぶバットの中で、本人いわく「遠くから見ても、それだけがもうチカチカ輝いていた」と言い、手に取ると何から何まで自分にピッタリであったとのことである。自分の調子に合わせてバットを変えるのではなく、バットに合わせて自分を調整していくため、オリックス入団時から一貫して同じ形のバットを使い続けている。イチローを含め様々なプロ野球選手たちのバットを作ってきた、バット職人である久保田五十一は、「私の記憶の中では、これほど（バットを）変えない方はいらっしゃらないですね」とイチローについて語っている。長年、北海道産のアオダモ材を使っていたがMLBではアメリカ合衆国の気候も考慮してホワイトアッシュ材に変更した。MLB２年目の夏には再びアオダモに戻していたが、その後高品質な北海道産のアオダモの採取が困難になり、ホワイトアッシュを使用している。
スパイクシューズは2003年モデルまでは神戸・高塚台のアシックス工学研究所、2004年以降は鳥取・境港の山陰アシックス工業が製作していた。年々改良が続けられている専用シューズは軽量化に重点が置かれており、2009年モデルは片足約250グラムという超軽量化を実現している。反面、スパイク部分に使用されている特殊素材は軽量化の代わりに耐久性を犠牲にしており、3試合程度の使用で新品と交換している。同社がイチローのために製造しているシューズは試合用と練習用を合わせて年間150足を超える。1995年からアドバイザリー契約を結んできたが、終了、2015年シーズンはスポーツジム・ワールドウィングが開発した「ビモロスパイク」を使用する。
バットやグラブを「道具ではない。自分の一部。自分の体の一部」だと語るほど、使う野球用品を非常に大切に扱っている。そのため、打った直後も必ずバットを静かに置く。オリックス時代に1度だけベンチへ戻る際にバットを放り投げたことがあり、そのときのことについて、「後ですごく後悔して、それから特に道具に対する気持ちが強くなってますね」とインタビューで答えている。
セーフコ・フィールドのダグアウトにはイチロー専用のバットを置くための穴が開けられていたが、イチローの移籍後に塞がれその跡がかすかに残るのみとなっている。
他の選手の野球用具は絶対に触らない。チームメイトだった城島健司は「他人のグローブ・他人のバットは絶対に触らないですからね。手に重さだったり形だったりが残るのが嫌なんですって」と述べている。
グラブの手入れについて「気持ちが芽生えてきますから。グラブに対する気持ちが」「作ってくれた人に対する感謝、小さい子なら買ってくれた人への感謝の気持ち、自分のプレイに対する愛情。こういうところが、グラブを磨くことでとても変わってくるんですよ」とインタビューで答えている。また、自身が子供にグラブの手入れをするよう呼びかけることについては、「決して『きれいにしろ』というだけの意味ではありません。そのグラブで練習をしたことっていうのは、体に、必ず残るわけですよ。記憶が体に残っていく。でも、何も手入れしてない汚いグラブでプレイしていたら、その練習は記憶には残らないですよね。そういう意味もあるんですよ」と答えている。グラブの紐を一部結ばず、だらしなく見えるような状態で使用しているが、本人へのインタビューによると「グローブの先まで神経がある感覚がほしい。その為には（紐を）結ばない方がいい箇所がある。（結ばない方が）手の延長になりやすい」と答えている。
2008年3月、それまでイチローのグラブを作っていた坪田信義が引退し、坪田の弟子である岸本耕作がイチローのグラブ製作を引き継いだ。イチローは2008年シーズンいっぱいを岸本のグラブで過ごし、ゴールドグラブ賞を受賞。このことについてインタビューで「岸本さんのグラブになってゴールドグラブ賞がとれなかったら、おそらく岸本さんは自分を責めたでしょう。僕はそれを何としても阻まないといけないという思いで守っていました」と答えている。

### 背番号

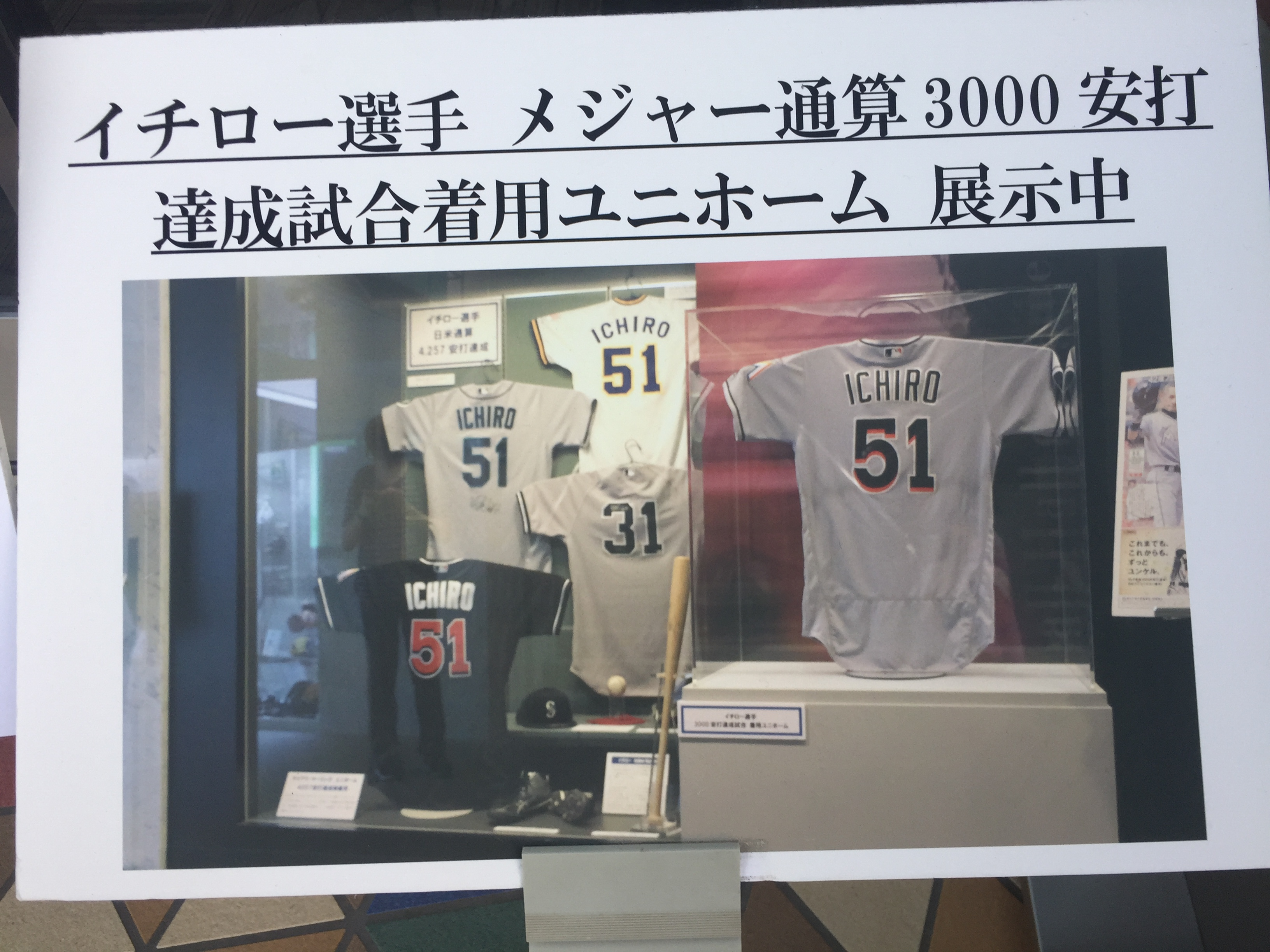
イチローの歴代着用ユニフォームと背番号

プロ入り後に背番号「51」をつけることになったきっかけについては、豊田章男との対談の中で、自分はドラフト4位で入ったので背番号を選べる立場ではなく、オリックスから与えられた番号だったと明かしている。レギュラーとして定着した1994年のオフ、当時レギュラー選手は若い番号をつける傾向があったためオリックスから背番号を「7」への変更を打診された（直前の7番は福本豊）。しかし、せっかくファンの人に覚えてもらった番号なのだからと51番をつけ続けた。イチロー退団後のオリックスでは51番を準永久欠番として扱っており、イチローの退団以降誰も着用していない。
MLB移籍後も長年51番だったが、2012年のヤンキース移籍の際はバーニー・ウィリアムスに敬意を表して、彼がメジャーデビューから引退までつけていた51番（当時は準永久欠番扱い、2015年より永久欠番）を避け、「31」を選択した。31番を選んだ理由については、会見の席で「フィーリングでしょうね。「1」が欲しかったというのはあります。響きとサインを書いた時のバランスとかで」と話した。2015年のマーリンズ移籍後は引退まで再び51番をつけている。マリナーズではイチローが2018年に復帰し着用するまで51番を空き番号とし、引退後も空き番号としていたが、2025年1月にイチローのアメリカ野球殿堂入りにより、同年8月9日を以てチームの永久欠番とすることを発表した。
引退後、活動しているKOBE CHIBENでは2023年まで「1」、2024年は「51」を着用している。

### 趣味・好物
少年期からドラゴンクエストのファンであり、プロ野球選手になってからもよくプレーしている。また、イチロー所縁の品が展示されているアイ・ファインには、イチローが少年期にプレーしたドラゴンクエストシリーズのソフトが展示されている。好きな漫画は『キャプテン』で、「多くのことを学んだ」と言いブルーウェーブ入寮時にも持ち込んでいる。
10代の頃は家の方針で、投資はしてもよいという方針があり、投資をしていた 。 数字が増えることに興味があったと言う（SMBC日興証券のWEB動画『イチローが会社を作ったら』動画内にて ）。
自動車好きであり、1995年から日産自動車のCMに出演している。日本では日産自動車のシーマ、日産からプレゼントされたインフィニティQ45、ホシノインパルで1000万円以上かけて改造したマーチなどに乗っていた。アメリカでは同じく日産自動車のインフィニティ・Q45、インフィニティ・FX、インフィニティ・G35クーペ、ポルシェ・カレラGT、ポルシェ・マカン、ポルシェ・911ターボ、オールスターMVPの副賞として贈呈されたシボレー・タホ・ハイブリッドなどを所有している。前述の通り、2024年にはトヨタの「会長付特別補佐」に就任した。
偏食家で野菜嫌いだが、海苔に醤油を付けハケのようにしてご飯に塗ったものの「ご飯部分」が好物である。また、独身時代から牛タンが好きで、オリックス時代から神戸の牛タン専門店の常連であり、開幕日の前夜は欠かさず食べていた。渡米してから2007年まではシアトルの自宅での朝食には弓子夫人手作りのカレー、夕食も弓子夫人の作るイタリアン、フレンチ、日本食、中華を食べていると報じられていた。このインタビューの一部が独り歩きして、まるで毎朝カレーを食しているかのように思われていたが、それは間違いであると2024年12月22日放送のテレビ番組「情熱大陸」に出演した際、自ら「何年たってると思ってるの?」「食べたけどマックス365（日）のうち80（日）じゃないかな」」と否定した。現在は朝食前にトレーニングを行い、その後、昼食も兼ねた食事（トーストとインスタントスープが多い。特にあさくまのインスタントスープが幼少期からのお気に入りと答えている）を自分で用意して食すという。
自らがCMに出演している佐藤製薬のユンケル黄帝液を愛飲しており、プロ野球選手としてレギュラーになりたての頃、自分への投資として一本3000円するユンケルを毎日飲んでいた。
遠征時には特注の専用ケースにユンケルを詰めて持って行く。WBC優勝後の会見の際には川﨑宗則が「（イチローが）ユンケルを飲むのは試合の1時間前」であることを明かした。
メディアのインタビューにて「サンドラ・ブロックが好きだ」と話している。好きな映画には『ビューティフル・マインド』、『フェイス/オフ』、サンドラ・ブロック製作・主演作『デンジャラス・ビューティー』を挙げた（いずれも2004年のインタビュー時点）。また、『星の王子 ニューヨークへ行く』は何度も見ても面白いと語っている。

### イチ・メーターとファン
マリナーズ時代、セーフコ・フィールドの右翼席最前列には、イチローの年間安打数をカウントする「ICHI - METER（イチ・メーター）」という手作りの紙ボードを掲げるファンがいた。掲げていたのはエイミー・フランツという女性ファンの一家で、1996年から毎年シーズンチケットを購入している熱心なマリナーズファンだという。イチ・メーターという名前の由来は「イチロー」と「メーター（測定機）」を掛け合わせたものであり、シアトルの野球ファンの間では有名である。
安打数のカウントは、イチローが最多安打記録を達成した2004年シーズンから開始された。262安打をカウントした初代イチ・メーターはアメリカ野球殿堂に寄贈されており、2012年までのイチ・メーターは二代目である。
イチローのヤンキース移籍直後の、2012年7月23日のセーフコ・フィールドでのマリナーズ戦にもイチ・メーターを持参しており、イチローが試合前に感謝の意を込めてボードにサインをしている。イチローはこの年の11月に、サインを入れたマリナーズ時代のバットやスパイクと共に、感謝の気持ちを綴った手紙を贈った。
2013年8月にはエイミーがイチローのNPB/MLB通算4000安打をカウントするためニューヨークまで駆けつけ、達成の瞬間を見届けた。その年のオフ、エイミーの元にイチローからメッセージカードと4000安打達成時に着用していたリストバンドが届いた。メッセージカードには「イチ・メーターが4000まで数えられるとは知りませんでした。来てくれて、ありがとう」と綴られていた。
2014年6月11日にシアトルでヤンキース戦が行われた際には、試合前にイチローがエイミーにメッセージ入りのボールを渡した。この日がエイミーの誕生日と知ったイチローからのプレゼントで、ボールには「For Amy, Happy BD！（エイミーへ、誕生日おめでとう）」と書かれていた。同時期にジョアンナ・ホールもイチローのサイン入りのボールを受け取った。彼女は大のイチローファンで、脳性麻痺などの障害があり、年に1度だけ誕生日に球場で試合観戦するのが楽しみだという。彼女の家族は、今年はジョアンナを驚かせたいと思い、手配してセーフコ・フィールドのグラウンドに彼女を連れて行った。そこで彼女は試合前のイチローと対面した。2008年には脳腫瘍を持つ日本人少女がメイク・ア・ウィッシュを通じて、イチローと対面するという願いを叶えている。
2015年5月、その年ナ・リーグのマーリンズへ移籍したイチローを応援するため、エイミーがサンフランシスコまで駆けつけた（エイミーは西部シアトル在住で、地元球団のマリナーズとマーリンズはインターリーグでも対戦の予定がないため、ナ・リーグの西部地区に本拠を置くジャイアンツとの試合を観戦。サンフランシスコにはエイミーの息子が住んでいるため親子で応援する姿が見られた）。試合前、イチローがエイミーに駆け寄り「また会えて良かった」と再会を喜んだ。
エイミーは2016年にも4月にサンフランシスコでマーリンズの試合を観戦したほか、イチローのボブルヘッド・ドール（首振り人形）が配布される5月22日に合わせて東部マイアミまで駆けつけ、イチローの応援を続けている。
2016年7月2日、2004年に年間最多安打の257安打を更新したイチローを応援するため、前記録保持者ジョージ・シスラーのアトランタ郊外に住む親戚がマーリンズ対ブレーブスの試合を観戦。イチローも笑顔でサインや写真撮影に応じた。
2016年8月7日、エイミー・フランツはイチローのMLB通算3000安打達成の瞬間に立ち会った。イチローの出場機会が定まらないため、7月15日のセントルイス遠征から毎日球場に足を運び、遠征資金が底を突いた後はネットで寄付を募って応援を続けた。
米ラジオ局「WBUR」電子版によると、イチローの3000安打達成の瞬間に立ち会うため長い旅をしたファンはエイミーだけではないという。シカゴ在住の男性ベン・ウェルズは生粋のカブスファンながら、2001年のイチローのルーキーイヤーからのファンでもあった。彼は自動車ディーラーとして朝から晩まで働いた後、夜はピザの宅配、週末は果樹園の列車を8時間運転する仕事をして旅費を貯め、17日間で16試合観戦。3000安打を見届ける旅は大変だったというが、「もう一度、あの機会がやってくるのならやるだろうね」と話した。

### メディアへの姿勢
メディアへの接し方については「メディアと選手というのは戦っています。お互いが緊張しなくてはいけないし、お互いが育て合う関係だと思います。ですから妥協はしたくないのです」とインタビューで発言している。そのため、メディアと選手とが馴れ合っているような関係を快く思っていない。
若手時代は今と違ってむしろマスコミに対して好意的で、バラエティ番組にもよく出演し、明るく喋っていた。メディアへの姿勢が急変したのは、1997年に親交のあったスポーツライターが事実と異なる取材記事を発表して以降であるとされる。
MLBへ移籍して以降は特に高圧的となり、当時の記者は「イチローのあだ名は『ヨコヅナ』でした。試合が終わるとシャワーを浴び、ロッカールームで上半身裸になってベビーパウダーをつける。記者たちには背を向け座ったまま、目を合わせようともしない。その様子が、取組後の横綱のように偉そうだったためです。質問に関しても仲のいい共同通信とデイリースポーツの記者以外には、ほとんど答えません。それでも他の記者が質問をすると『意味がわからない。もっと勉強してよ』と叱責される。殺伐とした雰囲気でした」と語っている。そんなイチローも6年ぶりにマリナーズへと戻ってきた際にはマスコミに気さくに話しかけるようになっていたという。

### 慈善活動
慈善活動を積極的に行っている。1998年には出身地の愛知県に対して社会福祉のために1000万円を、兵庫県に対して震災復興のために1000万円を寄付した。
2000年には豪雨によって被害を受けた愛知県にトレーナー、パーカー計1000枚、Tシャツ500枚（計1300万円相当）を贈っている。また、1996年から2004年まで、神戸総合運動公園野球場にイチロー・シートを毎年20席（約140万円分）設置し、神戸の野球少年を招待した。2005年には病気などで苦しむ子供たちを支援するため、日米のスターバックスと協力し、店頭で自身をイメージしたプリペイドカードを販売、その売り上げを募金に寄付した。2011年2月には口蹄疫・鳥インフルエンザ復興ならびに霧島連峰・新燃岳噴火被災対応のために宮崎県に対して1000万円を贈った。さらに3月には東北地方太平洋沖地震に際して、日本赤十字社に1億円の義援金を寄付した。カンザスシティにあるニグロリーグ博物館への高額寄付を同館館長が米メディアに明かしている。

### イチローと神戸
オリックス時代から慣れ親しんでいる神戸の街に強い愛着を持っている。出身は愛知県だが、メジャー移籍後もシーズンオフのほとんどを毎年神戸で過ごしており、オフでの自主トレーニングにも神戸総合運動公園野球場（ほっともっとフィールド神戸）を使用している。「ESPN The Magazine」創刊10周年記念特別号内のインタビューで、「どこからそのスパーク（情熱）を得るのか？」と質問されイチローは「神戸」と回答した。
イチローは「僕という選手を、神戸という場所を抜きに説明が出来ない。それぐらい密接な繋がりのある場所なんです」と語っている。また、他のインタビューでは「今ある僕の人格だとか性格だとか考え方というのは、ほとんど神戸で作られたものなんです。一番何かを感じて成長する時期に、神戸にいた。出身は愛知県ですが、僕にはふるさとが二つある 」「神戸とは一生付き合っていくと思います」と語っている。

### 日本に対する思い
世界に出て再認識したことのひとつが、日本語を大切にすることであるという。きっかけに関して、「米国に行ってから、日本語の深さや美しさを自分なりに感じるようになり、日本語をきれいに話したいと思い始めた。日本語でも自分の感覚や思いを伝えることは困難だと感じている。それが外国語となれば、不可能に等しい。英語で苦労する以前に、僕は日本語で苦労している」と話している。また、野球以外でも、経済や日本企業の技術力、動向などにも高い関心を持っており、「日本の製品は安心感が抜群。外国メーカーの技術も、実は日本人が開発していることが多いのでは、と想像している。技術が外に出ていく状況をつくってしまった国や企業に対して、それはいかがなものか、とは思う。」とした上で「いま、安倍（晋三首相）さんのこと、めちゃくちゃ応援しているんです。頑張ってほしい」と述べている。
こうした日本人としてのアイデンティティはチームメイトにも伝わっておりヤンキース時代にチームメイトだったデレク・ジーターは「イチローは性格的に何も言わないが『自分が日本人に対する見方を変える』という強い意識を持って常にグラウンドに立っているのは事実だよ。彼がよく身内に対して口にする言葉に『ジャパニーズ・アイデンティティ』というものがある。自分が日本人であることに誇りを持っている何よりの証拠と言えるよね。」と答えている。

### 恩人
恩人として名を出すのはオリックス時代の仰木監督とWBC監督の王監督である。
特に仰木監督に対しては「この上司のために働きたいと思わせる能力。それが誰よりも長けていた」と語り、負けた試合で落ち込んでいた時に仰木監督に声をかけられ、「イチロー、お前、なにをそんなに暗い顔してるんだ？試合の勝ち負けは俺に任せとけ。お前、二塁打１本打ったじゃないか。それでいいんだ。お前は自分のことだけ考えてやれ」と声をかけられ、この人を胴上げしたいと思うようになった。仰木監督の訃報を聞くと「言葉が見つからない」と絶句した。

### セイバーメトリクスへの批判
セイバーメトリクスが導入されてからメジャーリーグのスタイルが一変したことについて警鐘を鳴らしている。2019年3月21日、引退記者会見の中で「2001年に僕がアメリカに来てから、この2019年の現在の野球は、まったく違うものになりました。まあ、頭を使わなくてもできてしまう野球になりつつあるような……。選手も、現場にいる人たちも、みんな感じていることだと思うんですけど、これがどうやって変化していくのか。次の5年、10年、しばらくはこの流れは止まらないと思いますけど。本来は野球というのは頭を使わなきゃできない競技なんですよ。でもそうじゃなくなってきているのが、どうも気持ち悪くて」と語って頭を使わない選手が増えてきたと語っている。また情熱大陸に出演した時は選手がデータに支配されて個性がなくなり「退屈な野球になった」「目で見えてるものしか信じられなくなる。何マイル以上なら何％の割合でヒットが出るってなっていくんですよ。でもそうじゃない技術がある。とにかく見えるものしか評価しないというのは、危険ですね」と語っている。

## エピソード

### 中学高校時代
同じ愛知県出身で、同県の中京高校（現・中京大中京高校）で既に活躍し有名であった、1学年上の稲葉篤紀のことを当時憧れていたと語っている。
自転車での通学中に車に接触した交通事故における怪我が原因で投手から野手に転向した。しかし、投手というポジションへの強い憧れを公言しており、『週刊ベースボール』誌で組まれた松井秀喜との対談の席で松井から「今でもピッチャーに未練はあるんですか」と尋ねられた際には「それはもう、むちゃくちゃある」と答えた。
また、両者はイチローが1学年上の関係だが、愛工大名電高校と星稜高校両校の野球部には交流があり、年に数回合宿を兼ねた練習試合を行っていたため高校時代に対戦経験がある。

### オリックス時代
登録名
「イチロー」という登録名はイチロー自身は好きではなく、気乗りしなかった。だが仰木は「パンチは乗り気だからやれ」と説得した。一方でパンチには「イチローは乗り気だからやれ」と説得した。
憧れの選手
後にシアトル・マリナーズで同僚となったケン・グリフィー・ジュニアが憧れの選手だった。
グリフィーについては「憧れの存在」と公言し、寮の自室にそのユニフォームを飾り、打撃フォームも真似ていた。1995年のオフにテレビ番組の企画で初対面すると、「腕（の太さ）が倍になったらメジャーを考えます」とグリフィーに約束すると、1999年のマリナーズのキャンプ参加時に再会。休日は一緒にNBAを観戦する姿などが見られた。メジャー移籍後にグリフィーと再会した2002年には、「やっぱり彼は僕にとってメジャーリーガーの象徴。メジャーに興味を持ったのも、彼の美しさ、スピードを見て感銘を受けたからなんです」と語った。2009年にはグリフィーがマリナーズに復帰しチームメイトとなる。9年連続200安打達成の際のインタビューで、「ジュニアの存在は計り知れない」とグリフィーに感謝を示すと共に「シアトルの天然記念物に指定すべきだね。みんなで守っていかないといけないと思いますね」と語るほど普段から仲が良く、じゃれ合っている姿がよく見られた。また、当時のグリフィーはイチローをくすぐることを日課とし、グリフィー曰く「安打をよく打つから」くすぐっており、2009年のイチローの27試合連続安打のときには毎日くすぐらなければならなかったので大変だったという。グリフィーの引退が発表された2010年6月2日の試合では、気持ちの整理もできないまま混乱した状態で試合に出場したと語るも、延長10回に二塁ベース後方に砂上に描かれたグリフィーの背番号「24」の右端へのサヨナラ打を放ち引退に華を添えた。2013年にグリフィーがマリナーズの球団殿堂入りした際のセレモニーには、英語でのビデオメッセージを送った。
王貞治監督に1回表から敬遠
2024年6月2日放送分の『S☆1 BASEBALL』で王貞治との対談を行い「僕の記憶では、1回表から敬遠されたのは王監督時代のダイエーホークスだけと記憶しているんですよ」と王に珍しい作戦を仕掛けられたと振り返った。王は作戦の真意についてイチローを動揺させるための作戦だったと説明。

### 応援歌
打席で演奏された応援歌は福本豊の曲を継承したもので（メロディーのみ）、スポーツナビが企画したファンが選ぶプロ野球･応援歌ランキングでは、「阪急、オリックス・ブレーブス、オリックス・ブルーウェーブ編」で歴代1位に輝くほど人気の高い曲であった。

### マリナーズ時代
人種差別
デビュー初年度は敵地でコインや氷を当てられるという妨害を受けたり、差別発言を言われたりなど人種差別を受けていた。
マリナーズファン
2004年から2012年途中まで、セーフコ・フィールドの右翼席最前列には手作りボード（イチ・メーター）でイチローの安打数をカウントし、応援するファンがいた。移籍後も交流が続いている（前述）。
2010年7月の試合で、守備に就いたイチローがファウルボールを追った際、観客席の女性ファンと衝突。イチローはスピードを出してファウルボールを追っていたため、すぐさま「Are you OK？（大丈夫？）」と声をかけた。突然の出来事に、女性は「I'm OK（大丈夫）」と答えた後、興奮して「Oh my god！（オーマイゴッド）」と繰り返した。現地テレビ局はそのリアクションの大きさに注目、MLB公式サイトも各局の映像をまとめて取り上げた。引退後、2022年8月26日の試合の始球式において、この女性ファンと再会。女性が投げ、イチローがそれを捕球するという粋な計らいとなり、2人がハグする写真などもマリナーズが公式ツイッターに投稿している。
2012年7月23日、デス・キャブ・フォー・キューティーのフロントマン、ベン・ギバードは、同日ヤンキースに移籍したイチローに捧げる楽曲「Ichiro's Theme」をインターネット上で公開した。マリナーズの大ファンを公言するギバードは「この曲は数年前に書いたものだけど、今日が公開するのにベストな日だと思う」というメッセージと共に音源をアップし、「イチロー、最高な年月をありがとう。いつまでも懐かしく思い出すよ」と感謝の意を表した。
12th Man Flag Raiser
2007年10月21日、地元のアメフトNFLチームシアトル・シーホークスに招待され、12th Man Flag Raiserを務めた。12th Man Flag Raiserとはシーホークスの試合開始前のセレモニーで、フラッグ（旗）を揚げる人のことである。通常、地元の有名人などが務める。旗を揚げる前にはイチローの安打記録達成の瞬間などがハイライト映像として流され、その後ファンの大歓声に応えた。
チームメイト
「好きなチームメートは誰ですか？」という問いに、イチローは「僕を本当に救い、助けてくれた選手は、ケン・グリフィー・ジュニアとマイク・スウィーニー、ラウル・イバニェスですね」と答えている。
内野守備
2008年8月17日、同点の9回裏一死二・三塁という場面でメジャー移籍後初めて内野（二遊間）の守備位置についたが（いわゆる5人内野シフト）、四球で満塁になったところで外野に戻り、守備機会はなかった。
映画・ドラマ・ドキュメンタリー出演
2001年、『走れ!イチロー』（2001年・監督大森一樹）にイチロー役として出演。台詞は無かった。
2006年には『古畑任三郎 ファイナル』第2話に、主人公・古畑と対決する犯人役「シアトル・マリナーズのイチロー」として出演した。イチローは古畑シリーズのDVDを全巻持ち、古畑任三郎のテーマ曲を部屋でかけるほどの大ファンと公言していたことから出演に至った。2004年シーズン終了後の10月より1年以上の期間をかけて撮影された。
古畑シリーズの脚本家である三谷幸喜はエッセイや2008年の再放送時のコメント映像中で、出演が決定すると、イチロー本人と対面した際に、殺人犯役でそのまま「イチロー」の名前を使うのはためらわれるので「ハチロー」のような役名や別の職業にしてはどうかと提案したが、イチローが「これは本人役じゃないと面白くない。自分を演じたい」と熱望したため、そのまま「シアトル・マリナーズのイチロー」にした、と語っている。劇中でも古畑のモノローグで、そのことを解説するシーンがある。あくまでフィクションであることを明示的にするため、レギュラーキャラクターの向島音吉の義弟であるとの設定がなされた。キャラクターについても「嘘はつかない」、「フェアプレーを好む」、「残虐な殺し方はしない」などイチロー本人の要望やイメージが反映されており、私利私欲でなく恐喝に苦しむ義兄を救うために殺人を犯す一方で、アリバイ工作や偽証を拒んで古畑に頭脳戦を挑むという役どころとなっている。撮影に当たっては台詞を完璧に憶えてNGはほとんどなく、主演の田村正和は「役者の鑑」と評した。視聴率は27%で、12年続いたシリーズの中で7番目に高いものとなった。
映像ドキュメンタリー作家ケン・バーンズの『Baseball: The Tenth Inning』に出演している。この番組は1994年に放映され、エミー賞を受賞した『Baseball』の続編であり、1992年以降のメジャーリーグを扱っている。その中でバド・セリグ、ジョー・トーリ、ペドロ・マルティネス、イチローらがインタビューを受け、ダニエル・オクレントはイチローが球界に与えたインパクトについて語った。番組は2010年9月に米国PBSで放送された。
オークランド・アスレチックスGMのビリー・ビーンを描いた映画『マネーボール』（製作・主演ブラッド・ピット）の中で、短い時間だが画面に映っている。ピット扮するビーンが試合中継に映るイチロー（アスレチックスと同地区球団マリナーズに所属）を見つめているシーンで、実際の試合映像が使われている。このシーンについて監督を務めたベネット・ミラーは「中継カメラがアップで捉えたイチローとそれを見つめるビーンの図は、まるで西部劇の決闘みたいだよね。このときビーンは主力選手を引き抜かれ、新たな選手を獲得したいのにお金がない。ビーンにとってイチローはぜひとも欲しい選手だが、高給取りの彼には手が届かないんだ。イチローはそんな苦しい立場のビーンに脅威を与える“敵”のようにも見える。そんな雰囲気を感覚的に表現してみたかったんだ」と語り、「日本人向けのサービスではない」と断言している。
無断広告
2007年11月27日、写真入りの広告を無断で使用されたとして、台湾の広告代理店に損害賠償を求めていた訴訟の控訴審判決が、台湾高等法院で下された。同院は「台湾ではニューヨーク・ヤンキース（当時）の王建民投手の知名度に及ばない」などとして、500万台湾ドル（約1700万円）の支払いを命じた1審判決を大幅に減額し、100万台湾ドル（約340万円）の支払いを言い渡した。

### ヤンキース時代
サイン入りバット盗難事件
2013年1月7日、神戸総合運動公園に展示中のイチローのサイン入りバットが盗まれ、19歳の少年が逮捕される事件があった。盗まれたバットに破損は見受けられず、無事に戻った。
自動車事故
2013年3月2日、スプリング・トレーニングのキャンプ地であるフロリダ州タンパで、同日行われたタイガースとのオープン戦に出場後、車で球場を後にしたところで事故に遭遇（左折しようとして目の前に割り込んできた自動車と接触・追突）。本人にも相手のドライバーにも怪我はなく、ヤンキースGMのブライアン・キャッシュマンはニューヨーク・ポスト紙（電子版）に「通訳から連絡を受けた。彼は大丈夫だ」とコメントした。

## 親族
- 父：鈴木宣之 - 実業家、作家、アマチュア野球指導者。
- 兄：鈴木一泰 - デザイナー。
- 妻：福島弓子 - 元TBSアナウンサー。結婚後の姓は、鈴木。
- 義姉：福島敦子 - 元CBC、NHKアナウンサー。
- 姪：鈴木来海 - 元ファッションモデル。兄・一泰の娘。

## 詳細情報

### 年度別打撃成績
| 年 度     | 球 団      | 試 合 | 打 席 | 打 数 | 得 点 | 安 打 | 二 塁 打 | 三 塁 打 | 本 塁 打 | 塁 打 | 打 点 | 盗 塁 | 盗 塁 死 | 犠 打 | 犠 飛 | 四 球 | 敬 遠 | 死 球 | 三 振 | 併 殺 打 | 打 率 | 出 塁 率 | 長 打 率 | O P S |
| --------- | ---------- | ----- | ----- | ----- | ----- | ----- | -------- | -------- | -------- | ----- | ----- | ----- | -------- | ----- | ----- | ----- | ----- | ----- | ----- | -------- | ----- | -------- | -------- | ----- |
| 1992      | オリックス | 40    | 99    | 95    | 9     | 24    | 5        | 0        | 0        | 29    | 5     | 3     | 2        | 1     | 0     | 3     | 0     | 0     | 11    | 0        | .253  | .276     | .305     | .581  |
| 1993      | オリックス | 43    | 67    | 64    | 4     | 12    | 2        | 0        | 1        | 17    | 3     | 0     | 2        | 1     | 0     | 2     | 0     | 0     | 7     | 2        | .188  | .212     | .266     | .478  |
| 1994      | オリックス | 130   | 616   | 546   | 111   | 210   | 41       | 5        | 13       | 300   | 54    | 29    | 7        | 7     | 2     | 51    | 8     | 10    | 53    | 3        | .385  | .445     | .549     | .994  |
| 1995      | オリックス | 130   | 613   | 524   | 104   | 179   | 23       | 4        | 25       | 285   | 80    | 49    | 9        | 0     | 3     | 68    | 17    | 18    | 52    | 7        | .342  | .432     | .544     | .976  |
| 1996      | オリックス | 130   | 611   | 542   | 104   | 193   | 24       | 4        | 16       | 273   | 84    | 35    | 3        | 0     | 4     | 56    | 13    | 9     | 57    | 8        | .356  | .422     | .504     | .926  |
| 1997      | オリックス | 135   | 607   | 536   | 94    | 185   | 31       | 4        | 17       | 275   | 91    | 39    | 4        | 0     | 5     | 62    | 14    | 4     | 36    | 10       | .345  | .414     | .513     | .927  |
| 1998      | オリックス | 135   | 558   | 506   | 79    | 181   | 36       | 3        | 13       | 262   | 71    | 11    | 4        | 0     | 2     | 43    | 15    | 7     | 35    | 21       | .358  | .414     | .518     | .932  |
| 1999      | オリックス | 103   | 468   | 411   | 80    | 141   | 27       | 2        | 21       | 235   | 68    | 12    | 1        | 0     | 5     | 45    | 15    | 7     | 46    | 5        | .343  | .412     | .572     | .984  |
| 2000      | オリックス | 105   | 459   | 395   | 73    | 153   | 22       | 1        | 12       | 213   | 73    | 21    | 1        | 0     | 6     | 54    | 16    | 4     | 36    | 3        | .387  | .460     | .539     | .999  |
| 2001      | SEA        | 157   | 738   | 692   | 127   | 242   | 34       | 8        | 8        | 316   | 69    | 56    | 14       | 4     | 4     | 30    | 10    | 8     | 53    | 3        | .350  | .381     | .457     | .838  |
| 2002      | SEA        | 157   | 728   | 647   | 111   | 208   | 27       | 8        | 8        | 275   | 51    | 31    | 15       | 3     | 5     | 68    | 27    | 5     | 62    | 8        | .321  | .388     | .425     | .813  |
| 2003      | SEA        | 159   | 725   | 679   | 111   | 212   | 29       | 8        | 13       | 296   | 62    | 34    | 8        | 3     | 1     | 36    | 7     | 6     | 69    | 3        | .312  | .352     | .436     | .788  |
| 2004      | SEA        | 161   | 762   | 704   | 101   | 262   | 24       | 5        | 8        | 320   | 60    | 36    | 11       | 2     | 3     | 49    | 19    | 4     | 63    | 6        | .372  | .414     | .455     | .869  |
| 2005      | SEA        | 162   | 739   | 679   | 111   | 206   | 21       | 12       | 15       | 296   | 68    | 33    | 8        | 2     | 6     | 48    | 23    | 4     | 66    | 5        | .303  | .350     | .436     | .786  |
| 2006      | SEA        | 161   | 752   | 695   | 110   | 224   | 20       | 9        | 9        | 289   | 49    | 45    | 2        | 1     | 2     | 49    | 16    | 5     | 71    | 2        | .322  | .370     | .416     | .786  |
| 2007      | SEA        | 161   | 736   | 678   | 111   | 238   | 22       | 7        | 6        | 292   | 68    | 37    | 8        | 4     | 2     | 49    | 13    | 3     | 77    | 7        | .351  | .396     | .431     | .827  |
| 2008      | SEA        | 162   | 749   | 686   | 103   | 213   | 20       | 7        | 6        | 265   | 42    | 43    | 4        | 3     | 4     | 51    | 12    | 5     | 65    | 8        | .310  | .361     | .386     | .747  |
| 2009      | SEA        | 146   | 678   | 639   | 88    | 225   | 31       | 4        | 11       | 297   | 46    | 26    | 9        | 2     | 1     | 32    | 15    | 4     | 71    | 1        | .352  | .386     | .465     | .851  |
| 2010      | SEA        | 162   | 732   | 680   | 74    | 214   | 30       | 3        | 6        | 268   | 43    | 42    | 9        | 3     | 1     | 45    | 13    | 3     | 86    | 3        | .315  | .359     | .394     | .754  |
| 2011      | SEA        | 161   | 721   | 677   | 80    | 184   | 22       | 3        | 5        | 227   | 47    | 40    | 7        | 1     | 4     | 39    | 13    | 0     | 69    | 11       | .272  | .310     | .335     | .645  |
| 2012      | SEA        | 95    | 423   | 402   | 49    | 105   | 15       | 5        | 4        | 142   | 28    | 15    | 2        | 0     | 4     | 17    | 4     | 0     | 40    | 10       | .261  | .288     | .353     | .642  |
| 2012      | NYY        | 67    | 240   | 227   | 28    | 73    | 13       | 1        | 5        | 103   | 27    | 14    | 5        | 5     | 1     | 5     | 1     | 2     | 21    | 2        | .322  | .340     | .454     | .794  |
| '12計     | NYY        | 162   | 663   | 629   | 77    | 178   | 28       | 6        | 9        | 245   | 55    | 29    | 7        | 5     | 5     | 22    | 5     | 2     | 61    | 12       | .283  | .307     | .390     | .696  |
| 2013      | NYY        | 150   | 555   | 520   | 57    | 136   | 15       | 3        | 7        | 178   | 35    | 20    | 4        | 6     | 2     | 26    | 4     | 1     | 63    | 6        | .262  | .297     | .342     | .639  |
| 2014      | NYY        | 143   | 385   | 359   | 42    | 102   | 13       | 2        | 1        | 122   | 22    | 15    | 3        | 2     | 2     | 21    | 1     | 1     | 68    | 3        | .284  | .324     | .340     | .664  |
| 2015      | MIA        | 153   | 438   | 398   | 45    | 91    | 5        | 6        | 1        | 111   | 21    | 11    | 5        | 5     | 4     | 31    | 1     | 0     | 51    | 5        | .229  | .282     | .279     | .561  |
| 2016      | MIA        | 143   | 365   | 327   | 48    | 95    | 15       | 5        | 1        | 123   | 22    | 10    | 2        | 3     | 2     | 30    | 1     | 3     | 42    | 4        | .291  | .354     | .376     | .730  |
| 2017      | MIA        | 136   | 215   | 196   | 19    | 50    | 6        | 0        | 3        | 65    | 20    | 1     | 1        | 1     | 0     | 17    | 1     | 1     | 35    | 2        | .255  | .318     | .332     | .649  |
| 2018      | SEA        | 15    | 47    | 44    | 5     | 9     | 0        | 0        | 0        | 9     | 0     | 0     | 0        | 0     | 0     | 3     | 0     | 0     | 7     | 0        | .205  | .255     | .205     | .460  |
| 2019      | SEA        | 2     | 6     | 5     | 0     | 0     | 0        | 0        | 0        | 0     | 0     | 0     | 0        | 0     | 0     | 1     | 0     | 0     | 1     | 0        | .000  | .167     | .000     | .167  |
| NPB：9年  | NPB：9年   | 951   | 4098  | 3619  | 658   | 1278  | 211      | 23       | 118      | 1889  | 529   | 199   | 33       | 9     | 27    | 384   | 98    | 59    | 333   | 59       | .353  | .421     | .522     | .943  |
| MLB：19年 | MLB：19年  | 2653  | 10734 | 9934  | 1420  | 3089  | 362      | 96       | 117      | 3994  | 780   | 509   | 117      | 50    | 48    | 647   | 181   | 55    | 1080  | 92       | .311  | .355     | .402     | .757  |

- 各年度の太字はリーグ最高、赤太字はMLBにおける歴代最高

### WBCでの打撃成績
| 年 度 | 代 表 | 試 合 | 打 席 | 打 数 | 得 点 | 安 打 | 二 塁 打 | 三 塁 打 | 本 塁 打 | 塁 打 | 打 点 | 盗 塁 | 盗 塁 死 | 犠 打 | 犠 飛 | 四 球 | 敬 遠 | 死 球 | 三 振 | 併 殺 打 | 打 率 | 出 塁 率 | 長 打 率 | O P S |
| ----- | ----- | ----- | ----- | ----- | ----- | ----- | -------- | -------- | -------- | ----- | ----- | ----- | -------- | ----- | ----- | ----- | ----- | ----- | ----- | -------- | ----- | -------- | -------- | ----- |
| 2006  | 日本  | 8     | 40    | 33    | 7     | 12    | 1        | 0        | 1        | 16    | 5     | 4     | 0        | 2     | 0     | 4     | 1     | 1     | 1     | 0        | .364  | .447     | .485     | .932  |
| 2009  | 日本  | 9     | 44    | 44    | 7     | 12    | 2        | 1        | 0        | 16    | 5     | 1     | 0        | 0     | 0     | 0     | 0     | 0     | 2     | 0        | .273  | .273     | .364     | .637  |

### MLBポストシーズン打撃成績
| 年 度     | 球 団     | 試 合 | 打 席 | 打 数 | 得 点 | 安 打 | 二 塁 打 | 三 塁 打 | 本 塁 打 | 塁 打 | 打 点 | 盗 塁 | 盗 塁 死 | 犠 打 | 犠 飛 | 四 球 | 敬 遠 | 死 球 | 三 振 | 併 殺 打 | 打 率 | 出 塁 率 | 長 打 率 | O P S |
| --------- | --------- | ----- | ----- | ----- | ----- | ----- | -------- | -------- | -------- | ----- | ----- | ----- | -------- | ----- | ----- | ----- | ----- | ----- | ----- | -------- | ----- | -------- | -------- | ----- |
| 2001      | SEA       | 10    | 43    | 38    | 7     | 16    | 2        | 0        | 0        | 18    | 3     | 3     | 2        | 0     | 0     | 5     | 2     | 0     | 4     | 0        | .421  | .488     | .474     | .962  |
| 2012      | NYY       | 9     | 43    | 40    | 3     | 11    | 2        | 0        | 1        | 16    | 5     | 1     | 1        | 1     | 0     | 2     | 0     | 0     | 5     | 0        | .275  | .310     | .400     | .710  |
| 出場：2回 | 出場：2回 | 19    | 86    | 78    | 10    | 27    | 4        | 0        | 1        | 34    | 8     | 4     | 3        | 1     | 0     | 7     | 2     | 0     | 9     | 0        | .346  | .400     | .436     | .836  |

### 年度別打撃成績所属リーグ内順位
| 年度 | 年齢 | 機構 | リーグ     | 打撃 タイトル数 (※注1)(※注2) | 打率 | 本塁打 | 打点 | 盗塁 | 安打 | 出塁率 | 長打率 |
| ---- | ---- | ---- | ---------- | ---------------------------- | ---- | ------ | ---- | ---- | ---- | ------ | ------ |
| 1992 | 19   | NPB  | パ・リーグ | 0                            | -    | -      | -    | -    | -    | -      | -      |
| 1993 | 20   | NPB  | パ・リーグ | 0                            | -    | -      | -    | -    | -    | -      | -      |
| 1994 | 21   | NPB  | パ・リーグ | 3                            | 1位  | 17位   | 19位 | 2位  | 1位  | 1位    | 3位    |
| 1995 | 22   | NPB  | パ・リーグ | 5                            | 1位  | 3位    | 1位  | 1位  | 1位  | 1位    | 3位    |
| 1996 | 23   | NPB  | パ・リーグ | 3                            | 1位  | 16位   | 3位  | 3位  | 1位  | 1位    | 7位    |
| 1997 | 24   | NPB  | パ・リーグ | 2                            | 1位  | 12位   | 8位  | 4位  | 1位  | 3位    | 6位    |
| 1998 | 25   | NPB  | パ・リーグ | 2                            | 1位  | 20位   | 12位 | 14位 | 1位  | 2位    | 5位    |
| 1999 | 26   | NPB  | パ・リーグ | 2                            | 1位  | 10位   | 13位 | 11位 | 7位  | 1位    | 2位    |
| 2000 | 27   | NPB  | パ・リーグ | 2                            | 1位  | 19位   | 13位 | 5位  | 6位  | 1位    | 9位    |
| 2001 | 28   | MLB  | ア・リーグ | 2                            | 1位  | -      | -    | 1位  | 1位  | 14位   | -      |
| 2002 | 29   | MLB  | ア・リーグ | 0                            | 4位  | -      | -    | 4位  | 2位  | 10位   | -      |
| 2003 | 30   | MLB  | ア・リーグ | 0                            | 7位  | -      | -    | 5位  | 2位  | -      | -      |
| 2004 | 31   | MLB  | ア・リーグ | 1                            | 1位  | -      | -    | 2位  | 1位  | 2位    | -      |
| 2005 | 32   | MLB  | ア・リーグ | 0                            | 11位 | -      | -    | 5位  | 2位  | 20位   | -      |
| 2006 | 33   | MLB  | ア・リーグ | 0                            | 6位  | -      | -    | 3位  | 1位  | -      | -      |
| 2007 | 34   | MLB  | ア・リーグ | 0                            | 2位  | -      | -    | 4位  | 1位  | 9位    | -      |
| 2008 | 35   | MLB  | ア・リーグ | 0                            | 7位  | -      | -    | 3位  | 1位  | -      | -      |
| 2009 | 36   | MLB  | ア・リーグ | 0                            | 2位  | -      | -    | 13位 | 1位  | 13位   | -      |
| 2010 | 37   | MLB  | ア・リーグ | 0                            | 7位  | -      | -    | 3位  | 1位  | -      | -      |
| 2011 | 38   | MLB  | ア・リーグ | 0                            | -    | -      | -    | 3位  | 9位  | -      | -      |
| 2012 | 39   | MLB  | ア・リーグ | 0                            | -    | -      | -    | 10位 | 12位 | -      | -      |
| 2013 | 40   | MLB  | ア・リーグ | 0                            | -    | -      | -    | 19位 | -    | -      | -      |
| 2014 | 41   | MLB  | ア・リーグ | 0                            | -    | -      | -    | -    | -    | -      | -      |
| 2015 | 42   | MLB  | ナ・リーグ | 0                            | -    | -      | -    | -    | -    | -      | -      |
| 2016 | 43   | MLB  | ナ・リーグ | 0                            | -    | -      | -    | -    | -    | -      | -      |
| 2017 | 44   | MLB  | ナ・リーグ | 0                            | -    | -      | -    | -    | -    | -      | -      |
| 2018 | 45   | MLB  | ア・リーグ | 0                            | -    | -      | -    | -    | -    | -      | -      |

- -は20位未満（打率、出塁率、長打率は規定打席未到達の場合も-と表記）
- 太字年度は規定投球回到達年度、年度背景色金色は最優秀選手賞（MVP）・シーズンMVP受賞年度、タイトル数の背景色金色はタイトル獲得
- （注1）NPBで打撃タイトルとして個人表彰の対象となるのは、首位打者、最多本塁打、最多打点、最多盗塁、最多安打、最高出塁率の6つである。
- （注2）MLBで打撃タイトルとして個人表彰の対象になるのは、首位打者、最多本塁打、最多打点、最多盗塁の4つのみで、最多安打は打撃タイトルとして扱われない。従って上記の表のうちMLB時代の「安打1位」は、「打撃タイトル数」の欄に計上されないことに注意。

### 年度別守備成績
| 年 度     | 球 団      | 左翼（LF） | 左翼（LF） | 左翼（LF） | 左翼（LF） | 左翼（LF） | 左翼（LF） | 中堅（CF） | 中堅（CF） | 中堅（CF） | 中堅（CF） | 中堅（CF） | 中堅（CF） | 右翼（RF） | 右翼（RF） | 右翼（RF） | 右翼（RF） | 右翼（RF） | 右翼（RF） | 外野  | 外野  | 外野  | 外野  | 外野  | 外野     |
| 年 度     | 球 団      | 試 合      | 刺 殺      | 補 殺      | 失 策      | 併 殺      | 守 備 率   | 試 合      | 刺 殺      | 補 殺      | 失 策      | 併 殺      | 守 備 率   | 試 合      | 刺 殺      | 補 殺      | 失 策      | 併 殺      | 守 備 率   | 試 合 | 刺 殺 | 補 殺 | 失 策 | 併 殺 | 守 備 率 |
| --------- | ---------- | ---------- | ---------- | ---------- | ---------- | ---------- | ---------- | ---------- | ---------- | ---------- | ---------- | ---------- | ---------- | ---------- | ---------- | ---------- | ---------- | ---------- | ---------- | ----- | ----- | ----- | ----- | ----- | -------- |
| 1992      | オリックス | -          | -          | -          | -          | -          | -          | -          | -          | -          | -          | -          | -          | -          | -          | -          | -          | -          | -          | 34    | 50    | 0     | 0     | 0     | 1.000    |
| 1993      | オリックス | -          | -          | -          | -          | -          | -          | -          | -          | -          | -          | -          | -          | -          | -          | -          | -          | -          | -          | 32    | 34    | 1     | 0     | 0     | 1.000    |
| 1994      | オリックス | -          | -          | -          | -          | -          | -          | -          | -          | -          | -          | -          | -          | -          | -          | -          | -          | -          | -          | 130   | 261   | 10    | 5     | 3     | .982     |
| 1995      | オリックス | -          | -          | -          | -          | -          | -          | -          | -          | -          | -          | -          | -          | -          | -          | -          | -          | -          | -          | 130   | 262   | 14    | 2     | 5     | .993     |
| 1996      | オリックス | -          | -          | -          | -          | -          | -          | -          | -          | -          | -          | -          | -          | -          | -          | -          | -          | -          | -          | 130   | 277   | 8     | 2     | 3     | .993     |
| 1997      | オリックス | -          | -          | -          | -          | -          | -          | -          | -          | -          | -          | -          | -          | -          | -          | -          | -          | -          | -          | 135   | 269   | 7     | 2     | 2     | .993     |
| 1998      | オリックス | -          | -          | -          | -          | -          | -          | -          | -          | -          | -          | -          | -          | -          | -          | -          | -          | -          | -          | 135   | 245   | 12    | 3     | 4     | .988     |
| 1999      | オリックス | -          | -          | -          | -          | -          | -          | -          | -          | -          | -          | -          | -          | -          | -          | -          | -          | -          | -          | 103   | 196   | 9     | 0     | 1     | 1.000    |
| 2000      | オリックス | -          | -          | -          | -          | -          | -          | -          | -          | -          | -          | -          | -          | -          | -          | -          | -          | -          | -          | 105   | 218   | 5     | 4     | 1     | .982     |
| 2001      | SEA        | -          | -          | -          | -          | -          | -          | -          | -          | -          | -          | -          | -          | 152        | 335        | 8          | 1          | 2          | .997       | 152   | 335   | 8     | 1     | 2     | .997     |
| 2002      | SEA        | -          | -          | -          | -          | -          | -          | 3          | 8          | 0          | 0          | 0          | 1.000      | 150        | 325        | 8          | 3          | 0          | .991       | 152   | 333   | 8     | 3     | 0     | .991     |
| 2003      | SEA        | -          | -          | -          | -          | -          | -          | -          | -          | -          | -          | -          | -          | 159        | 337        | 12         | 2          | 4          | .994       | 159   | 337   | 12    | 2     | 4     | .994     |
| 2004      | SEA        | -          | -          | -          | -          | -          | -          | -          | -          | -          | -          | -          | -          | 158        | 372        | 12         | 3          | 2          | .992       | 158   | 372   | 12    | 3     | 2     | .992     |
| 2005      | SEA        | -          | -          | -          | -          | -          | -          | -          | -          | -          | -          | -          | -          | 158        | 381        | 10         | 2          | 2          | .995       | 158   | 381   | 10    | 2     | 2     | .995     |
| 2006      | SEA        | -          | -          | -          | -          | -          | -          | 39         | 114        | 1          | 1          | 0          | .991       | 121        | 250        | 8          | 2          | 3          | .992       | 159   | 364   | 9     | 3     | 3     | .992     |
| 2007      | SEA        | -          | -          | -          | -          | -          | -          | 155        | 424        | 8          | 1          | 3          | .998       | -          | -          | -          | -          | -          | -          | 155   | 424   | 8     | 1     | 3     | .998     |
| 2008      | SEA        | -          | -          | -          | -          | -          | -          | 69         | 195        | 4          | 1          | 1          | .995       | 91         | 175        | 7          | 4          | 1          | .978       | 160   | 370   | 11    | 5     | 2     | .987     |
| 2009      | SEA        | -          | -          | -          | -          | -          | -          | -          | -          | -          | -          | -          | -          | 145        | 317        | 5          | 4          | 2          | .988       | 145   | 317   | 5     | 4     | 2     | .988     |
| 2010      | SEA        | -          | -          | -          | -          | -          | -          | -          | -          | -          | -          | -          | -          | 160        | 354        | 7          | 4          | 1          | .989       | 160   | 354   | 7     | 4     | 1     | .989     |
| 2011      | SEA        | -          | -          | -          | -          | -          | -          | -          | -          | -          | -          | -          | -          | 151        | 263        | 7          | 4          | 5          | .985       | 151   | 263   | 7     | 4     | 5     | .985     |
| 2012      | SEA        | -          | -          | -          | -          | -          | -          | -          | -          | -          | -          | -          | -          | 93         | 198        | 3          | 1          | 0          | .995       | 93    | 198   | 3     | 1     | 0     | .995     |
| 2012      | NYY        | 35         | 50         | 0          | 0          | 0          | 1.000      | 7          | 10         | 1          | 0          | 0          | 1.000      | 39         | 41         | 1          | 0          | 0          | 1.000      | 63    | 101   | 2     | 0     | 0     | 1.000    |
| '12計     | NYY        | 35         | 50         | 0          | 0          | 0          | 1.000      | 7          | 10         | 1          | 0          | 0          | 1.000      | 132        | 239        | 4          | 1          | 0          | .996       | 156   | 299   | 5     | 1     | 0     | .997     |
| 2013      | NYY        | 9          | 15         | 0          | 0          | 0          | 1.000      | 13         | 22         | 0          | 0          | 0          | 1.000      | 128        | 217        | 5          | 3          | 0          | .987       | 138   | 254   | 5     | 3     | 0     | .989     |
| 2014      | NYY        | 9          | 9          | 0          | 0          | 0          | 1.000      | 5          | 7          | 0          | 0          | 0          | 1.000      | 119        | 173        | 4          | 1          | 0          | .994       | 128   | 189   | 4     | 1     | 0     | .995     |
| 2015      | MIA        | 30         | 52         | 2          | 0          | 0          | 1.000      | 7          | 13         | 0          | 0          | 0          | 1.000      | 73         | 152        | 3          | 0          | 0          | 1.000      | 109   | 217   | 5     | 0     | 0     | 1.000    |
| 2016      | MIA        | 14         | 20         | 4          | 0          | 1          | 1.000      | 14         | 24         | 2          | 0          | 0          | 1.000      | 54         | 81         | 0          | 1          | 0          | .988       | 78    | 125   | 6     | 1     | 1     | .992     |
| 2017      | MIA        | 9          | 19         | 1          | 0          | 1          | 1.000      | 10         | 16         | 0          | 0          | 0          | 1.000      | 16         | 29         | 0          | 0          | 0          | 1.000      | 33    | 64    | 1     | 0     | 1     | 1.000    |
| 2018      | SEA        | 11         | 19         | 0          | 0          | 0          | 1.000      | -          | -          | -          | -          | -          | -          | 1          | 2          | 0          | 0          | 0          | 1.000      | 12    | 21    | 0     | 0     | 0     | 1.000    |
| 2019      | SEA        | -          | -          | -          | -          | -          | -          | -          | -          | -          | -          | -          | -          | 2          | 3          | 0          | 0          | 0          | 1.000      | 2     | 3     | 0     | 0     | 0     | 1.000    |
| NPB：9年  | NPB：9年   | -          | -          | -          | -          | -          | -          | -          | -          | -          | -          | -          | -          | -          | -          | -          | -          | -          | -          | 934   | 1812  | 66    | 18    | 19    | .991     |
| MLB：19年 | MLB：19年  | 117        | 184        | 7          | 0          | 2          | 1.000      | 322        | 833        | 16         | 3          | 4          | .996       | 1970       | 4009       | 100        | 35         | 22         | .992       | 2365  | 5022  | 123   | 38    | 28    | .993     |

| 年 度 | 球 団 | 投手（P） | 投手（P） | 投手（P） | 投手（P） | 投手（P） | 投手（P） |
| 年 度 | 球 団 | 試 合     | 刺 殺     | 補 殺     | 失 策     | 併 殺     | 守 備 率  |
| ----- | ----- | --------- | --------- | --------- | --------- | --------- | --------- |
| 2015  | MIA   | 1         | 0         | 0         | 0         | 0         | ----      |
| MLB   | MLB   | 1         | 0         | 0         | 0         | 0         | ----      |

- 上記の他に、1999年に三塁手として出場1・補殺1、を記録している。
- 各年度の太字はその年のリーグ最高、赤太字はMLBにおける歴代最高
- 太字年はゴールデングラブ賞及びゴールドグラブ賞獲得年

### 年度別投手成績
| 年 度     | 球 団     | 登 板 | 先 発 | 完 投 | 完 封 | 無 四 球 | 勝 利 | 敗 戦 | セ 丨 ブ | ホ 丨 ル ド | 勝 率 | 打 者 | 投 球 回 | 被 安 打 | 被 本 塁 打 | 与 四 球 | 敬 遠 | 与 死 球 | 奪 三 振 | 暴 投 | ボ 丨 ク | 失 点 | 自 責 点 | 防 御 率 | W H I P |
| --------- | --------- | ----- | ----- | ----- | ----- | -------- | ----- | ----- | -------- | ----------- | ----- | ----- | -------- | -------- | ----------- | -------- | ----- | -------- | -------- | ----- | -------- | ----- | -------- | -------- | ------- |
| 2015      | MIA       | 1     | 0     | 0     | 0     | 0        | 0     | 0     | 0        | 0           | ----  | 5     | 1.0      | 2        | 0           | 0        | 0     | 0        | 0        | 0     | 0        | 1     | 1        | 9.00     | 2.00    |
| 通算：1年 | 通算：1年 | 1     | 0     | 0     | 0     | 0        | 0     | 0     | 0        | 0           | ----  | 5     | 1.0      | 2        | 0           | 0        | 0     | 0        | 0        | 0     | 0        | 1     | 1        | 9.00     | 2.00    |

### タイトル
NPB
- 首位打者：7回（1994年 - 2000年）※張本勲と並ぶ最多タイ記録、7年連続は最長記録
- 打点王：1回（1995年）
- 盗塁王：1回（1995年）※打点王・盗塁王の同時獲得、最高出塁率・盗塁王の同時獲得はいずれもNPB史上初。
- 最高出塁率：5回（1994年 ‐ 1996年、1999年 ‐ 2000年）
- 最多安打：5回（1994年 ‐ 1998年）※パ・リーグ最多記録、5年連続はパ・リーグ最長記録

MLB
- 首位打者：2回（2001年、2004年）※アジア人史上唯一の獲得
- 盗塁王：1回（2001年）※アジア人史上唯一の獲得、また首位打者との同時獲得は1949年のジャッキー・ロビンソン以来52年ぶり

### 表彰
NPB
- シーズン
  - 最優秀選手：3回（1994年 - 1996年）※盗塁王との同時獲得（1995年）は福本豊以来23年ぶり
  - ベストナイン：7回（外野手部門：1994年 - 2000年）
  - ゴールデングラブ賞：7回（外野手部門：1994年 - 2000年）
  - コミッショナー特別表彰（1994年）
  - パ・リーグ特別表彰：6回（1994年 - 1995年、1997年 - 2000年）※1995年は会長特別賞
  - セ・リーグ特別表彰：1回（1994年）
  - 正力松太郎賞：3回（1994年 - 1995年、2004年）※選手として表彰、2004年は特別賞
  - IBMプレイヤー・オブ・ザ・イヤー賞：4回（1994年 - 1997年）

- 月間/その他
  - 月間MVP：10回（1994年6月、1994年8月、1995年6月、1996年8月、1997年6月、1998年6月、1998年7月、1999年5月、1999年7月、2000年7月）※パ・リーグ野手最多記録。歴代2位。
  - 日本シリーズ優秀選手賞：1回（1996年）
  - ジュニアオールスターゲームMVP：1回（1992年）
  - オールスターゲーム新人賞（1994年）
  - オールスターゲーム優秀選手：7回（1995年第1戦、1996年第1戦・第3戦、1997年第2戦、1999年第1戦、2000年第2戦・第3戦）
  - パ・リーグオールスター東西対抗MVP：1回（1995年）
  - 日米野球 シリーズ殊勲選手：1回（1998年）
  - 花のパ・リーグ大賞：3回（1994年 - 1995年、1998年）
  - センチュリーベストナイン（外野手）

MLB
- シーズン
  - シーズンMVP：1回（2001年）※アジア人史上初、新人王との同時獲得は1975年フレッド・リンとイチローのみ
  - 新人王（2001年）※アジア人史上3人目、アジア人打者史上初、日本人史上3人目
  - シルバースラッガー賞：3回（外野手部門：2001年、2007年、2009年）※2001年はアジア人史上初の受賞
  - ゴールドグラブ賞：10回（外野手部門：2001年 - 2010年）※2001年はアジア人史上初の受賞、10年連続はアジア人最長記録
  - コミッショナー特別表彰（2005年4月22日）※2004年の年間最多安打記録更新を称えての表彰

- 月間・週間/その他
  - 月間新人MVP：4回（2001年4月・5月・8月・9月）
  - 月間MVP：1回（2004年8月）
  - 週間MVP：5回（2004年8月2日 - 8月8日、2006年5月29日 - 6月4日、2010年9月20日 - 9月26日、2012年9月17日 - 9月23日、2016年8月1日 - 8月7日）
  - オールスターMVP：1回（2007年）
  - シアトル・マリナーズ球団MVP：5回（2001年、2004年、2007年、2009年 - 2010年）
  - DHLホームタウン・ヒーローズノミネート（2006年）
  - ハート&ハッスル賞（2008年）※チーム内での受賞。30球団から1人の最終受賞者には選出されず
  - ジェフ・コーナイン賞（2016年）
  - プレイヤーズ・チョイス・アワード
    - アメリカンリーグ最優秀新人（2001年）
    - アメリカンリーグ最優秀選手：1回（2004年）

  - フィールディング・バイブル・アワード：3回（2006年、2009年 - 2010年）
  - MLB.com This Year in Baseball Awards
    - Defensive Player of the Year：1回（2005年）
    - Dependable Player of the Year：1回（2010年）

  - Topps ルーキーオールスターチーム（2001年）
  - シアトル・マリナーズ球団殿堂入り（2021年）

- スポーティングニュース
  - 年間最優秀新人：1回（2001年） ※日本人史上初、アジア人史上初

- ディケイド（2000年 - 2009年）選出・評価
  - ディケイドオールスターチーム
    - ESPN All-Decade team（右翼手）
    - ESPN Gold Glovers of the decade（右翼手）

  - ディケイドベスト選手
    - ESPN Top 100 players of the decade（第5位）
    - MLB-network Top 9 players of the decade（第6位）
    - MLB-network Top 9 outfielders of the decade（第3位）

国際大会
- 2006年WBCベストナイン（外野手）

チームとして
- コミッショナー特別表彰：1回（2001年）
- 紫綬褒章：2回（2006年、2009年）
- フランチャイズ・アチーブメント賞：（2019年）

その他
- 文部科学省 スポーツ功労者顕彰：3回（1999年、2006年、2009年）
- 愛知県知事表彰 特別表彰（1994年）
- 兵庫県知事表彰 スポーツ優秀選手特別賞（1994年）
- 神戸市スポーツ特別賞（1994年）
- 豊山町民栄誉賞（1994年）
- ナンバーMVP賞：3回（1995年、2001年、2004年）※2004年は特別賞
- 菊池寛賞（2001年）
- 三井ゴールデン・グラブ レジェンズ（外野手部門）
- 日本プロスポーツ大賞
  - 大賞：3回（1994年 - 1995年、2001年）
  - 殊勲賞：2回（1996年、1998年）

- 報知プロスポーツ大賞
  - 野球部門（パ・リーグ）：4回（1994年 - 1996年、1998年）
  - 特別賞：1回（2004年）

- 毎日スポーツ人賞
  - グランプリ：2回（1994年 - 1995年）
  - ファン賞：1回（2001年）

- 朝日スポーツ賞：3回（1994年、2001年、2009年）※2001年は特別賞、2009年はスーパーアスリート賞
- サンスポMVP大賞：3回（1994年 - 1996年）
- 新語・流行語大賞
  - 年間大賞：1回（1994年、「イチロー（効果）」）
  - 選考委員特別賞：1回（2019年、「後悔などあろうはずがありません」）

- ゴールデンアロー賞 話題賞：2回（1994年 - 1995年）
- ベストスマイル・オブ・ザ・イヤー（1994年）
- 日本フェアプレー賞（1994年）
- ハッピーハンド（1995年）
- ロドニー賞（1996年）
- 関西スポーツ賞 特別賞（1998年）
- ルー・ゲーリッグ・スポーツ賞（2016年）

### 記録

#### NPB初記録・節目の記録
- 初出場：1992年7月11日、対福岡ダイエーホークス17回戦（平和台球場）、2回裏に村上信一に代わり左翼手として出場
- 初打席：同上、本原正治の前に凡退
- 初先発出場：1992年7月12日、対福岡ダイエーホークス18回戦（平和台球場）、9番・左翼手として先発出場
- 初安打：同上、5回表に木村恵二から右前安打
- 初盗塁：1992年7月26日、対福岡ダイエーホークス21回戦（グリーンスタジアム神戸）、6回裏に二盗（投手：杉本正、捕手：吉永幸一郎）
- 初打点：1992年8月14日、対日本ハムファイターズ18回戦（東京ドーム）、5回表に山森雅文の代打として出場、内山正博から適時二塁打
- 初本塁打：1993年6月12日、対近鉄バファローズ8回戦（長岡市悠久山野球場）、8回表に野茂英雄から右越ソロ
- 1000安打：1999年4月20日、対日本ハムファイターズ1回戦（東京ドーム）、9回表に金村暁から右中間へ2ラン ※史上194人目（757試合目での達成は史上最速）[96]
- 100本塁打：1999年7月6日、対西武ライオンズ15回戦（グリーンスタジアム神戸）、9回裏に松坂大輔から中越ソロ ※史上205人目[549]

#### MLB初記録・節目の記録
- 初出場・初先発出場：2001年4月2日、対オークランド・アスレチックス1回戦（セーフコ・フィールド）、1番右翼手として先発出場
- 初打席：同上、1回裏にティム・ハドソンから二塁ゴロ
- 初安打：同上、7回裏にT.J.マスィウズから中前安打
- 初本塁打・初打点：2001年4月6日、対テキサス・レンジャーズ1回戦（ザ・ボールパーク・イン・アーリントン）、10回表にジェフ・ジマーマンから2ラン
- 初盗塁：2001年4月15日、対アナハイム・エンゼルス3回戦（エディソン・フィールド）、9回表に二盗（投手：ベン・ウェバー、捕手：ベンジー・モリーナ）
- 初登板：2015年10月4日、対フィラデルフィア・フィリーズ19回戦（シチズンズ・バンク・パーク）、8回裏に4番手で救援登板、1回1失点
- 1000安打：2005年6月14日、対フィラデルフィア・フィリーズ1回戦（セーフコ・フィールド）、1回裏にジョン・リーバーから右前安打[550]
- 1500安打：2007年7月29日、対オークランド・アスレチックス13回戦（セーフコ・フィールド）、2回裏にレニー・ディナルドから中前安打[550]
- 2000安打：2009年9月6日、対オークランド・アスレチックス16回戦（オークランド・アラメダ・カウンティ・コロシアム）、1回表にジオ・ゴンザレスから右翼線二塁打[550] ※史上259人目[551]
- 2500安打：2012年6月19日、対アリゾナ・ダイヤモンドバックス2回戦（チェイス・フィールド）、1回表にダニエル・ハドソンから中前安打[550] ※史上91人目[551]
- 3000安打：2016年8月7日、対コロラド・ロッキーズ7回戦（クアーズ・フィールド）、7回表にクリス・ルーシンから右越三塁打[550] ※史上30人目[249]

#### NPB/MLB通算・節目の記録
- 2000安打：2004年5月21日、対デトロイト・タイガース4回戦（セーフコ・フィールド）、5回裏にネイト・ロバートソンから中前安打[550] 30歳6か月での達成は史上最年少
- 2500安打：2006年6月7日、対ミネソタ・ツインズ7回戦（セーフコ・フィールド）、6回裏にウィリー・エアーから中前安打[550]
- 3000安打：2008年7月29日、対テキサス・レンジャーズ12回戦（レンジャーズ・ボールパーク・イン・アーリントン）、1回表にルイス・メンドーサから左前安打[550]
- 3086安打：2009年4月16日、対ロサンゼルス・エンゼルス3回戦（セーフコ・フィールド）、4回裏にジョー・ソーンダースから右前安打[550] ※NPB/MLB通算で張本勲の記録（NPB通算3085安打）を超えた。
- 3500安打：2010年9月18日、対テキサス・レンジャーズ15回戦（セーフコ・フィールド）、1回裏にクリフ・リーから二塁内野安打[550]
- 4000安打：2013年8月21日、対トロント・ブルージェイズ12回戦（ヤンキー・スタジアム）、1回裏にR.A.ディッキーから左前安打[550]
- 4257安打：2016年6月15日、対サンディエゴ・パドレス3回戦（ペトコ・パーク）、9回表にフェルナンド・ロドニーから右二塁打[550] ※NPB/MLB通算でピート・ローズの記録（MLB通算4256安打）を超えた。
- 4367安打：2018年4月22日、対テキサス・レンジャーズ3回戦（グローブライフ・パーク・イン・アーリントン）、4回表にマーティン・ペレスから遊撃内野安打[550] ※現役最後の安打、MLB通算3089安打目。

#### 諸記録

##### NPB
- NPB記録
  - シーズン打率.380以上：2回（1994年、2000年）
  - シーズン打率.370以上：2回（1994年、2000年）※.360以上ではタイ記録[注 41]
  - シーズン打率.350以上：4回（1994年、1996年、1998年、2000年）
  - シーズン打率.340以上：7回（1994年 - 2000年）
  - シーズン猛打賞20回以上：2回（1996年、1998年）※松井稼頭央、清水隆行とタイ記録
  - シーズン複数安打試合：69（1994年）
  - シーズン連続試合出塁：69（1994年5月21日 - 8月26日）
  - シーズン連続打席無三振：216（1997年4月16日 - 6月24日）
  - 20試合以上連続安打：4回（1994年2回、1999年、2000年）
  - 1試合4二塁打：1994年9月11日、対近鉄バファローズ24回戦（藤井寺球場）※タイ記録
  - 通算盗塁成功率：.858（199盗塁33盗塁死）※100盗塁以上対象
  - 首位打者：7回（1994年 - 2000年）※張本勲とタイ記録
  - 両リーグ最多安打：5回（1994年 - 1998年）
  - IBMプレイヤー・オブ・ザ・イヤー賞：4回（1994年 - 1997年）※野手として松井秀喜とタイ記録
  - 全イニング出場首位打者（1995年）[552]※1969年の王貞治に次ぐ史上2人目
  - 7年連続打率.340以上首位打者（1994年 - 2000年）
  - 7年連続首位打者（1994年 - 2000年）
  - 5年連続全試合出場首位打者（1994年 - 1998年）
  - 5年連続両リーグ最多安打（1994年 - 1998年）
  - 3年連続シーズンMVP（1994年 - 1996年）※山田久志・山本由伸とタイ記録[553]。野手では史上唯一
  - 4年連続IBMプレイヤー・オブ・ザ・イヤー賞（1994年 - 1997年）
  - 2年連続正力松太郎賞（1994年 - 1995年）
  - 6年連続満塁本塁打（1995年 - 2000年）※駒田徳広とタイ記録
  - 月間安打：48（1996年8月）
- NPBパ・リーグ記録
  - シーズン打率：.387（2000年）※ランディ・バースに次いでNPB歴代2位
  - シーズン初回表先頭打者本塁打：5（1995年）※タイ記録。達成当時はNPBタイ記録
  - シーズン1試合4安打：8回（1996年）※達成当時はNPB記録
  - 最多安打：5回（1994年 - 1998年）※長嶋茂雄、川上哲治に次いでNPB歴代3位。タイトル制定以後としてはNPB記録
  - 最多単打：3回（1994年 - 1996年）※タイ記録
  - パ・リーグ特別表彰：6回（1994年 - 1995年、1997年 - 2000年）
  - 7年連続出塁率4割以上（1994年 - 2000年）
  - 6年連続最多敬遠（1995年 - 2000年）
  - 5年連続最多安打（1994年 - 1998年）※長嶋茂雄に次いでNPB歴代2位。タイトル制定以後としてはNPB記録
  - 3年連続最多単打（1994年 - 1996年）※近藤和彦に次いでNPB歴代2位タイ
  - 3年連続100得点（1994年 - 1996年）※福本豊とタイ記録
  - 4年連続パ・リーグ特別表彰（1997年 - 2000年）※野茂英雄とタイ記録
- 球団記録
  - シーズン安打：210（1994年）※マット・マートンに次いでNPB歴代3位。パ・リーグでは秋山翔吾に次いで歴代2位。達成当時はNPB記録
  - 通算敬遠：98（1992 - 2000年）
  - シーズン猛打賞：26回（1996年）※西岡剛、秋山翔吾に次いでNPB歴代2位。達成当時はNPB記録
  - シーズン単打：151（1994年）※達成当時はNPB記録
  - シーズン出塁率：.4596（2000年）
  - シーズンMVP：3回（1994年 - 1996年）※山田久志とタイ記録。野村克也に次いでパ・リーグ歴代2位タイ
  - 最多塁打：3回（1994年 - 1996年）※タイ記録。野村克也に次いでパ・リーグ歴代2位タイ
  - 最高出塁率：5回（1994年 - 1996年、1999年 - 2000年）※タイトル制定以後（以前は不明）球団記録。張本勲に次いでパ・リーグ歴代2位
  - 出塁率4割以上：7回（1994年 - 2000年）※張本勲に次いでパ・リーグ歴代2位
  - 7年連続ベストナイン（1994年 - 2000年）※福本豊とタイ記録
  - 3年連続最高出塁率（1994年 - 1996年）※タイトル制定以後（以前は不明）球団記録。張本勲に次いでパ・リーグ歴代2位タイ
  - 3年連続最多塁打（1994年 - 1996年）※野村克也に次いでパ・リーグ歴代2位
  - 連続試合出場：763（1994年4月9日 - 1999年8月24日）※パ・リーグ歴代5位。1994年6月24日から1996年4月11日までは212試合連続全イニング出場
  - 月間MVP：10回 ※田中将大に次いでNPB歴代2位。野手としてはNPB記録。
- その他
  - オールスター
    - オールスター出場回数：7回（1994年、1995年、1996年、1997年、1998年、1999年、2000年）
    - オールスター年間得票数：1,346,504票（1999年）※パ・リーグ記録。達成当時はオールスター記録
    - 6年連続オールスター最多得票（1995年 - 2000年）※タイ記録。6年連続で両リーグ通じての最多得票はNPB記録
    - オールスター通算打率：.394（71打数28安打）※オールスター記録（50打数以上対象）[554]
    - オールスター連続試合安打：11（1996年第3戦 - 2000年第3戦）※オールスター記録[555]
    - オールスター連続打席安打：5 ※オールスター記録
    - オールスター連続試合フルイニング出場：17（1994年第1戦 - 2000年第3戦）※オールスター記録

  - シーズン死球：18（1995年）※達成当時はパ・リーグ記録
  - リーグ最多得点：4年連続4回 ※ともに福本豊に次ぐパ・リーグ歴代2位タイ

##### MLB
- MLB記録
  - シーズン安打：262（2004年）※ジョージ・シスラーを84年ぶり更新。また、安打数リーグ2位を記録した打者（マイケル・ヤング）との46安打差は史上最大差。ギネス世界記録に認定[556]。
  - シーズン単打：225（2004年）※ウィリー・キーラーを106年ぶり更新
  - シーズン200安打以上：10回（2001年 - 2010年）※ピート・ローズとタイ記録。ギネス世界記録に認定[557]。
  - シーズン210安打以上：8回　※タイ・カッブを86年ぶり更新
  - シーズン220安打以上：5回　※ジェシー・バーケットを108年ぶり更新
  - シーズン230安打以上：3回　※MLB史上初
  - シーズン5安打試合：4回（2004年）※ウィリー・キーラー、タイ・カッブ、スタン・ミュージアル、トニー・グウィンとタイ記録
  - シーズン月間50安打：3回（2004年5月・7月・8月）
  - シーズン安打試合数：135（2001年）※ロジャース・ホーンスビー、チャック・クライン、ウェイド・ボッグス、デレク・ジーターとタイ記録
  - シーズン右翼手刺殺：381（2005年）※デーブ・パーカーとタイ記録[558]
  - 両リーグ最多安打：7回（2001年、2004年、2006年 - 2010年）※タイ・カッブ、ピート・ローズとタイ記録
  - 5年連続両リーグ最多安打（2006年 - 2010年）史上初
  - デビュー以来10年連続200安打（2001年 - 2010年）
  - 10年連続200安打（2001年 - 2010年）※9年の時点でウィリー・キーラーを108年ぶり更新。ギネス世界記録に認定[559]。
  - 8年連続200安打100得点（2001年 - 2008年）※連続記録としてはウィリー・キーラーとタイ記録
  - 連続4シーズン最多安打：930（2004年 - 2007年）※ビル・テリーを75年ぶり更新
  - 外野手1イニング2補殺（2003年5月25日 5回表[560]）※タイ記録
  - 右翼手最多刺殺：7回（2001年 - 2005年、2009年 - 2010年）※Wally Mosesを65年ぶり更新
  - 5年連続右翼手最多刺殺（2001年 - 2005年）※ティム・サーモンとタイ記録
- MLBアメリカンリーグ記録
  - シーズン打席：762（2004年）※MLB歴代8位[561]
  - シーズン連続盗塁成功：39（2006年）※ビンス・コールマンに次いでMLB歴代2位
  - 連続盗塁成功：45（2006年4月29日 - 2007年5月16日）※ビンス・コールマンに次いでMLB歴代2位
  - ゴールドグラブ賞：10年連続、通算10回（2001年 - 2010年）※共に外野手部門ではアル・ケーライン、ケン・グリフィー・ジュニアとア・リーグタイ記録
- MLB新人記録
  - 新人最多安打および1年目選手最多安打：242（2001年）※ジョー・ジャクソンを90年ぶり更新
  - ア・リーグ新人最多単打およびア・リーグ1年目選手最多単打：192（2001年）
  - ア・リーグ新人最多打数および1年目選手最多打数：692（2001年）
  - ア・リーグ1年目選手最高打率：.350（2001年）
- 球団記録（シアトル・マリナーズ）
  - 通算打数：7907（2001年 - 2012年、2018年 - 2019年）
  - 通算打率：.321（2001年 - 2012年、2018年 - 2019年）
  - 通算安打：2542（2001年 - 2012年、2018年 - 2019年）
  - 通算単打：2069（2001年 - 2012年、2018年 - 2019年）
  - 通算三塁打：79（2001年 - 2012年、2018年 - 2019年）
  - 通算盗塁：438（2001年 - 2012年、2018年 - 2019年）
  - 通算敬遠：172（2001年 - 2012年、2018年 - 2019年）※ケン・グリフィー・ジュニアとタイ記録
  - 通算初回先頭打者本塁打：37（2001年 - 2012年、2018年 - 2019年）
  - 通算外野手刺殺：4072（2001年 - 2012年、2018年 - 2019年）
  - シーズン出場試合：162（2005年、2008年、2010年）※タイ記録。3度の162試合出場は単独球団記録
  - シーズン打率：.372（2004年）　※21世紀のMLB最高記録[562]
  - シーズン打数：704（2004年）　※MLB歴代3位[563]
  - シーズン三塁打：12（2005年）
  - シーズン初回先頭打者本塁打：5（2002年、2005年）
  - シーズン出塁数：315（2004年）
  - シーズン敬遠四球：27（2002年）
  - シーズン複数安打試合数：80（2004年）
  - 20試合以上連続安打：7回（2001年 2回、2004年 - 2007年、2009年）
  - 月間最多安打：56（2004年8月）
  - 連続試合安打：27（2009年5月6日 - 6月3日）
  - 連続2試合安打数：9（2004年9月21日 - 22日）※タイ記録
  - 連続試合出場数：396（2004年7月11日 - 2006年9月25日）
  - 新人最多得点：127（2001年）
  - 新人最多二塁打：34（2001年）※タイ記録
  - 新人最多三塁打：8（2001年）※タイ記録
  - 新人最多塁打：316（2001年）
  - 新人最多盗塁：56（2001年）
  - 新人連続試合安打：23（2001年4月22日 - 5月18日）
- 球団記録（ニューヨーク・ヤンキース）
  - デビューからの連続試合安打：12（2012年8月5日）※Don Slaughtとタイ記録
  - レギュラーシーズン最年長でのサヨナラ本塁打：39歳8か月（2013年6月25日）
- その他
  - オールスター
    - 選出回数：10回（2001年、2002年、2003年、2004年、2005年、2006年、2007年、2008年、2009年、2010年）※全て出場し、出場10回はマリナーズ球団タイ記録。2005年以外は先発出場。
    - 新人から3年連続オールスター両リーグ最多得票（2001年 - 2003年）※史上唯一。「新人から」という注釈を外してもケン・グリフィー・ジュニア以来史上2人目
    - オールスターゲームでのランニング本塁打（2007年）※史上初。ギネス世界記録に認定[564]

  - 3000安打&500盗塁 ※史上7人目
  - 3000安打&500盗塁&ゴールドグラブ10回 ※MLB史上初。

##### NPB/MLB通算
- 通算出場試合数：3604 ※プロ野球の一軍で記録したものとしては世界最多
- 通算打席数：14832 ※プロ野球の一軍で記録したものとしては日本人最多（2023年現在、MLB歴代2位相当）
- 通算打数：13553 ※プロ野球の一軍で記録したものとしては日本人最多（2023年現在、MLB歴代2位相当）
- 通算得点数：2078 ※プロ野球の一軍で記録したものとしては日本人最多（2023年現在、MLB歴代7位相当）
- 通算安打数：4367 ※プロ野球の一軍で記録したものとしては世界最多
- 通算単打数：3440 ※プロ野球の一軍で記録したものとしては世界最多
- 通算二塁打数：573 ※プロ野球の一軍で記録したものとしては日本人最多（2023年現在、MLB歴代27位相当[565]）
- 通算三塁打数：119 ※プロ野球の一軍で記録したものとしては日本人最多
- 通算先頭打者本塁打数：45 ※プロ野球の一軍で記録したものとしては日本人最多（NPB8本、MLB37本。2023年現在、MLB歴代8位相当[566]）
- 通算長打数：927 ※プロ野球の一軍で記録したものとしては日本人9位[注 42]
- 通算塁打数：5883 ※プロ野球の一軍で記録したものとしては日本人最多（2023年現在、MLB歴代6位相当）
- 通算盗塁数：708 ※プロ野球の一軍で記録したものとしては日本人2位（2023年現在、MLB歴代11位相当）
  - 通算赤星式盗塁：408 ※プロ野球の一軍で記録したものとしては日本人2位
  - 通算Power–speed number：352.87 ※プロ野球の一軍で記録したものとしては日本人3位[注 43]
- 通算敬遠数：279 ※プロ野球の一軍で記録したものとしては日本人2位（2023年現在、MLB歴代5位相当）
- 通算出塁数：5512 ※プロ野球の一軍で記録したものとしては日本人最多（2023年現在、MLB歴代4位相当）
- 通算打率：.322 ※プロ野球の一軍で記録したものとしては日本人最高（2023年現在、2000打数以上[注 44]）

### 背番号
- 51（1992年 - 2012年7月22日、2015年 - 2019年）※シアトル・マリナーズの永久欠番
- 31（2012年7月23日 - 2014年）

### 登録名
- 鈴木 一朗（すずき いちろう、1992年 - 1994年4月6日）
- イチロー（1994年4月7日 - 2000年）

### 代表歴
- 2006 ワールド・ベースボール・クラシック日本代表
- 2009 ワールド・ベースボール・クラシック日本代表

## メディア出演

### テレビドラマ
- 古畑任三郎ファイナル 第41回「フェアな殺人者」（2006年1月4日、フジテレビ） - 本人 役
- 99年の愛〜JAPANESE AMERICANS〜 第1話（2010年11月3日、TBS） - 本人として出演[567]

### 映画
- 走れ!イチロー（2001年4月28日、東映） - 本人 役

### テレビ番組
- 第45回NHK紅白歌合戦（1994年12月31日、NHK総合・ラジオ第1） - 審査員
- 知的探検スペシャル・記憶の海へ（2000年3月27日・5月4日、フジテレビ）
- とんねるずの生でダラダラいかせて!!400回スペシャル!!（2000年8月16日、日本テレビ）
- 情熱大陸（毎日放送）
  - Vol.139（2001年1月3日）
  - Vol.13321・Vol.1332「2夜連続スペシャル！」（2024年12月22日・23日）[568]
- ZONE（2001年6月10日、TBS）
- GET SPORTS（2003年9月21日、テレビ朝日）
- スポーツハイライト2003〜飛躍への鼓動「メジャーで拓く」（2003年12月20日、NHK総合）
- 独占 イチロー「告白」2003（2002年12月28日、テレビ朝日）[569]
- イチローvs松井秀喜
  - 「テレビ初競演 夢バトルSP」（2004年1月27日、TBS）
  - 「〜今だから話せる本音対談〜」（2025年1月5日、BS-TBS）
- NANDA!?スペシャル（2004年9月9日、テレビ朝日）
- NHKスペシャル「イチロー　新記録を語る」（2004年10月16日、NHK総合）
- MLB 日本人メジャーリーガーの群像（NHK BShi）
  - 「MLB2003 イチロー ベースボールに敬意をこめて」（2004年2月28日）[570]
  - 「MLB2004 イチロー 4年間の軌跡」〈第1部：2001〜2002、第2部：2003〜2004〉（2005年1月8日）
  - 「MLB2005 イチロー 苦闘200本安打への日々」（2005年12月25日）[571]
- WBCスペシャル 誰も知らない素顔のイチロー（2006年3月8日、TBS）
- ICHIRO-MONDOW 〜Two Chairs〜（2006年4月1日 - 2007年3月末、読売テレビ）
- ICHIRO-VERSUS（2007年4月7日 - 2008年3月末、読売テレビ） - 上述番組の続編
- 僕らの音楽 -OUR MUSIC-（2007年2月23日、フジテレビ） - 椎名林檎と対談
- 大リーグ日本選手列伝 平成の名勝負 ふたたび〜松坂大輔VSイチロー（2007年5月4日、NHK BS1）[572]
- 大リーグ 夢の球宴「イチロー －MVPへの軌跡－」（2007年7月18日、NHK総合）[573]
- MLB侍（2007年7月21日、TBS）
- イチ流（テレビ朝日）※毎年恒例番組
  - 「メジャーリーグの歴史を変えた男」（2004年12月26日）
  - 「知られざるイチローの究極」（2005年12月25日）
  - 「そして男は伝説となった」（2007年1月6日）
  - 「ターニングポイント」（2008年1月5日）
  - 「伝説への宿命」（2009年1月3日）
- 日本人メジャーリーガーの群像（年末年始恒例番組）
- プロフェッショナル 仕事の流儀[574]（2008年1月2日・22日、2010年10月16日、2012年12月29日、2013年12月16日、NHK総合）
- イチロー×（〇〇対談相手の名前）（BSデジタル共同制作）※対談番組（ビートたけし、糸井重里、矢沢永吉との対談は書籍化されている）
  - 2003年：ビートたけし（北野武）「キャッチボール」[575] - BS-i／BSフジ共同特別番組。語り：宮沢りえ
  - 2004年：糸井重里「キャッチボール ICHIRO MEETS YOU」[576] - BSデジタル民放5局共同特別番組
  - 2005年：久米宏「MY FIELD」 - BSデジタル民放5局共同特別番組
  - 2006年：矢沢永吉「英雄の哲学」[577] - BSデジタル民放5局共同特別番組
  - 2007年：黒木瞳「rendez-vous ランデヴー」[578] - BSデジタル民放5局共同特別番組
- クローズアップ現代「イチロー 前人未到の記録へ」（2009年9月10日、NHK総合）[579]
- スポーツ大陸 〜イチロー 大記録への闘い〜（2009年9月14日、NHK総合・BS1）[580]
- おしえて イチロー選手！「大記録はなぜ生まれたか」（2009年10月12日、NHK総合）[581]
- イチロー ぼくの歩んだ道 〜特別対談「大リーグの10年」with 糸井重里〜（2011年1月1日、NHK BS1） - 聞き手：糸井重里、住吉美紀
- メジャーリーグ 〜アメリカ社会を映す鏡〜（2011年1月1日、NHK BS1）
- ごぶごぶ（2014年1月21日、毎日放送） - ほっともっとフィールド神戸でロケ中に星野伸之とキャッチボールをするシーンで登場
- NHKスペシャル「イチロー 最後の闘い」[582]（2019年3月31日、NHK総合）
- 王貞治 走り続ける人生（2011年12月11日、RKB・TBS）[583]
- World Baseballエンタテイメント たまッチ!（2010年10月3日、2012年3月11日・11月18日、フジテレビ）
- 神様に選ばれた試合（2017年3月5日、テレビ朝日）[584]
- バース・デイ（2012年1月7日、2021年8月7日、2022年7月30日・10月29日、TBS）[585][586][587]
- 気づきの扉 第307回・第308回（2023年6月9日・16日、テレビ朝日）
- イチローと3人の高校生 〜限界を超えた先の成長〜（2023年12月24日、TBS）[588]

#### YouTube
- SMBC日興証券：「人生100年 イチロー人生すごろく」「おしえて！イチロー先生」「もしもイチローが社長だったら！？」[589]。
- トヨタイムズ：「イチロー×豊田章男×小谷真生子」[590]

### ファッション雑誌
- ロフィシェル・ジャポン（2006年4月28日号）
- GQ（アメリカ版、2007年5月号[591]）

### イチローが登場する作品やパフォーマンス集団
- 『ドカベン プロ野球編』（漫画）※オリックス在籍時に登場
- 『あぶさん』
- 『レーザービーム』CD 甲斐よしひろ
- 『ストッパー毒島』
- 『クラッシュ!正宗』
- 『en:ZOOperstars!』※Ichiroachというゴキブリを模したキャラクターで登場[592]。 - 通常はアメリカ国内で活動しているが2009年には初来日を果たし、横浜スタジアムでのZooperstars!としてのパフォーマンスが大好評だったことから、西武ドームでのＧＷイベントにも登場し来場者を沸かせた[593]。
- 『実況パワフルプロ野球(スマートフォン)』
- 『実況パワフルプロ野球2022』
- 『パワプロクンポケットR』
- 『プロ野球スピリッツ6』
- 『プロ野球スピリッツA』
- 『eBASEBALLプロ野球スピリッツ2021 グランドスラム』
- 『TOMORROW』※未来から来たトモローとイチローの対決を描く。

### CM
- ハウス食品
  - 『とんがりコーン』
  - 『バーモントカレー』
  - 『ククレカレー』
- アサヒ飲料 『三ツ矢サイダー』（1996年 - 1999年）
- 佐藤製薬 『ユンケル』（2001年 - ）
- 日産自動車（1996年 - 2009年）
  - 企業CM
    - 「イチロー&若大将」篇（1996年） - 映画「日本一の若大将」の加山雄三のマラソンシーンと「ハワイの若大将」のサーフィンシーンにイチローをCG合成して、夢の共演が実現した。
    - 「新年ジョギング」篇（1998年1月）
    - 「イチロ初売りフェア」篇（1998年1月）
    - 「ダンス・ウィズ ペンシル」篇（1998年4月1日 - 不明）
    - 「日産の新しい挑戦」篇（1999年1月1日 - 9日）
    - 「総額10億円マイレージ」篇（1999年1月1日 - 31日）
    - 「二系列大整列」篇（1999年4月1日 - 18日）

  - 『スカイライン』
    - 「幕開け」篇（イチロー篇）（2006年11月21日 - 不明）
    - 「雨」篇（イチロー篇）（2007年1月1日 - 不明）
    - 「一本の道」篇（2008年12月3日 - 不明）
    - 「001 Skyline talk」篇 - 「003 Skyline talk」篇（2007年4月12日 - 不明）
    - 「004 Skyline talk」篇「SKYLINE「50周年」篇（2007年4月24日 - 不明）
    - 「005 Skyline talk」篇 - 「010 Skyline talk」篇（2007年5月5日 - 不明）
    - 「一本の道」篇（2008年12月3日 - 不明）

  - 『スカイラインクーペ』
    - 「PURE RED イチロー」篇（2007年10月3日 - 不明）

  - 『スカイラインクロスオーバー』
    - 「日食」篇（2009年7月14日 - 不明）
- 日興コーディアルグループ 〜 三井住友フィナンシャルグループ 〜SMBCグループ 日興コーディアル証券 〜 SMBC日興証券（2001年 - 不明）（2015年からは天海祐希の共演）
- サントリー 『ペプシコーラ』（2002年）
  - 「FEVER篇/BOOM篇」（2002年2月15日 - 不明）
  - 「イチローシズル篇」（2002年3月21日 - 不明）
  - 「イチローDIET篇」（2002年4月1日 - 不明）
- 任天堂
  - 『ニンテンドー ゲームキューブ シルバー』（2002年）
  - 『ファミリースタジアム2003』 - ゲームソフト自体は開発、販売ともにナムコであるが、任天堂がCMを制作している（2003年）
- NTT東日本 NTT西日本（2006年 - 不明）
- ENEOS（2005年 - 2011年）
- NTTグループ（2006年 - 不明）
- アサヒビール（2006年・2022年）[594]
- 住友林業（2001年 - 2002年）
- ミズノ（1995年 - 不明）
- 2006 ワールド・ベースボール・クラシック - 2006年2月5日に放送されたスーパーボウル中継の中でWBCのCMが放映された。アメリカ代表のロジャー・クレメンス、デレク・ジーター、ドミニカ代表のアルバート・プホルス、イタリア代表のマイク・ピアッツァらと共に、日本代表からイチローが出演[595]。
- 2009 ワールド・ベースボール・クラシック - 前回に引き続き出演。アメリカ代表のデレク・ジーター、ドミニカ代表のアレックス・ロドリゲス、メキシコ代表のホルヘ・カントゥと共に、日本代表として出演。
- キリンビール 『キリン一番搾り』（2009年 - 2012年）共演：松嶋菜々子
- 森永乳業 『ビヒダス』（2009年 - 不明）
- サントリー ザ・プレミアム・モルツ（2017年 - 不明）
- オリックス銀行（2013年2月8日 - 不明）
- オリックスグループ（2017年3月31日 - 不明）
- コナミ
  - 『eBASEBALLパワフルプロ野球2022』『プロ野球スピリッツA』（2022年 - ）
- セブン-イレブンジャパン（2023年 - ）
- SMBC日興証券（2024年 - ）[596]

## 関連書籍
- 『イチローのすべて：やったぞ!200本安打!』（朝日ソノラマ、1994年10月、ISBN 4257034068）
- 『イチロー<20歳の挑戦>』（永谷脩著、未来出版、1994年11月、ISBN 4943901220）
- 『父と息子 : イチローと私の二十一年』（鈴木宣之著、二見書房、1995年3月、ISBN 4576950320）
- 『イチロー主義』（小川勝著、毎日新聞社、1995年4月、ISBN 9784620310497
- 『一球の心理：イチローと仰木オリックス優勝までの245日』（永谷脩著、ダイヤモンド社、1995年10月、ISBN 4478960291）
- 『イチロー：天才の理由』（田尾安志著、大栄出版、1995年11月、ISBN 4886825133）
- 『イチローに教えたこと、教えられたこと：高校時代の恩師が語るイチローの原石時代』（中村豪[注 45]著、日本文芸社、1996年3月、ISBN 4620310816／にちぶん文庫、2001年12月、ISBN 4537065443）
- 『イチローと13人の仲間：野球少年「鈴木一朗」物語』（鈴木宣之著、二見書房、1996年7月、ISBN 457696075X）
- 『イチローとわが家：ほんとうの話』（鈴木宣之著、家の光協会、1996年7月、ISBN 4259544802／新装版、2004年10月、ISBN 4259546686）
- 『溺愛：我が子イチロー』（鈴木宣之著、小学館、1996年8月、ISBN 4093871868）
- 『イチロー「勝利の方程式」：常に進化し続ける男の考え方』（永谷脩著、三笠書房（王様文庫）、2001年1月、ISBN 4837960715）
- 『イチロー進化論：なぜ「一流のメジャー」になれたのか』（田尾安志、小学館文庫、2001年7月、ISBN 409402316X）
- 『イチローUSA語録』（デイヴィッド・シールズ編、永井淳・戸田裕之訳、集英社新書、2001年12月、ISBN 4087201236）
- 『マイ・フィールド・オブ・ドリームス：イチローとアメリカの物語』（W.P. キンセラ著、井口優子訳、講談社、2002年3月、ISBN 4062111500）
- 『イチロー、聖地へ』（石田雄太著、文藝春秋、2002年3月、ISBN 4163586105／文春文庫、2005年3月、ISBN 4167679337）
- 『Ichiro : メジャーを震撼させた男』（ボブ・シャーウィン著、清水由貴子・寺尾まち子訳、朝日新聞社、2002年3月、ISBN 4022577207／朝日文庫、2004年4月、ISBN 4022614412）
- 『イチロー・オン・イチロー：Interview special edition』（イチロー述、小松成美著、新潮社、2002年5月、ISBN 4104447021）
- 『イチローは「天才」ではない』（小川勝著、角川書店、2002年6月、ISBN 4047040908）
- 『イチローイズム：僕が考えたこと、感じたこと、信じること』（イチロー述、石田雄太著、集英社、2003年3月、ISBN 4087803759／集英社文庫、2008年7月、ISBN 9784087463231）
- 『イチロー北野武キャッチボール』（イチロー・北野武述、ぴあ、2003年7月、ISBN 483560069X）
- 『キャッチボール ICHIRO meets you』（イチロー述、糸井重里著監修、ぴあ、2004年4月、ISBN 4835609336）
  - 『イチローに糸井重里が聞く』（改題、朝日文庫、2010年5月、ISBN 9784022616678）
- 『イチロー革命：日本人メジャー・リーガーとベースボール新時代』ロバート・ホワイティング著、松井みどり訳、早川書房、2004年10月、ISBN 978-4152085993）
- 『イチロー思考：孤高を貫き、成功をつかむ77の工夫』（児玉光雄著、東邦出版、2004年12月、ISBN 4809404129）
- 『夢をつかむイチロー262のメッセージ：Ichiro's message since 2001』（イチロー述、ぴあ、2005年3月、ISBN 4835615123） - プロゴルファー宮里藍の愛読書として話題になり[597]、20万部突破のベストセラーになった。
- 『イチロー・武蔵・西部劇：十割打者を目指す求道者』（小野しまと著、ビワコ・エディション、2005年9月、ISBN 4990080912 C0075）
- 『イチロー果てしなき夢：少年の想いはるかに』（義田貴士著、学習研究社、2005年4月、ISBN 4052023145）
- 『イチローの流儀』（小西慶三著、新潮社、2006年3月、ISBN 4103020512／新潮文庫、2009年4月、ISBN 9784101373713）
- 『イチロー×矢沢永吉英雄の哲学』（イチロー・矢沢永吉述、ぴあ、2006年7月、ISBN 4835616278）
- 『未来をかえるイチロー262のnextメッセージ』（イチロー述、ぴあ、2008年1月、ISBN 9784835616872）
- 『イチロー論：一流とはなにか プロフェッショナルとはなにか』（張本勲著、青志社、2009年9月、ISBN 4-90-385370-5）
- 『イチローの育て方：「振り子打法」考案者が語る、才能を伸ばす指導法』（河村健一郎著、廣済堂あかつき、2010年6月、ISBN 9784331514573）
- 『イチローの哲学：一流選手は何を考え、何をしているのか』（奥村幸治著、PHP研究所、2011年1月、ISBN 9784569792361）
- 『天才・イチローを創った魔法の「言葉」』（児玉光雄著、イースト・プレス、2011年3月、ISBN 4781605311）
  - 『天才・イチロー成功を導く魔法の「言葉」』（改題、文庫ぎんが堂、2014年2月、ISBN 9784781671024）
- 『はたしてイチローは本当に「一流」なのか』（江尻良文著、双葉新書、2011年4月、ISBN 9784575153736）
- 『自己を変革するイチロー262のメッセージ：Ichiro's message since 2008』（イチロー監修、ぴあ、2013年4月、ISBN 9784835618333）
- 『天才・イチローなお挑み続ける「言葉」：なぜ、彼は輝きを失わないのか』（児玉光雄著、イースト・プレス、2014年3月、ISBN 9784781611488）
- 『イチロー・インタビューズ：激闘の軌跡 2000-2019』（石田雄太著、文藝春秋、2019年8月、ISBN 9784163910673）
- 『永遠に刻みたい イチロー262のメッセージ』（「永遠に刻みたい イチロー262のメッセージ」編集委員会著、イチロー監修、ぴあ、2019年11月、ISBN 9784835639390）
- 『イチロー流「最善主義」で夢を叶える』（児玉光雄著、ベスト新書、2019年11月、ISBN 9784584126066）
- 『イチロー実録 2001-2019』（小西慶三著、文藝春秋、2021年10月、ISBN 9784163914480）